# Argenteuil (Val-d'Oise)
Pour les articles homonymes, voir Argenteuil.
Argenteuil est une commune française, sous-préfecture du département du Val-d'Oise, en région Île-de-France. C'est la plus peuplée de la région après Paris, Saint-Denis, Boulogne-Billancourt, et Montreuil.
Cette commune, d'origine très ancienne, est connue pour le séjour d'Héloïse au Moyen Âge et le pèlerinage de la Tunique d'Argenteuil (tunique revendiquée comme la Sainte Tunique du Christ). C'est également un haut lieu de l'impressionnisme : Claude Monet y séjourne et peint une partie de son œuvre ; Georges Braque y naît un peu plus tard en 1882.
À vocation essentiellement agricole et viticole initialement, Argenteuil a connu une importante industrialisation à la fin du XIXe siècle avant de devenir la cinquième commune d'Île-de-France par sa population et la plus peuplée du département du Val-d'Oise.

## Géographie

### Localisation
Argenteuil est une commune chef-lieu d'arrondissement de la banlieue nord-ouest de Paris, sur la rive droite de la Seine. Elle est, de loin, la commune la plus peuplée du Val-d'Oise et la cinquième en population de la région Île-de-France après Paris, Saint-Denis, Boulogne-Billancourt et Montreuil.

### Communes limitrophes
Les communes limitrophes d'Argenteuil sont : Cormeilles-en-Parisis à l'ouest , Bezons au sud, Sannois et Saint-Gratien au nord puis les communes de Colombes et Gennevilliers sur la rive droite de la Seine dans le département des Hauts-de-Seine. Mais aussi les communes du département de la Seine-Saint-Denis à l'est l'Ile-Saint-Denis et Épinay-sur-Seine.Puis la commune de Sartrouville au sud-ouest dans le département des Yvelines. 
| Cormeilles-en-Parisis   | Sannois                                  | Saint-Gratien                                                                     |
| Sartrouville (Yvelines) | Argenteuil                               | Épinay-sur-Seine (Seine-Saint-Denis)                                              |
| Bezons                  | Colombes, Gennevilliers (Hauts-de-Seine) | L'Île-Saint-Denis(Seine-Saint-Denis)(quadripoint), Gennevilliers (Hauts-de-Seine) |

### Géologie et relief

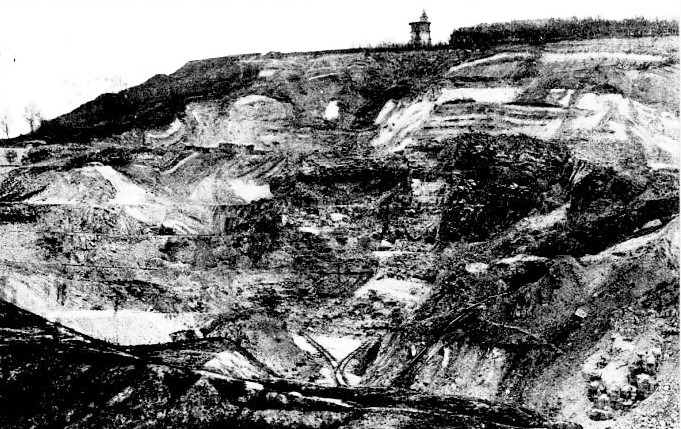
La carrière et le moulin d'Orgemont.

Le territoire de la commune est étendu (1 722 hectares), longé au sud par la Seine sur cinq kilomètres. Le sol est composé de dépôts géologiques de l'Éocène supérieur et de l'Oligocène inférieur, avec des marnes et du gypse qui a été exploité jusqu'aux débuts du XXe siècle. Argenteuil est une commune du Val-d'Oise, mais jouxte également les départements de la Seine-Saint-Denis à l'est, des Hauts-de-Seine au sud et des Yvelines à l'ouest.
L'altitude  de la commune varie de 21  à   169 mètres.

### Hydrographie
Le territoire communal est longé sur toute sa longueur méridionale par la Seine qui, orientée nord-est/sud-ouest, constitue sa limite communale avec Gennevilliers et Colombes. La commune n'est plus traversée par aucun autre cours d'eau significatif depuis que les rus issus des buttes du Parisis, jadis suffisants pour faire fonctionner un moulin à eau, ont disparu dans les nappes souterraines avec l'extension urbaine qui a entraîné l'occupation des pentes.

### Climat
Pour des articles plus généraux, voir Climat de l'Île-de-France et Climat du Val-d'Oise.
En 2010, le climat de la commune est de type climat océanique dégradé des plaines du Centre et du Nord, selon une étude du CNRS s'appuyant sur une série de données couvrant la période 1971-2000. En 2020, Météo-France publie une typologie des climats de la France métropolitaine dans laquelle la commune est dans une zone de transition entre le climat océanique et le climat océanique altéré et est dans la région climatique Sud-ouest du bassin Parisien, caractérisée par une faible pluviométrie, notamment au printemps (120 à 150 mm) et un hiver froid (3,5 °C).
Pour la période 1971-2000, la température annuelle moyenne est de 12,5 °C, avec une amplitude thermique annuelle de 15,2 °C. Le cumul annuel moyen de précipitations est de 638 mm, avec 10,2 jours de précipitations en janvier et 7,7 jours en juillet. Pour la période 1991-2020, la température moyenne annuelle observée sur la station météorologique la plus proche, située sur la commune de Bonneuil-en-France à 14 km à vol d'oiseau, est de 12,1 °C et le cumul annuel moyen de précipitations est de 616,3 mm,. Pour l'avenir, les paramètres climatiques de la commune estimés pour 2050 selon différents scénarios d'émission de gaz à effet de serre sont consultables sur un site dédié publié par Météo-France en novembre 2022.

## Urbanisme

### Typologie
Au 1er janvier 2024, Argenteuil est catégorisée grand centre urbain, selon la nouvelle grille communale de densité à sept niveaux définie par l'Insee en 2022.
Elle appartient à l'unité urbaine de Paris, une agglomération inter-départementale regroupant 407  communes, dont elle est une commune de la banlieue,,.
Par ailleurs la commune fait partie de l'aire d'attraction de Paris, dont elle est une commune du pôle principal,. Cette aire regroupe 1 929 communes,.

### Occupation des sols

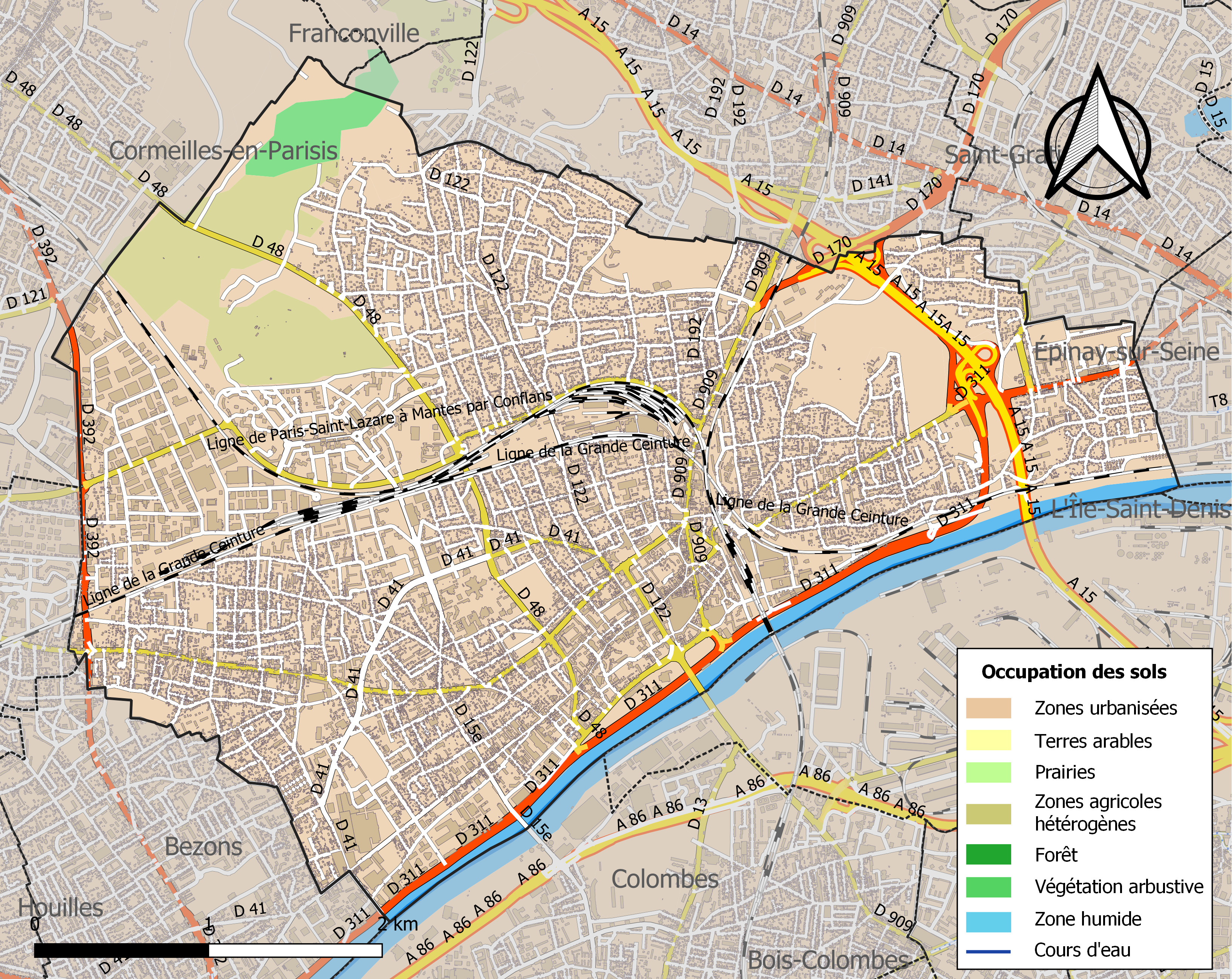
Carte des infrastructures et de l'occupation des sols de la commune en 2018 (CLC).

L’habitat pavillonnaire est prédominant à Argenteuil, occupant en 1999 40,5 % de la surface communale, soit 617 hectares. Cet habitat est en grande partie constitué de pavillons du XXe siècle et plus récemment, de villas contemporaines. Il entoure un centre-ville axé sur l'avenue Gabriel-Péri, constitué d'un mélange d'habitat collectif de moyenne et grande dimension et d'un habitat continu bas de la fin du XIXe siècle et du début du XXe siècle. Les principales zones d'activités se concentrent sur la rive de la Seine au sud, et en limite de Sartrouville, à l'ouest ; elles occupent 194 hectares soit 12,7 % du territoire communal.
Les grands collectifs et grands ensembles se concentrent à l'ouest pour l'essentiel (Val d'Argent) et dans une moindre mesure à l'est (Orgemont). En plus des parcs urbains, les principaux espaces verts ou non construits sont situés sur les buttes du Parisis, au nord et à l'est, et occupent une surface totale de 442 hectares soit 25 % de la surface communale. Argenteuil est également détentrice du panneau « ville fleurie » et possède trois fleurs. Il faut noter enfin que 189 hectares, soit 12,4 % du territoire, sont utilisés pour les voies de communication, en particulier l'importante gare de triage ferroviaire.

### Quartiers administratifs
Argenteuil est divisée en six quartiers : Le Val d'Argent (Nord/Sud), Le Centre-Ville, Orgemont-Volembert, le Val Notre-Dame et les Coteaux. Chacun des quartiers se différencie par une très forte identité architecturale, sociale et culturelle. Les quartiers sont toutefois complémentaires les uns des autres.

#### Le Val d'Argenteuil (Nord et Sud)
Le Val d'Argent Nord et Sud (aussi appelé La ZUP / Le Val d'Argenteuil) est desservi par la gare du Val d'Argenteuil. C'est le 3e quartier le plus peuplé de France (environ 30 000 habitants) et un des plus grands ensembles de France.
Ce quartier historique de la commune d'Argenteuil était autrefois réunit en un seul quartier administratif. Il a été séparé en deux quartiers administratifs distincts (Val d'Argent Nord et Val d'Argent Sud) en raison de la forte densité de population.
Le 11 octobre 1961 est défini un périmètre de 346 hectares pour une zone à urbaniser en priorité (d'où le surnom du quartier La ZUP) appelée alors « Val d'Argent ». Roland Dubrulle, architecte urbaniste, est nommé architecte en chef de la zone et dessine le plan d'un grand ensemble de plus de 8 000 logements. Les travaux commencent en 1965 et s'achèvent en 1976 par la patinoire du Val Sud. Les architectes Jean Ginsberg et Marcel Lods réalisent eux aussi un certain nombre de logements et d'équipements publics.
Le quartier, devenu le Val d'Argenteuil et accueillant 30 000 habitants, comme beaucoup de grands ensembles, se paupérise et se dégrade rapidement. Il entre dans la plupart des cadres de la politique de la ville : des « îlots sensibles » aux « grands projets de villes ». Il a subi une modernisation avec la réhabilitation de La Dalle, la rénovation de l'Institut universitaire de technologie (IUT), la reconstruction du lycée Romain-Rolland rebaptisé Julie-Victoire-Daubié et l'aménagement du quai et des abords de la gare du Val d'Argenteuil.
C'est dans ce quartier qu'en 2005, lors des révoltes urbaines qui ont suivi la mort des jeunes Zyed et Bouna, Nicolas Sarkozy, alors ministre de l'Intérieur, a traité des habitants de « racailles ». Cet évênement a marqué le quartier à jamais. 
En juillet 2009, la police a réussi à démanteler tout un trafic de stupéfiants à la Cité de La Marche (Val d'Argent Sud) ainsi qu'un réseau sur La Dalle (Val d'Argent Nord). Les tours Mondor de la Cité Jaune (Val Sud), construites en 1973, ont été démolies en août 2007 puis en décembre 2010, d'autres ont été rénovées pendant la même période.
La partie nord du Val d'Argenteuil comprend 16 cités : Cité des Musiciens, la Haie Normande, La Dalle, Cité Clemenceau, Le Coudray, Fernand Léger, Henri Wallon, La Bérionne, L'Écureuil, Les 4-Tours, Alfred Sysley, Romain Rolland, Place des Canuts, Place Denis-Diderot, Place Saint-Just, Esplanade Maurice-Thorez.

La partie sud du Val d'Argenteuil comprend 15 cités : La Marche, La Cité Jaune, Le Poirier Fourrier, Square Anjou, Square Aquitaine, L'Emmaüs, La Cité des Roses, Bretagne, Maurice-Carème, Cité Carter, La Cité Marron, Quartier de la Poste/Le Boulevard, Dalle Rouge, Boulevard Lénine, Montesquieu. Le quartier représente 1/5 de la ville.

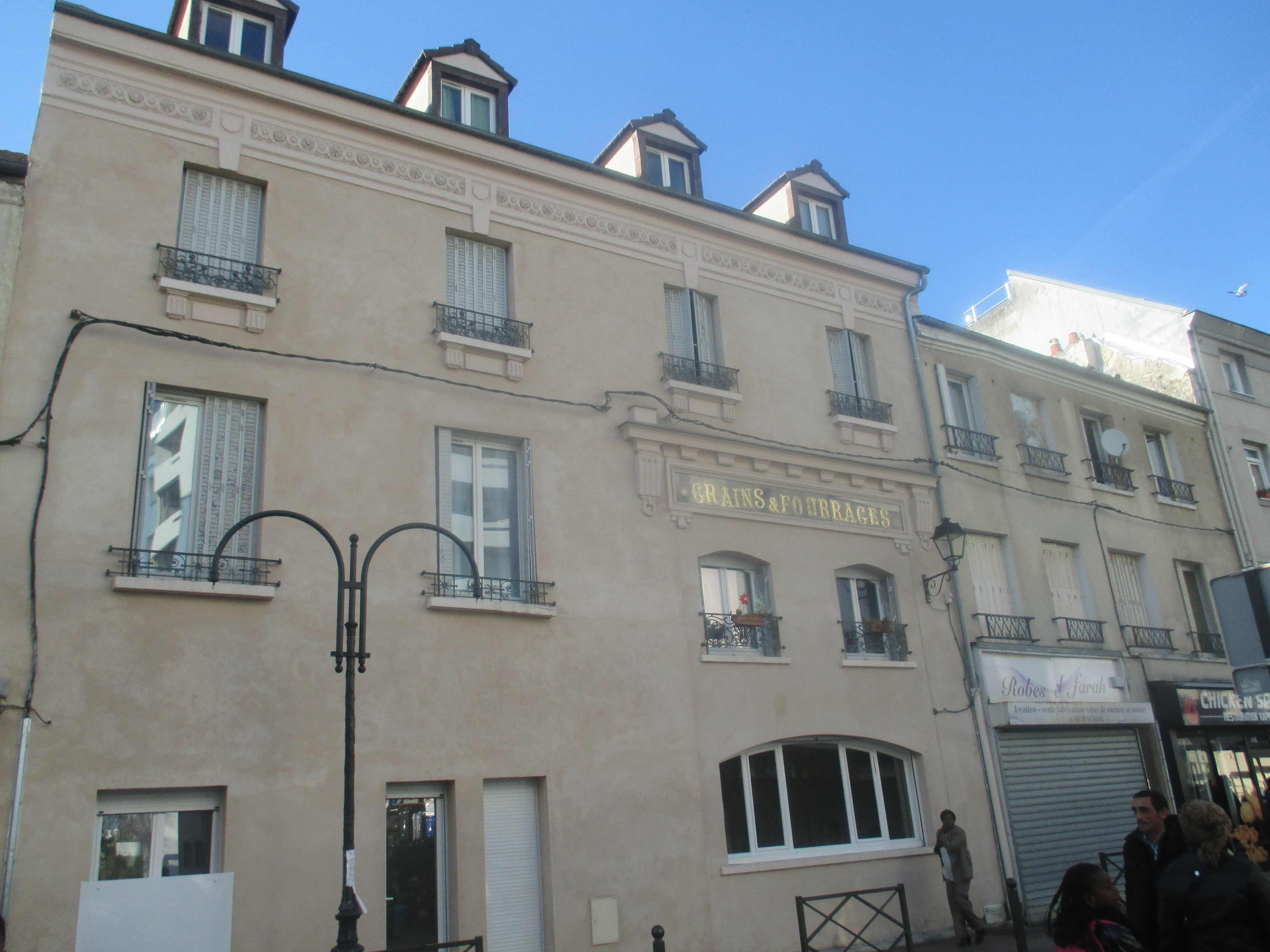
Maison rénovée de la rue Paul-Vaillant-Couturier.

#### Orgemont
Orgemont est le quartier situé au nord-est de la ville. Au bas du quartier longeant la Seine figurent principalement des pavillons ou maisons ouvrières marquant le passé industriel de la ville. Cette architecture est très visible autour de l'église Saint-Ferdinand. Le haut du quartier (Orgemont), principalement pavillonnaire, préserve encore sa nature et son calme principalement grâce à la butte d'Orgemont d'où l'on a une vue imprenable sur la capitale et sa banlieue : de cette élévation, on peut avoir un panorama sur la tour Eiffel, Montmartre, la tour Montparnasse et La Défense ou sur le lac d'Enghien.
Le quartier d'Orgemont est même beaucoup plus large ! En effet, même si la majorité de sa surface est administrée par Argenteuil, l'autre moitié quant à elle est partagée entre les deux communes d'Épinay-sur-Seine et Saint-Gratien
Ce quartier a socialement deux visages, l’un assez aisé, l'autre très populaire, puisqu'il regroupe, d’une part, de nombreuses cités et notamment les barres HLM de la cité Joliot-Curie, cité classée prioritaire, ainsi que les cités Balmont, Cité des Jardins, du Tronc, Bellevue, Gaston-Monmousseau et celle de la rue d'Arras, de même que les immeubles Krüger ; et que, d'autre part, on y trouve de nombreuses maisons et pavillons, par exemple sur les collines d'Orgemont et dans le quartier de la Colonie.

#### Val Notre-Dame
Le Val Notre-Dame, situé à l'ouest du centre-ville, demeure surtout pavillonnaire avec une architecture des années 1960 et 1970 où l'on peut encore parfois apercevoir des maisons d'ouvriers (porte Saint-Germain). Certaines zones du quartier sont légèrement en hauteur avec les résidences les Champioux, Saint-Exupery et Hélène-Boucher, la ZAC de l'avenue du Château ainsi que les cités le Prunet, les Lilas, les Courlis et les Violettes. L'architecture datant des années 1970 montre un style plutôt moderne, spacieux et non conventionnel.
La ZAC de l'avenue du Château, les Champioux et les résidences Saint-Exupery et Hélène-Boucher sont, depuis 2005, placés sous surveillance caméra en raison d'un trafic de stupéfiants important. La partie du quartier classée prioritaire (anciennement zone urbaine sensible) en raison du fort taux de délinquance et de chômage comprend les cités les Champioux, Hélène-Boucher, Saint-Exupéry, Santos-Dumont, avenue du Château, cité du Marais, les Lilas, cité du Perreux, cité du Prunet, la Tour Billy, la place du 11-Novembre et la ZAC Fosse aux Loups.

#### Les Coteaux
Les Coteaux est le quartier le plus récent. Longtemps délaissé au XXe siècle du fait de son accès difficile et de son éloignement du centre-ville, le quartier était surtout constitué de plaines, de buttes et de terrains vierges. Au cours des années 1980, il a su très rapidement séduire par ses atouts. Situé en hauteur, il offre, tout près du moulin de Sannois, l'une des plus belles vues de la banlieue Ouest et de La Défense.
Ce quartier pratiquement exclusivement pavillonnaire présente les plus belles demeures d'Argenteuil, aux architectures contemporaines et parfois surprenantes, attirant très largement une population plutôt aisée et bourgeoise. Il comprend très peu de logements sociaux dont font partie la résidence Martin-Luther-King et la Cité Champagne. Quartier le plus aisé de la ville et le plus récent situé sur les hauteurs d'Argenteuil, il comprend essentiellement des pavillons et résidences bourgeoises mais aussi les cités Roussillon et Bordelais.

#### Centre-Ville
Le centre-ville reste encore très marqué par une forte densité urbaine des années 1960. Le centre-ville est le symbole même de la diversité culturelle de la commune où le cœur historique, ayant fait l'objet de rénovations, avec son riche patrimoine, cohabite avec le centre moderne. Même si l'on voit apparaître de plus en plus d'immeubles modernes, la commune conserve encore aux abords de la mairie de belles demeures en pierre meulière datant du début du XXe siècle.
Au début des années 2000, le centre commercial Côté Seine ouvre ses portes dans le centre-ville, à proximité de la gare d'Argenteuil et du commissariat central. Quartier très commerçant comprenant un quartier pavillonnaire aisé mais aussi le centre commercial Côté Seine, la gare ferroviaire et routière principale, la mairie ainsi que la cité de l'esplanade Salvador-Allende, Pierre-Joly, Cité de la Liberté, l'avenue Gabriel-Péri, le marché Héloïse, la cité de L'Espace, le square Michelet, Antonin-Georges-Belin, Général-de-Gaulle, ZAC Basilique.

### Habitat et logement
En 2021, le nombre total de logements dans la commune était de 46 428, alors qu'il était de 44 902 en 2016 et de 42 168 en 2011. Parmi ces logements, 92,5 % étaient des résidences principales, 0,9 % des résidences secondaires et 6,6 % des logements vacants. Ces logements étaient pour 29,5 % d'entre eux des maisons individuelles et pour 68,8 % des appartements. Le tableau ci-dessous présente la typologie des logements à Argenteuil en 2021 en comparaison avec celle du Val-d'Oise et de la France entière. Une caractéristique marquante du parc de logements est ainsi la faible proportion des résidences secondaires et logements occasionnels (0,9 %) par rapport au département (1,5 %) et à la France entière (9,7 %).
| Typologie                                               | Argenteuil | Val-d'Oise | France entière |
| ------------------------------------------------------- | ---------- | ---------- | -------------- |
| Résidences principales (en %)                           | 92,5       | 92,4       | 82,2           |
| Résidences secondaires et logements occasionnels (en %) | 0,9        | 1,5        | 9,7            |
| Logements vacants (en %)                                | 6,6        | 6          | 8,1            |

### Projets d'aménagement
En juin 2025, La démolition-reconstruction de l'immeuble du quartier du Val-Notre-Dame appelé "château", ancienne propriété d'un marchand de sommeil rachetée par le bailleur social AB Habitat, ,s’inscrit dans un vaste et ancien projet de renouvellement urbain du secteur de la porte Saint-Germain, vaste de 75 ha et qui concerne 2 000 habitants. Parallèlement, un magasin Marché frais est en cours de construction sur l’ancienne friche Renault et  la première tranche du programme Urban Valley mené par le promoteur Atland sur l’ancien site Yoplait, fermé depuis 2015 et qui est destiné à accueillir les laboratoires du traiteur Potel et Chabot,.

### Voies de communication et transports

#### Voies de communication

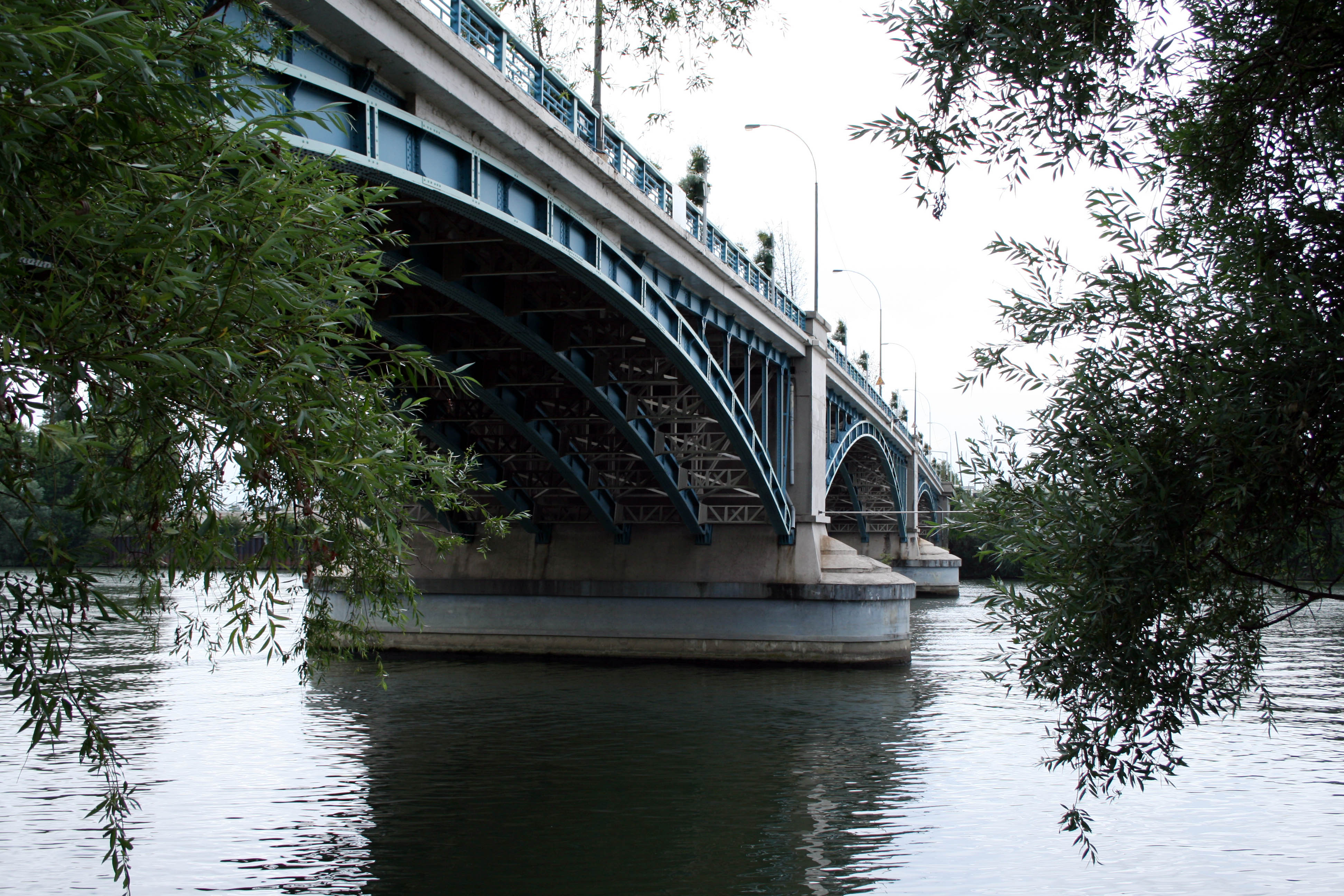
Le pont d'Argenteuil.

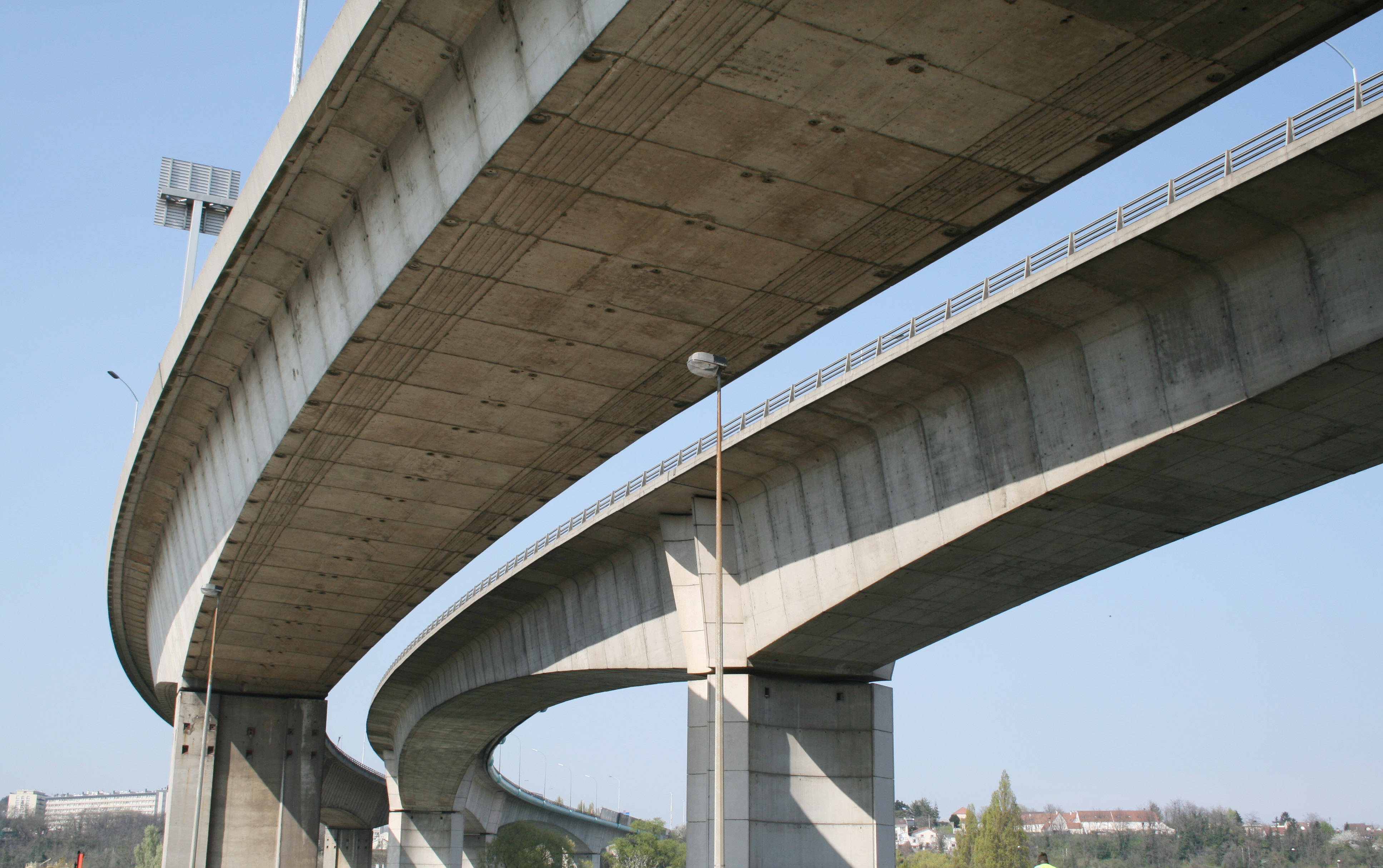
Le viaduc de l'autoroute A15.

La commune est aisément accessible depuis l'autoroute A15 à l'est et l'A86 au sud (sur la rive gauche de la Seine) ; la route nationale 311 longe les berges de la Seine côté Argenteuil et prive presque entièrement les habitants de l'accès aux rives du fleuve.
La commune est longée à l'est par l'autoroute A15 à deux fois quatre voies et au sud, sur les quais de Seine, par la RD 311 (Le Vésinet - Sarcelles), aménagée à deux fois deux voies avec carrefours à niveau et limitée à 90 km/h. Ces deux axes routiers ont un trafic très élevé et constituent les principaux axes de desserte de la commune. Les autres principaux axes sont la D 909, qui naissant à Paris, porte d'Asnières, traverse le pont d'Argenteuil et se dirige vers Sannois et la vallée de Montmorency, au nord-est, en second lieu, la D 122, qui traverse le centre-ville (avenues Gabriel-Péri et de Verdun), enfin, le boulevard de la Résistance, principal axe de desserte du Val d'Argenteuil, en direction de Sartrouville. La D 392, qui relie La Défense à la Patte d'Oie d'Herblay, marque la limite occidentale de la commune.
Trois grands axes ferroviaires traversent la commune : 
- la ligne Paris-Saint-Lazare - Mantes-Station par Conflans-Sainte-Honorine ;
- la ligne Paris-Saint-Lazare - Ermont-Eaubonne, qui se débranche de l'axe Paris - Mantes au nord de la gare d'Argenteuil du Transilien J et se dirige vers Ermont au nord-est ;
- la ligne de Grande Ceinture, rocade ferroviaire réservée à un important trafic de marchandises.

La Seine constitue un important axe historique de transport de marchandises : Argenteuil se situe face au port de Gennevilliers, premier port fluvial français.
Ces différentes infrastructures terrestres ont de lourdes conséquences sur les normes de pollution sonore. Les principales voies routières et ferroviaires sont classées de catégorie 1 (A15, ligne de Grande Ceinture) ou 2 (D 311), de niveau élevé.

#### Transports collectifs
Argenteuil est desservie par les gares d'Argenteuil et du Val d'Argenteuil, où s'arrêtent les trains du réseau Transilien Paris Saint-Lazare (ligne J).
Depuis le réaménagement par Île-de-France Mobilités et la SNCF, Argenteuil s'est vue doté d'une nouvelle ligne Paris-Saint-Lazare - Ermont-Eaubonne. Cette nouvelle ligne de train ouverte en 2006, s'ajoute à la ligne Paris-Saint Lazare / Cormeilles-en-Parisis - Pontoise/Mantes-la-Jolie permettant de rejoindre directement Paris en une dizaine de minutes.
Les principales lignes de bus sont :
- 140, 164, 272, 340 et 361 du réseau de bus RATP ;
- 1, 2, 3, 4, 6, 7, 8, 9, 17, 18 et 34 du réseau de bus Argenteuil - Boucles de Seine ;
- 30-42, 95-19 et 95-20 du réseau de bus Val Parisis ;
- 1516 du réseau de bus de la Vallée de Montmorency ;
- N52 du Noctilien.

La principale ligne de trains est la ligne J du Transilien.
Le quartier du Val Notre-Dame possède une proximité (à la station Pont de Bezons), avec la ligne 2 du tramway d'Île-de-France, (desservant La Défense), comme le quartier d'Orgemont-Volembert, (à la station station Épinay - Orgemont) avec la ligne 8 du tramway d'Ile de France, (desservant  la ligne C du RER) .
La ligne de Grande Ceinture passe également à Argenteuil, mais elle est réservée au trafic de fret depuis 1939. Un trafic voyageur par trams-trains devrait être assuré dans le cadre du projet T11, à partir de 2027.

## Toponymie
Argentolaïum en 697, Argentogilum en 824, Argentolium en 828, Argentoilus en 1007, Argentuel, Argentuel au Désert.

## Histoire

### Préhistoire et Antiquité
Des découvertes archéologiques attestent de la présence humaine sur les hauteurs de la commune dès la période acheuléenne, vers 400 000 ans, et au moustérien. Des objets lithiques fabriqués selon la technique Levallois (60 000 ans) ont aussi été retrouvés.
Deux grandes sépultures collectives (allée couverte des Déserts, allée couverte de l'usine Vivez) datées du Néolithique (civilisation Seine-Oise-Marne) ont été mises au jour à Argenteuil, rue des Déserts en 1867 et dans la cour de l'usine Vivez en 1943. Une troisième sépulture aurait été découverte mais fut détruite avant fouille.
Durant l'époque antique, la population qui occupe le territoire d'Argenteuil se répartit en petites exploitations agricoles de type villa. Des traces de ces habitats ont été localisées : des fondations d'une maison gallo-romaine à Orgemont, et dans le centre-ville actuel, rue Defresne-Bast.
Deux nécropoles gallo-romaines ont également été retrouvées dans le sous-sol, près du lycée Jean-Jaurès au Val Notre-Dame et près de la gare, en centre-ville.
Au IVe siècle, les Romains apportent à Argenteuil la culture de la vigne.

### Moyen Âge
En 656, un monastère de bénédictines y est fondé. L'histoire raconte que, sous Charlemagne, l'impératrice Irène envoya à l'Empereur un vêtement réputé être la tunique de Jésus Christ. Celui-ci donna cette relique au prieuré d'Argenteuil, parce que sa fille Théobrade en était abbesse.
Lors de l'invasion des Normands, les religieuses, pour soustraire la robe de Jésus Christ à la profanation des barbares, l'enfermèrent dans une muraille, où elle resta jusqu'en 1156.
Le nom d'Argenteuil apparaît pour la toute première fois dans la charte de la fondation de Childebert III en 665 qui accorde le droit d'élever un monastère à Argentoialum.
On ne connaît pas l'origine étymologique du nom d'Argenteuil, les trois hypothèses les plus courantes sont :
- Argent, couleur de gypse et du plâtre affleurant (carrières), suivi du suffixe celtique -ialo (clairière), ayant évolué en -euil ;
- Argent, dans le sens de rivière (surface miroitante...) ;
- Ar Gen Ti Eul, qui en langue celtique signifierait « la petite maison blanche ».

À cette époque, un bourg se développe sur les rives de la Seine, grand axe commercial, le long de l'actuelle rue Paul-Vaillant-Couturier qui constitue l'axe historique de la cité.
Des implantations humaines se multiplient sur cet axe et dans son prolongement, rue Henri-Barbusse, près de la chapelle Saint-Jean-Baptiste, sous l'emprise du centre commercial « Côté Seine », et au sud de l'ancien château du Marais.
Aux IVe et Ve siècles, les invasions germaniques ruinent la bourgade.
Les premières traces d'un réel développement urbain remontent aux XIIIe et XIVe siècles. L'abbaye Notre-Dame, qui apparaît pour la première fois dans les textes en 697, constitue le centre du bourg puis de la ville médiévale.
Le monastère est reconstruit au IXe siècle ; il occupe une vaste surface comparativement à la ville, en bordure du fleuve (approximativement du boulevard Héloïse, alors bras de la Seine, à l'actuelle rue Notre-Dame, et de la rue du 8-Mai-1945 à la ruelle de l'Hôtel-Dieu).
Argenteuil est une seigneurie ecclésiastique sous le contrôle du prieur ; l'abbaye y possède de nombreuses terres qu'elle exploite ou qu'elle loue, et détient le pouvoir économique.
Le marché ne s'y tient pas devant l'église paroissiale, mais devant l'église abbatiale, bien plus vaste. Durant tout le Moyen Âge, Argenteuil connaît un important développement qui n'est interrompu que par les guerres, la Grande Peste ou les famines.
Héloïse fait ses études à l'abbaye vers 1110. Elle y acquiert une culture exceptionnelle, que remarque plus tard Abélard. Une fois le secret de leur mariage connu, elle se retire à l'abbaye et en devient prieure. Mais la communauté en est chassée en 1129 lorsque Suger obtient la rétrocession du monastère à l'abbaye de Saint-Denis.
À cette époque, la culture de la vigne est très importante à Argenteuil et y fait vivre 1500 villageois. On considérait alors le vin d’Argenteuil comme un très bon vin, apprécié par le roi François Ier que ce dernier envoyait aussi comme cadeaux diplomatiques. Cette qualité changera beaucoup par la suite. Pour faire circuler le vin, notamment, une activité portuaire importante apparaît.
Le plâtre d'Argenteuil est exporté, par bateau, vers l'Angleterre.
La commune possède une tunique revendiquée comme la Sainte Tunique, offerte selon la légende par l'impératrice Irène de Byzance à Charlemagne en l'an 800, lors de son sacre comme empereur d'Occident.
Ce dernier la confie au prieuré d'Argenteuil, dirigé par sa fille Théodrade qui en est la chanoinesse principale.
C'est en 1129 peu après leur installation que des moines de Saint-Denis redécouvrent la relique dans un mur, probablement mise à l'abri lors des invasions normandes du IXe siècle.
Le plus ancien texte évoquant l'existence de la Sainte Tunique remonte à 1156. Il s'agit de la 'charte' dite d'Hugues d'Amiens, archevêque de Rouen dont la datation est d'ailleurs contestée et qui a disparu, de manière troublante, en 1984.
Ce n'est qu'au XVIe siècle que les pèlerinages sont attestés. Ils connaissent leur essor durant le XVIIe siècle.

### Temps modernes
Durant les XVIe et XVIIe siècles, la présence de la Sainte Tunique provoque un essor commercial et la multiplication des communautés religieuses.
En 1544, François Ier autorise la construction de fortifications autour du bourg pour protéger cette relique. Mais l'édification des remparts a également une importance économique, permettant de contrôler les denrées entrant et sortant de la cité et de les taxer.
Les fortifications sont érigées en moellons et s'ouvrent par plusieurs portes donnant sur le fleuve et la campagne. Des tours de huit mètres de hauteur en assurent la défense. Les vestiges de l'une d'elles subsistent au sud du boulevard Karl-Marx. Achevées en 1549, les murailles figent la forme étirée de la cité ancienne.
Assiégé par les huguenots, en 1565, Argenteuil est pris d'assaut le 12 octobre, par le nommé Rouvray. En 1567, le monastère est ravagé par les huguenots.
C'est à cette époque que commence à Argenteuil la production de figues blanches.
Les boutiques se développent le long de la Grande Rue et autour du monastère, dont de nombreuses auberges ou commerces de souvenirs pieux.
Les augustins s'installent dans la ville en 1632, les Bernardines en 1635 puis les Ursulines en 1647.
À la fin du XVIIIe siècle, plusieurs moulins à vent sont construits sur les coteaux.
Argenteuil abrite également une garnison de gardes suisses du Roi.
Peu avant la Révolution, Mirabeau récupère le domaine du Marais, propriété des bénédictins depuis le Moyen Âge.
Il faut cependant attendre le XIXe siècle pour voir la cité déborder de ses remparts et entamer une profonde mutation.

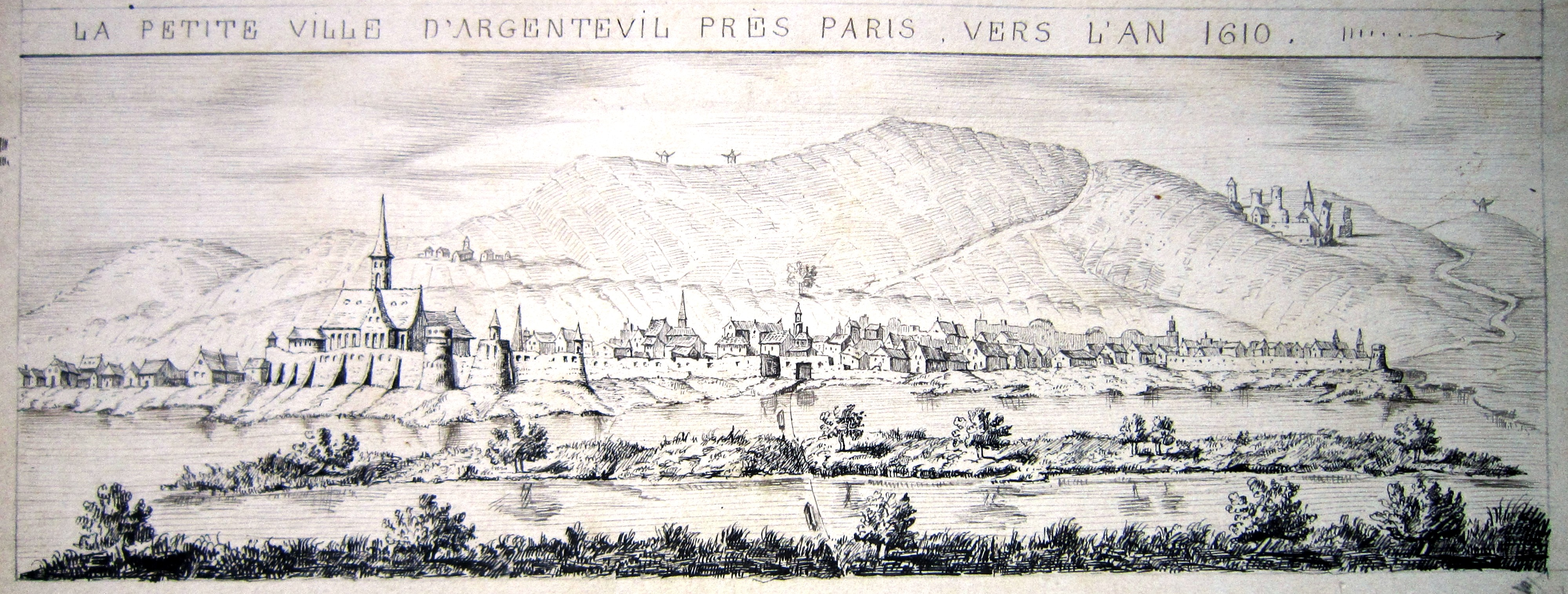
Argenteuil vers 1610 selon Claude Chastillon. La carte de Cassini met en évidence un angle de 90° entre la Seine orientée nord-es/sud-ouest et les buttes dont l'orientation est inverse.
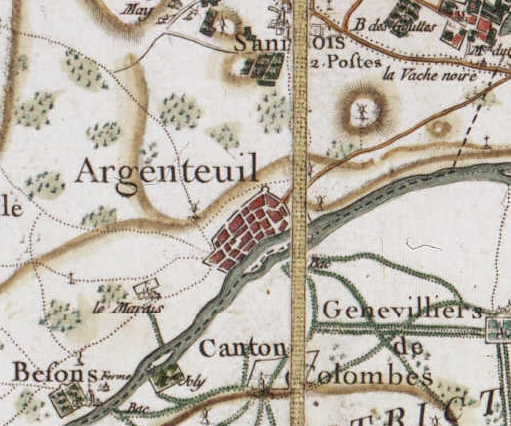
Argenteuil vers 1780, carte de Cassini.

### Révolution française et Empire
En 1783, une épidémie de paludisme pousse la municipalité à envisager le remblaiement du petit bras de la Seine, ce qui est réalisé avec les pierres de l'enceinte médiévale entre 1803 et 1816 pour donner l'actuel boulevard Héloïse.
Le 2 juillet 1815, il y eut, à Argenteuil, un combat fort vif entre les Français et les Anglais. Les Français, quoique bien inférieurs en nombre, repoussèrent l'ennemi et lui prirent deux drapeaux.

### Époque contemporaine

#### XIXesiècle
Aux débuts du XIXe siècle, Argenteuil reste une cité peuplée en majorité de vignerons et agriculteurs, donc le bourg est essentiellement formé de maisons vigneronnes et maraîchères, dont on trouve encore quelques exemplaires autour de la basilique : rue des Ouches et rue Paul Vaillant-Couturier.
La vigne occupe l'essentiel du territoire, très morcelé avec 35 000 parcelles très étroites. La production maraîchère s'adapte à la demande parisienne.
En 1832, un pont est construit sur la Seine qui reste payant jusqu'en 1910.
Argenteuil voit apparaître manufactures et lotissements, et devient, grâce au chemin de fer, une destination dominicale pour les Parisiens en mal de verdure.
Argenteuil possède également une industrie plâtrière, qui remonte à l'époque gallo-romaine, mais connaît son apogée au XIXe siècle grâce à la proximité du plus gros gisement de gypse d'Europe et des grands travaux haussmanniens à Paris.
En 1851, une ligne de chemin de fer en provenance de Paris-Saint-Lazare atteint la rive gauche de la Seine en face d'Argenteuil, mais il faut emprunter le pont routier, à péage, pour gagner l'embarcadère du chemin de fer (ancienne gare d'Argenteuil) situé sur la commune de Gennevilliers à la frontière avec Colombes.
L'actuelle gare d'Argenteuil n'ouvre qu'en 1863 quand la ligne est prolongée jusqu'à Ermont.
Grâce au chemin de fer, la ville connaît un développement industriel spectaculaire et sa population triple durant la seconde moitié du siècle.
La ville n'est plus qu'à vingt-deux minutes en train de la capitale et des trains circulent toutes les demi-heures depuis la gare Saint-Lazare.
Décrite dans les guides touristiques comme une petite ville agréable, Argenteuil est devenue, depuis les années 1850, et surtout après 1871, à la fin de la guerre avec la Prusse, une destination prisée durant les mois d'été pour les plaisanciers et les vacanciers du week-end. Ils y trouvent, comme l'a observé Robert L. Herbert, « une banlieue bien ordonnée où la nature et les humains se rencontraient dans d'agréables harmonies..., un cadre qui permet aux Parisiens bourgeois de laisser les sports d'air, de lumière et de rivière apaiser les angoisses de la ville ».
Le groupe impressionniste y vient fréquemment pour peindre des toiles devenues célèbres : Claude Monet y séjourne de 1871 à 1878, Alfred Sisley, Édouard Manet, Gustave Caillebotte, Camille Pissarro, Van Gogh profitent aussi de la « douceur des bords de Seine » et de l'ambiance des guinguettes.
Georges Braque y naît rue de l'Hôtel-Dieu, le 13 mai 1882.
Des régates sont organisées sur la Bassin d'Argenteuil, un tronçon de la Seine où la rivière était à 200 mètres (195 mètres) d'une rive à l'autre, plus large et plus profonde que partout ailleurs dans les environs de Paris, et le trafic fluvial n'était pas obstrué par des îlots ou des bancs de sable.

Les activités nautiques
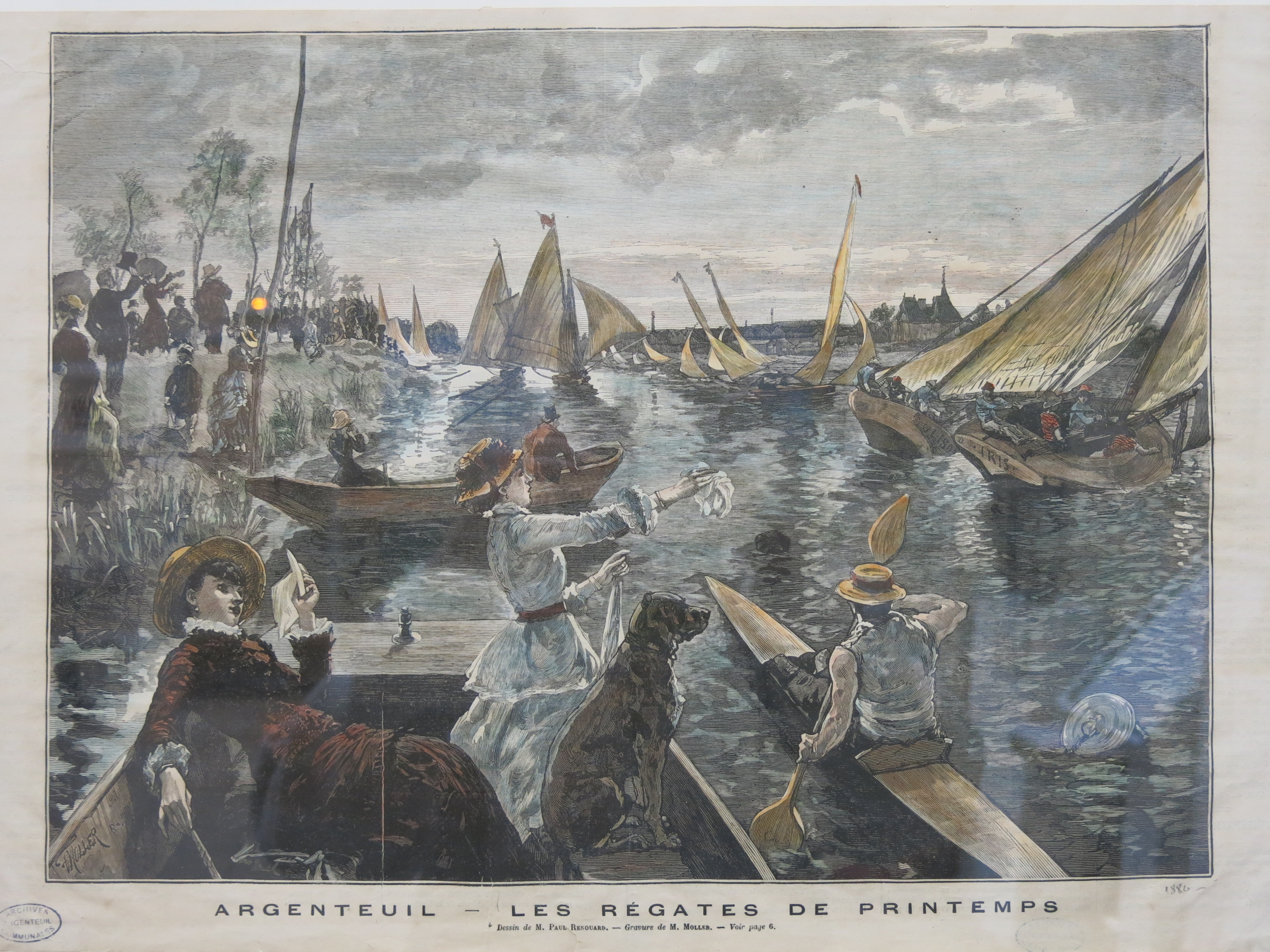
Les régates de printemps de 1886.
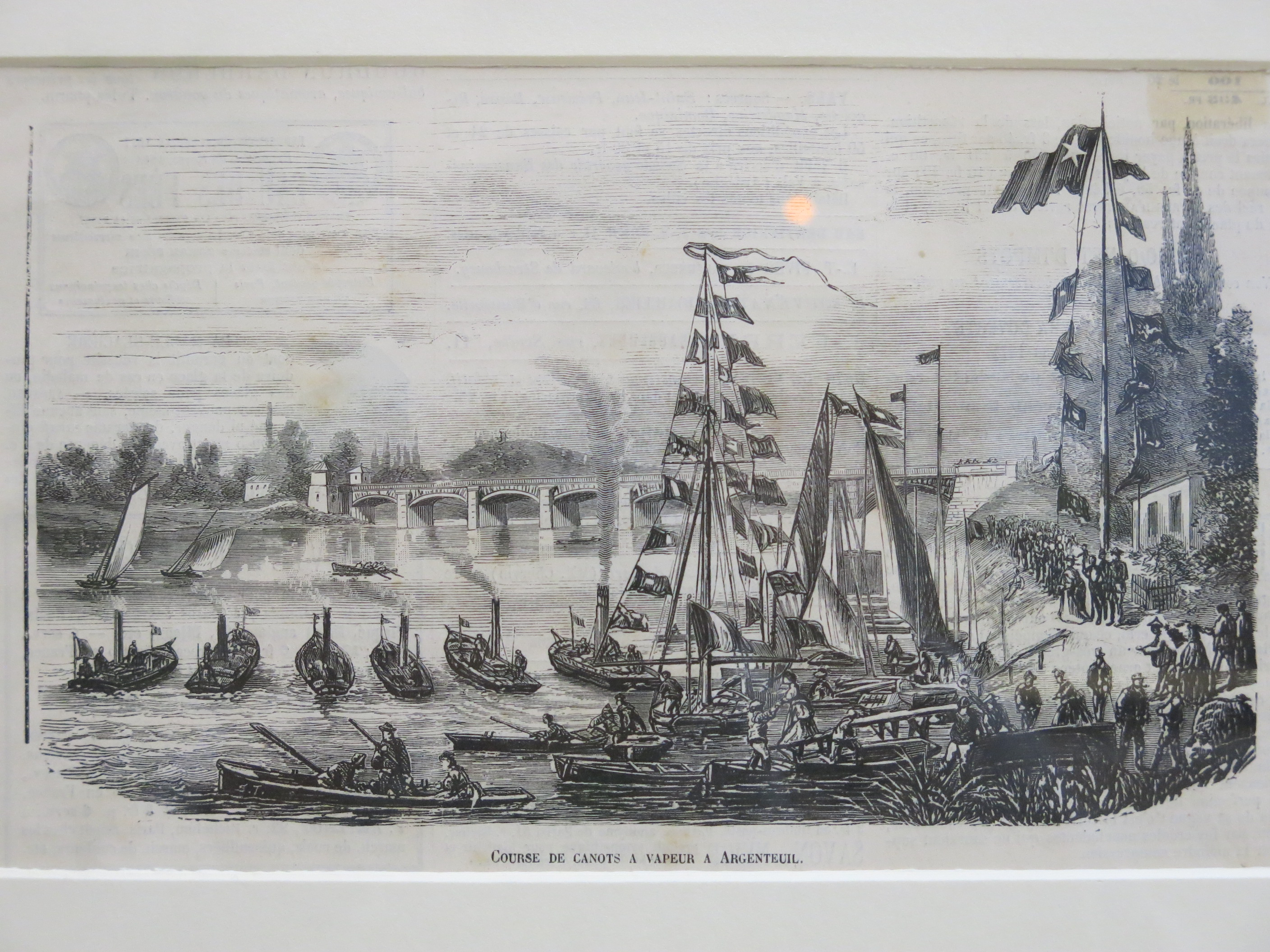
Courses de canots à moteur en 1874

Les asperges d'Argenteuil, que l'on cultive entre les rangs de vignes, commencent à devenir célèbres grâce notamment à Louis Lhérault, « le parmentier de l'asperge ».
À partir des années 1850, les usines s'installent au bord du fleuve : les établissements métallurgiques Joly sont une des premières à Argenteuil, elle réalise par exemple les Halles de Paris de Baltard, les piliers de la tour Eiffel ou la gare Saint-Lazare, puis surtout à partir de 1890, des constructeurs de bateaux (Caillebotte, G Boucher, Claparède), d'avions (Dassault-Breguet, Lorraine-Dietrich, Donnêt-Leveque, Schreck) ou encore l'industrie métallurgique, largement encouragée par la municipalité d'alors, et ce malgré la protestation des habitants qui en dénoncent les nuisances.
La basilique Saint-Denys est construite en 1866 par l'architecte et Prix de Rome Théodore Ballu. Le grand orgue de tribune de Louis Suret (1867) a été restauré en 2009.

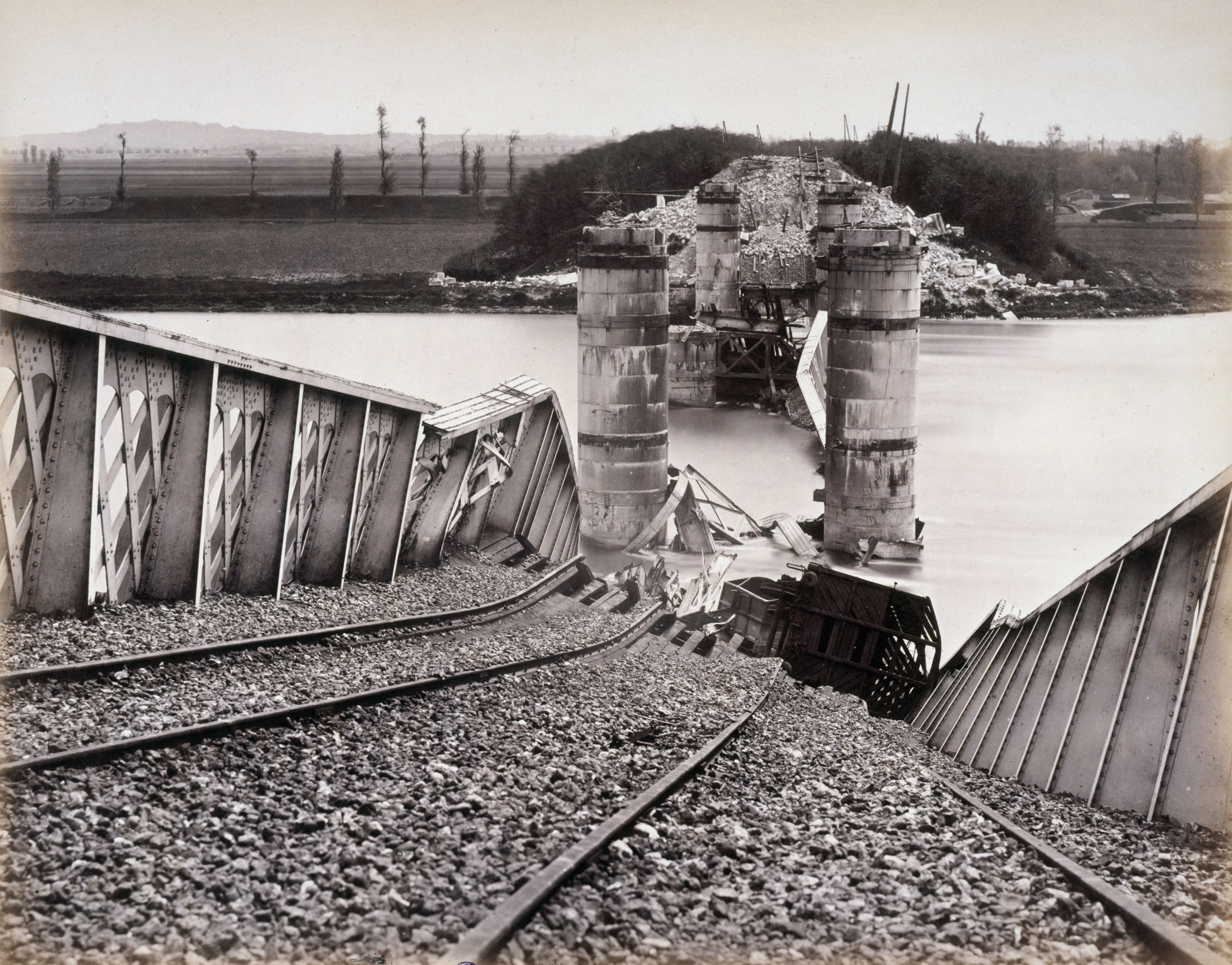
Le pont du chemin de fer détruit durant la Guerre franco-allemande de 1870.

Durant le siège de Paris en 1870, le quartier général de la brigade des uhlans de la garde prussienne s'installe à Argenteuil.
Situées sur la section Achères-Noisy-le-Sec de la ligne de Grande Ceinture, les gares d'Argenteuil-Val-Notre-Dame et d'Argenteuil Grande Ceinture  ouvrent aux voyageurs à compter du 2 janvier 1882. Elles ferment le 15 mai 1939, quand cesse le trafic sur la section nord comprise entre Versailles-Chantiers et Juvisy via Argenteuil. La Grande ceinture est désormais réservée au fret.

#### LeXXesiècle: une commune industrielle et ouvrière

Argenteuil au tout début du XXe siècle
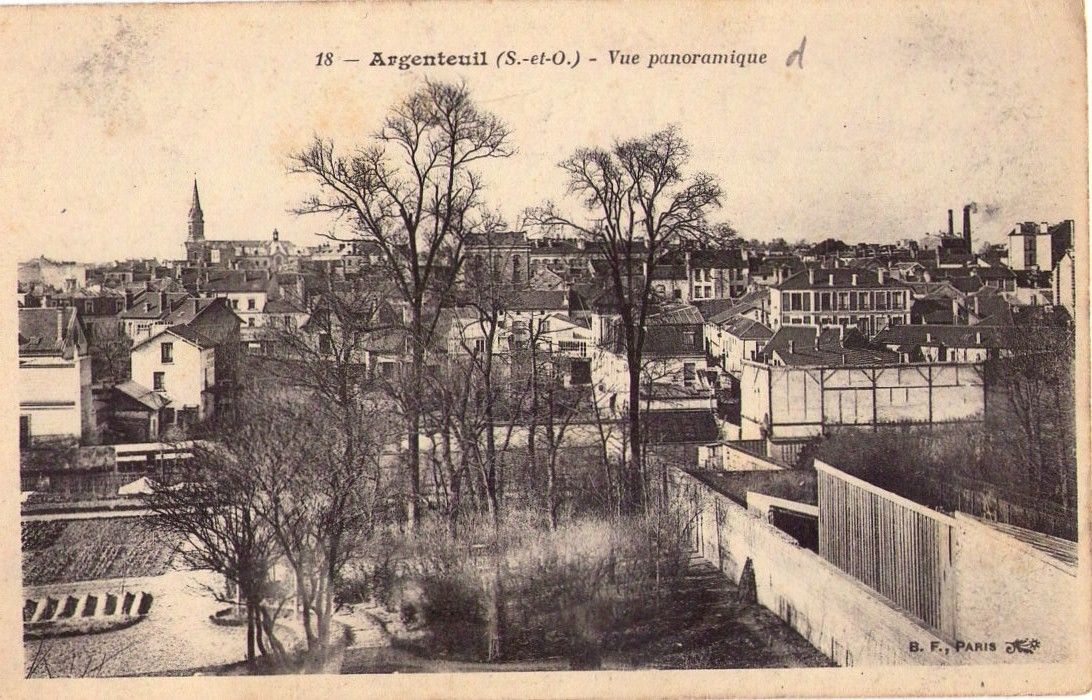
Vue panoramique de la ville.
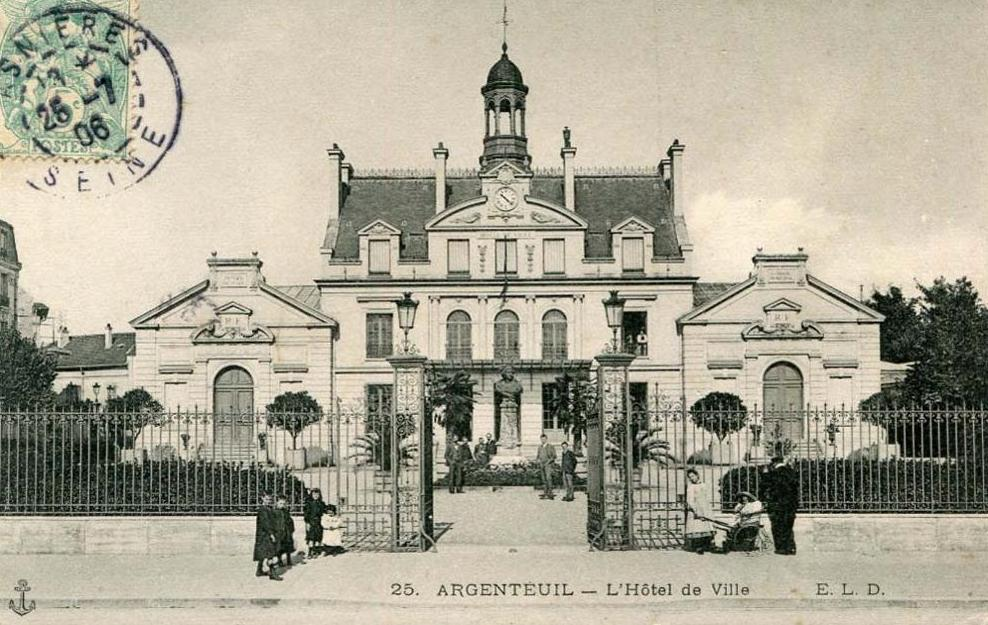
L'hôtel-de-ville.
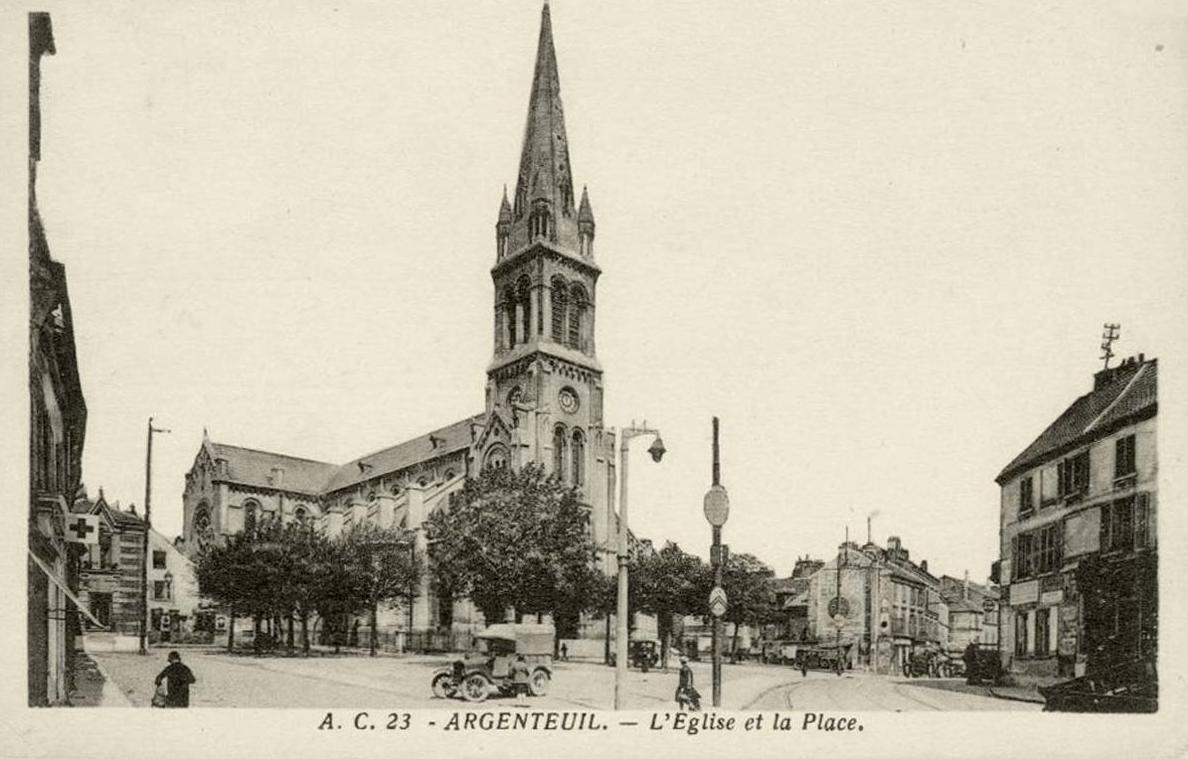
L'église et la place.
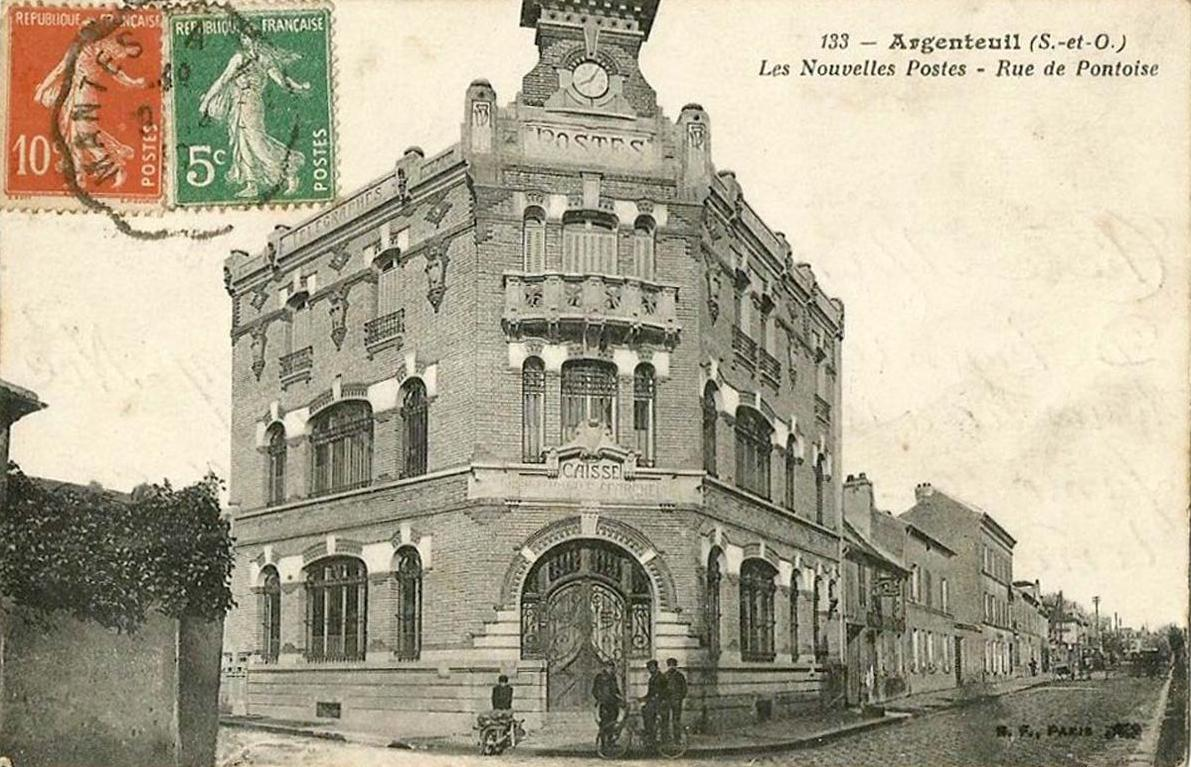
Le nouveau bureau de poste.
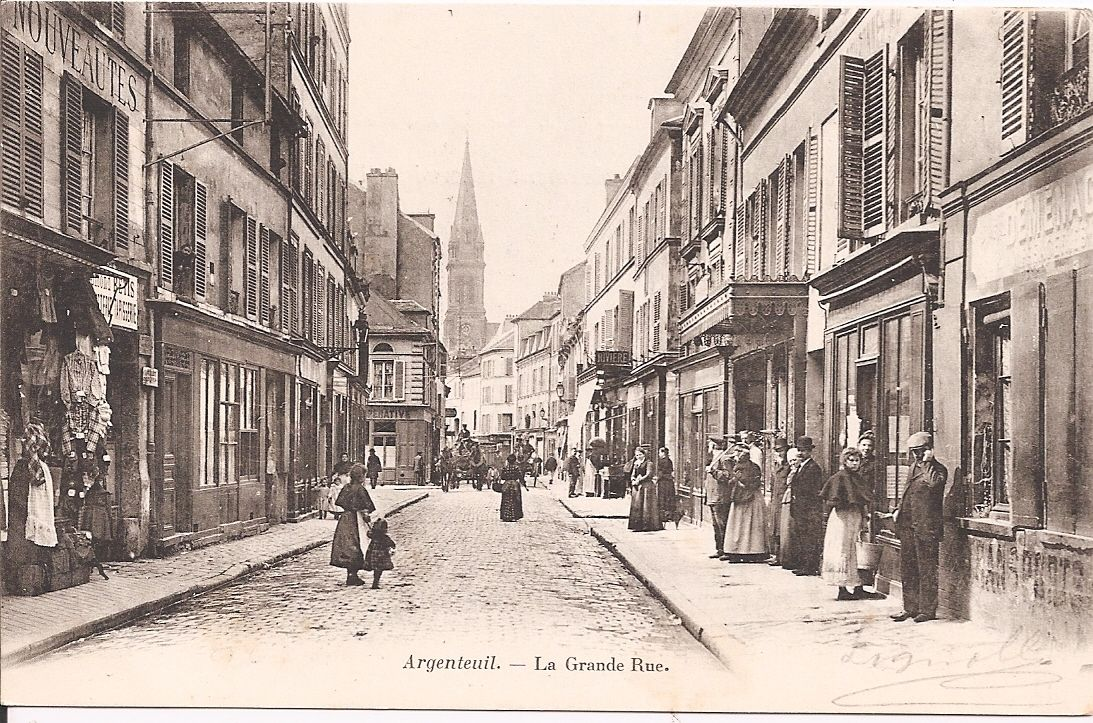
La Grande rue.
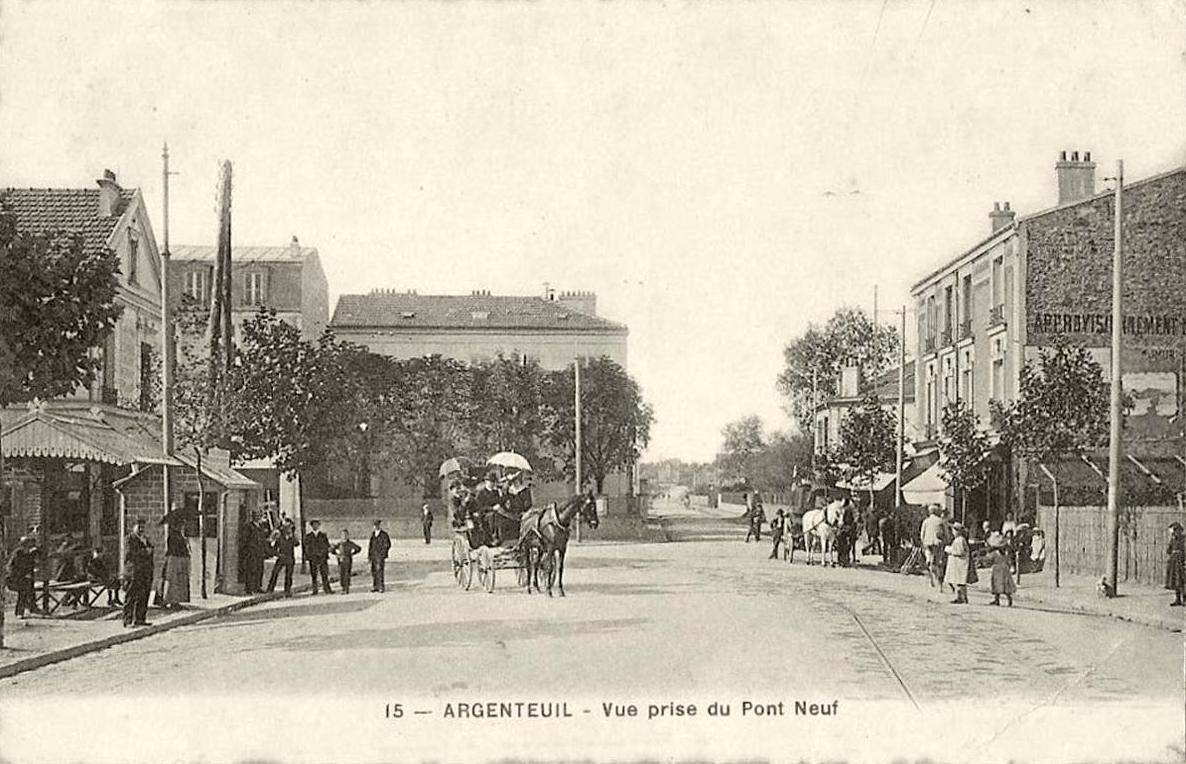
Vue prise depuis le Pont neuf.
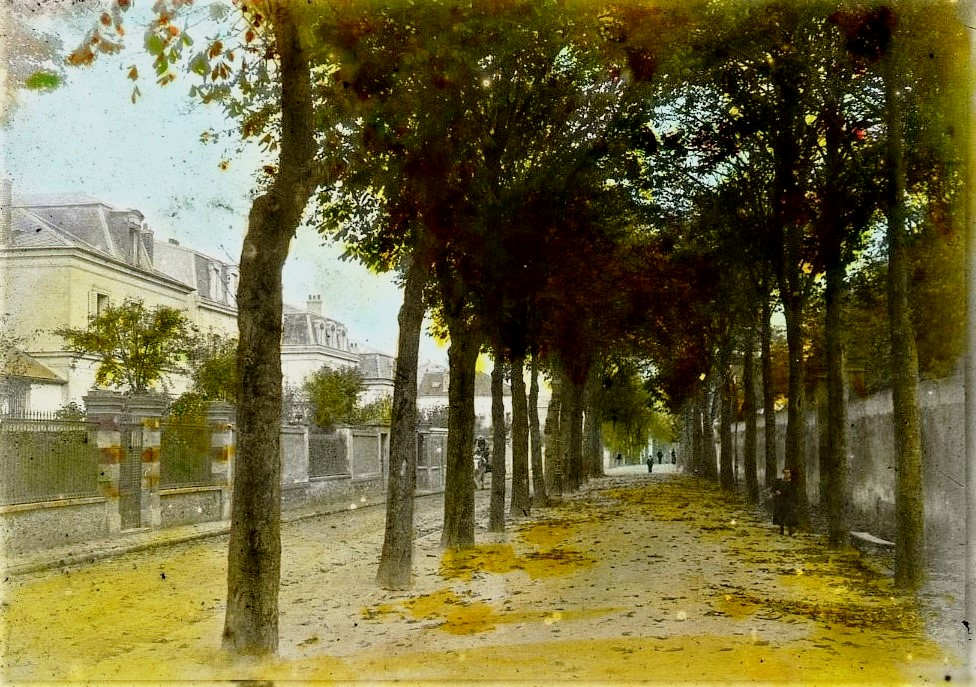
Boulevard et maisons bourgeoises.
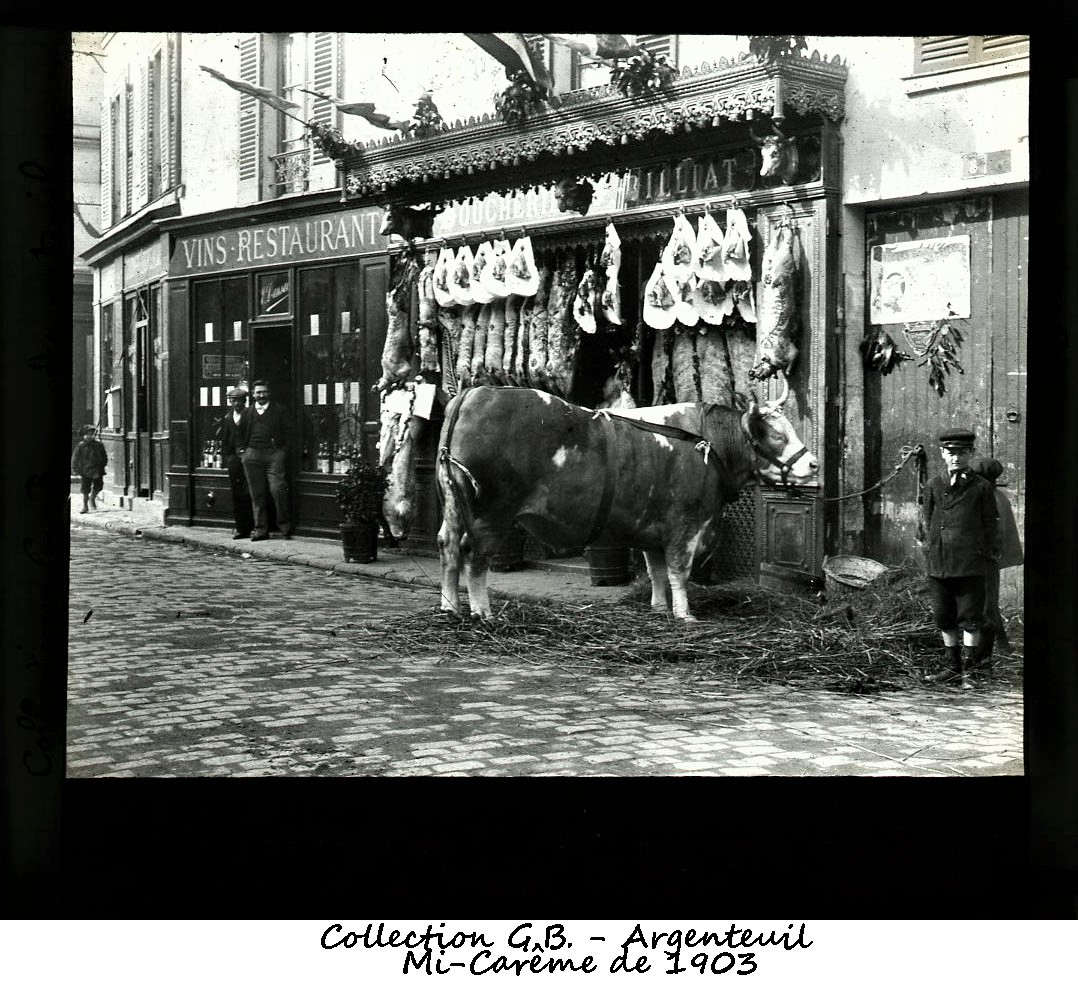
Une boucherie.
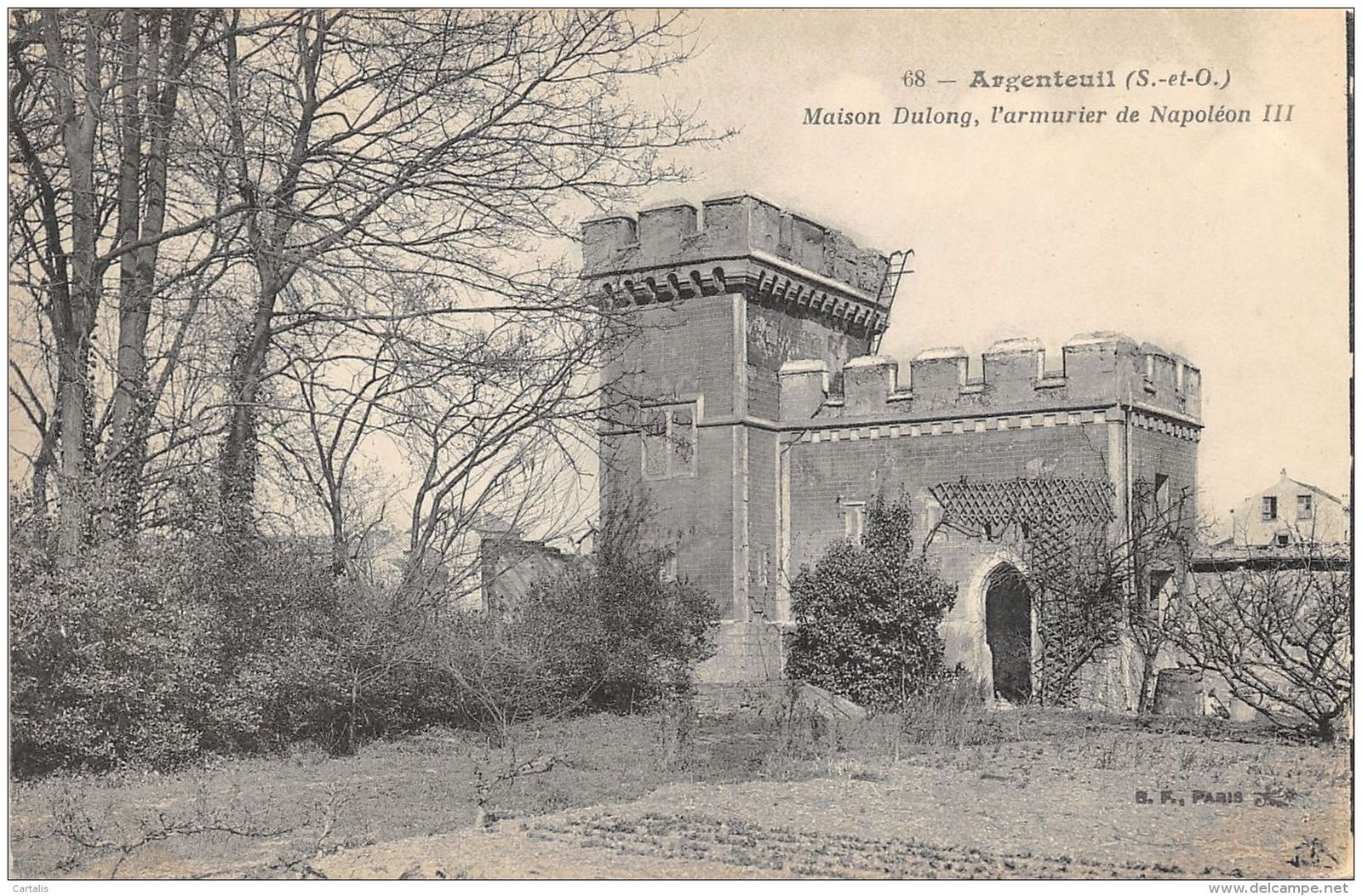
Maison Dulong, armurier de Napoléon III.
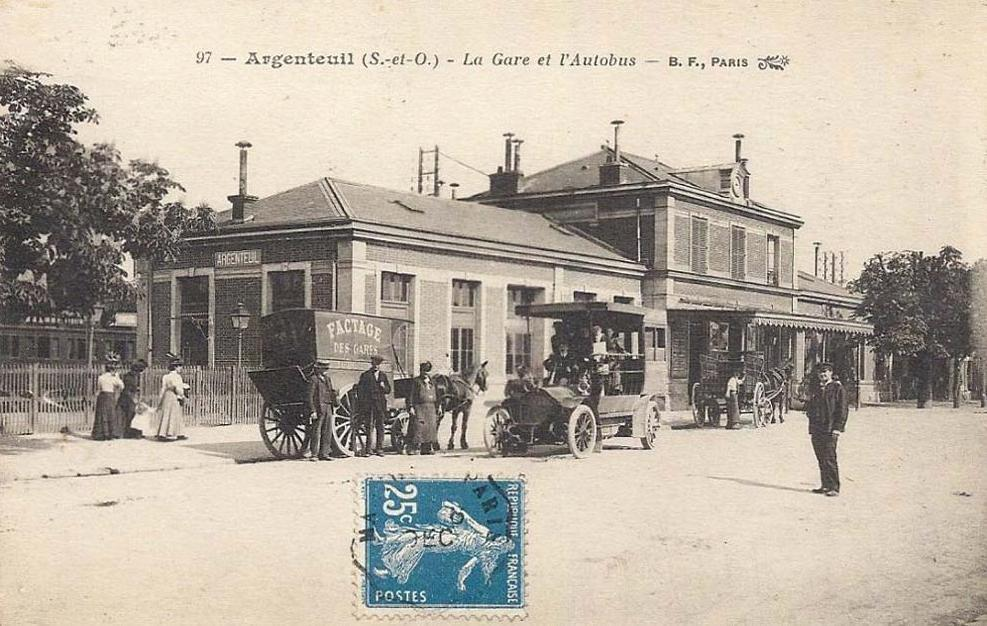
La gare d'Argenteuil et l'autobus.
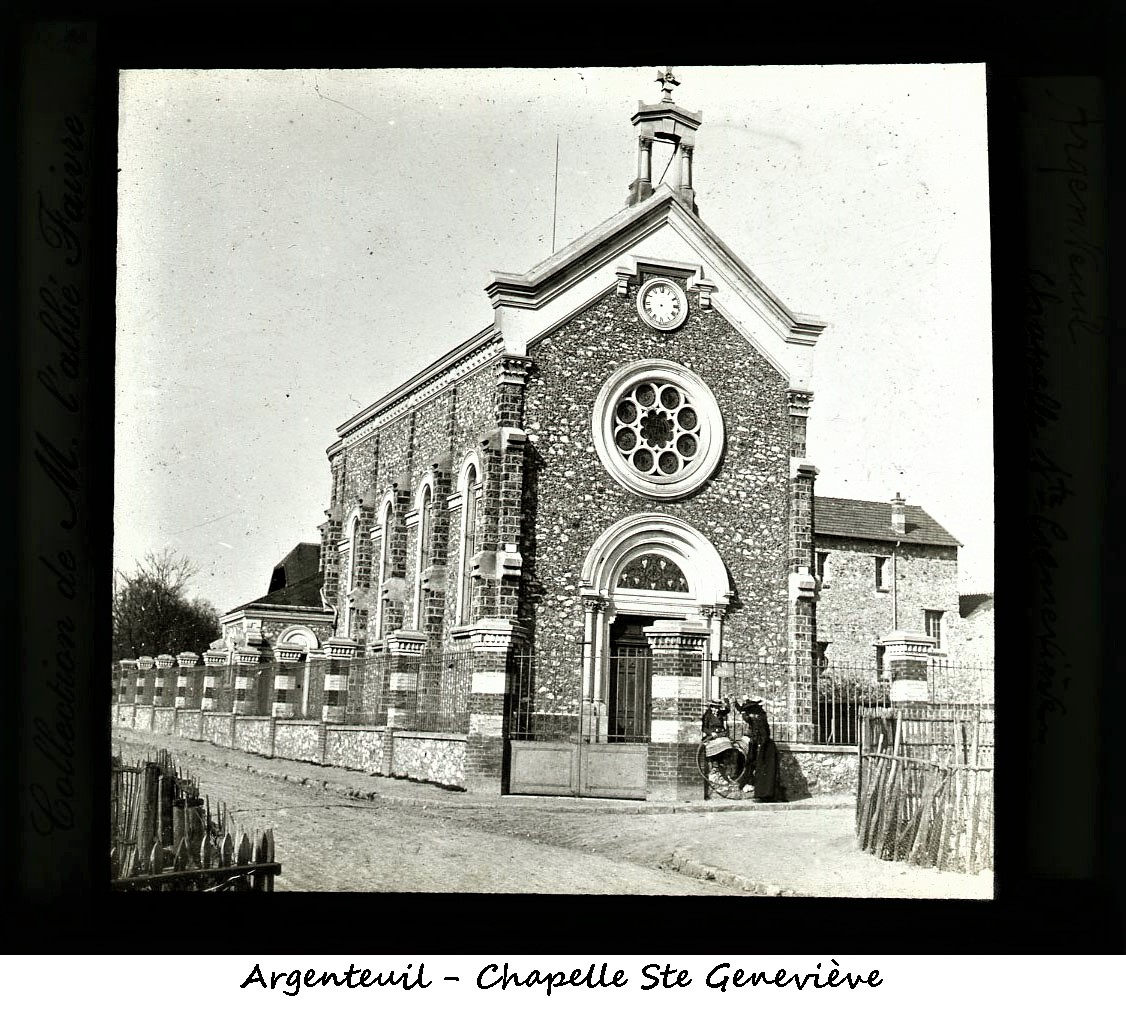
La chapelle Ste-Geneviève.
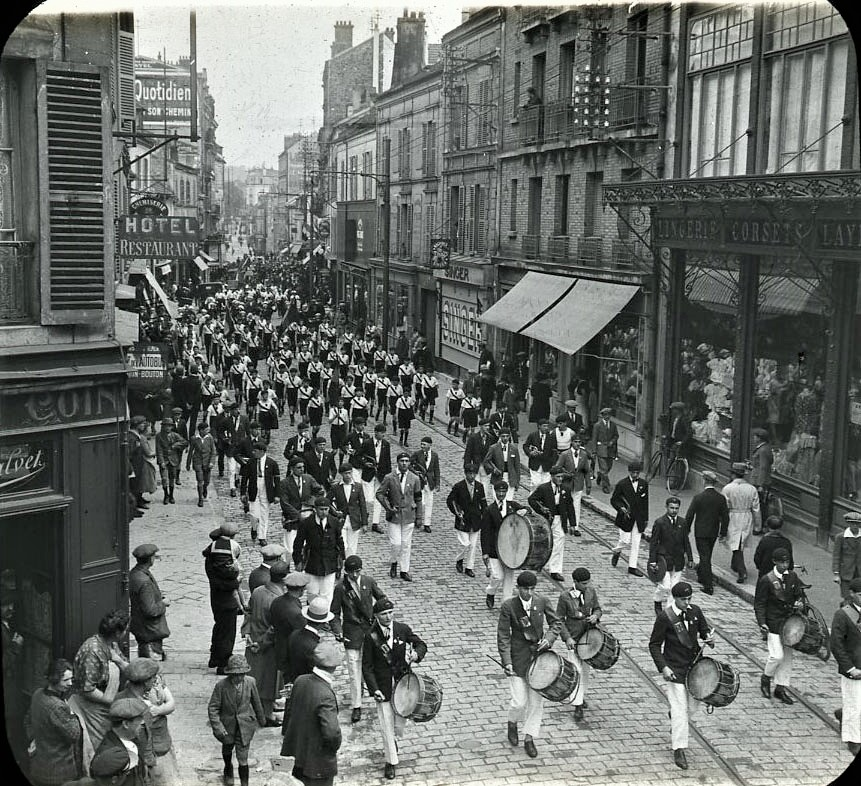
Une clique à Argenteuil.

La Compagnie des TPDS — absorbée en 1921 par la STCRP — exploite plusieurs lignes de tramway desservant la commune :
- Ligne AC puis 40 : Argenteuil-Gare - Porte de Clichy : ouverte jusqu'au Pont d'Argenteuil le 14 mai 1913, prolongée à la gare d'Argenteuil le 25 juillet suivant. Ligne supprimée le 14 avril 1936 ;
- Ligne 61 : Argenteuil-Gare - Bezons-Quai : ouverte le 16 avril 1928, supprimée le 22 juin 1936 ;
- Ligne 64 : Argenteuil-Gare - Bezons-Quai - Paris-Porte Champerret : ouverte le 16 avril 1928, supprimée le 2 juin 1936[47].

Au début du XXe siècle, Argenteuil voit cohabiter une intense activité industrielle et une importante vie agricole. Elle est la première ville industrielle et ouvrière de l'ancienne Seine-et-Oise, et accueille de nombreuses industries, liées à l'automobile naissante, aux pneumatiques et aux cycles (Lorraine-Dietrich, Morel, devenu Dunlop), à la construction navale (chantiers Claparède, Boucher) et à l'aéronautique et l'hydravion (Lioré et Olivier, Leduc, puis Dassault).
Argenteuil subit les inondations de la grande crue de la Seine de 1910
En 1912, Jérôme Donnet et Henri Lévêque créent sur les ateliers d’Argenteuil et Bezons la société Donnet-Lévêque, la première de France spécialisée en hydravions, qui fit d'Argenteuil l'un des berceaux des hydravions avec ses Type B biplan de 9,50 mètres d’envergure et Type C de 10,40 mètres d’envergure. Le premier est propulsé par un moteur rotatif Gnôme OMEGA de 50 chevaux, le second par un moteur identique LAMBDA de 80 chevaux. En septembre 1912, le Type C no 10 est vainqueur du concours de Tamise-sur-Escaut en Belgique,.

Argenteuil agricole et industrielle
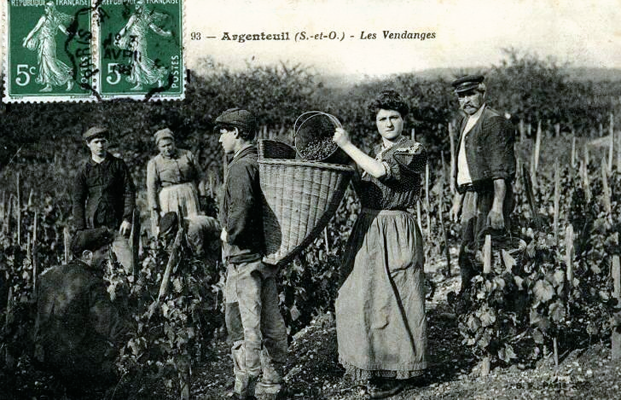
Les vendanges à Argenteuil.Pressoir à raisin.
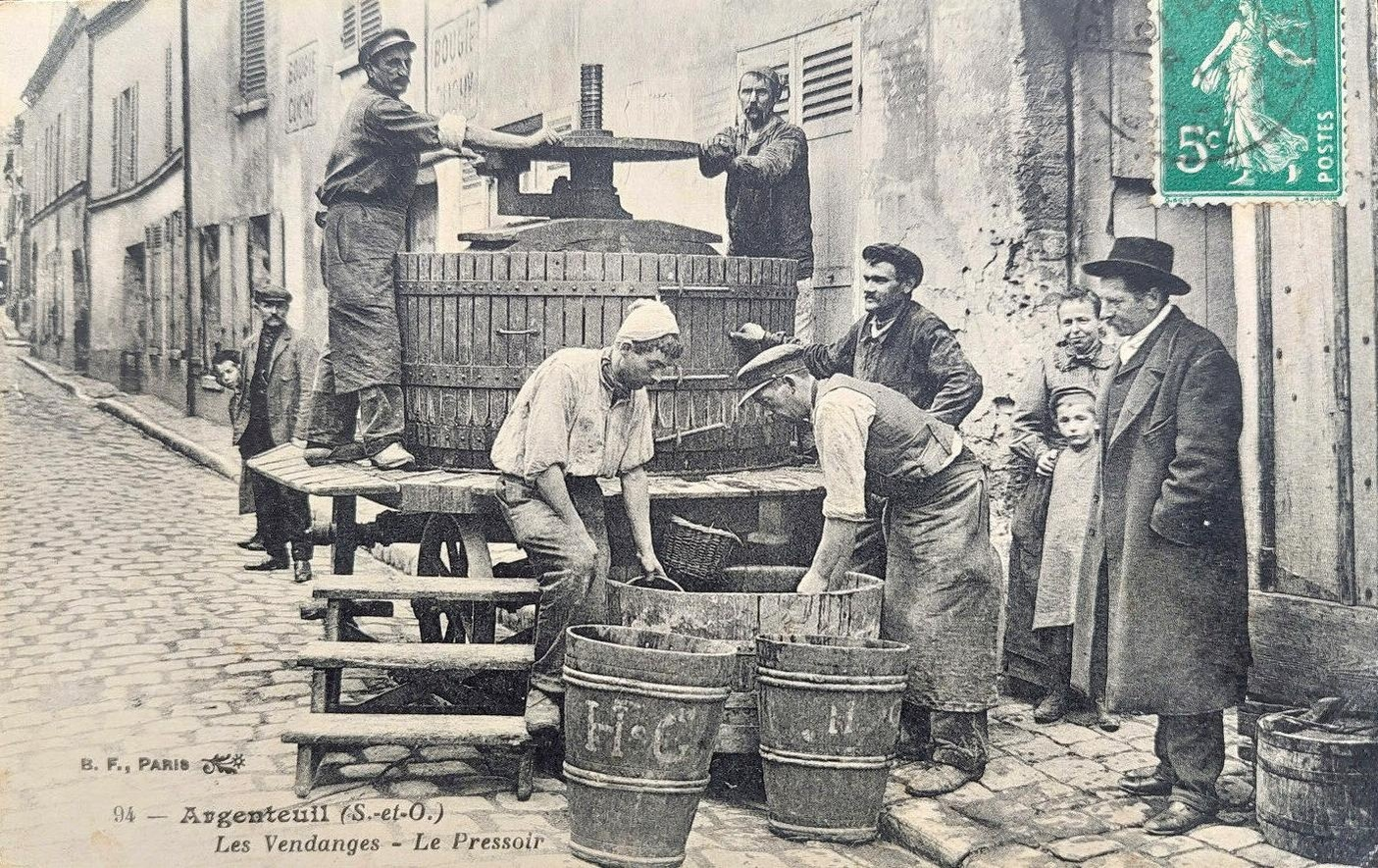
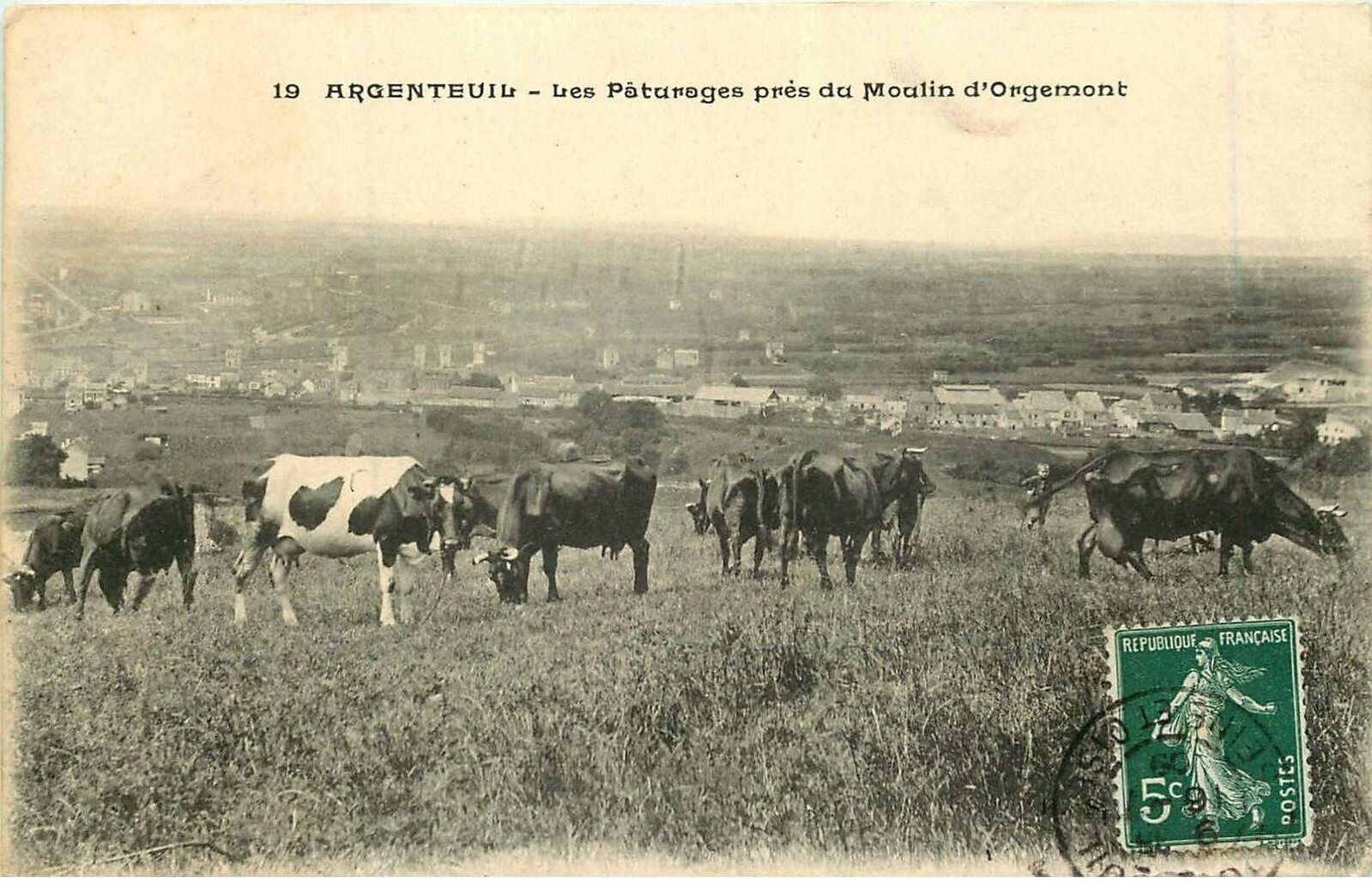
Paturage, près du Moulin d'Orgemont.
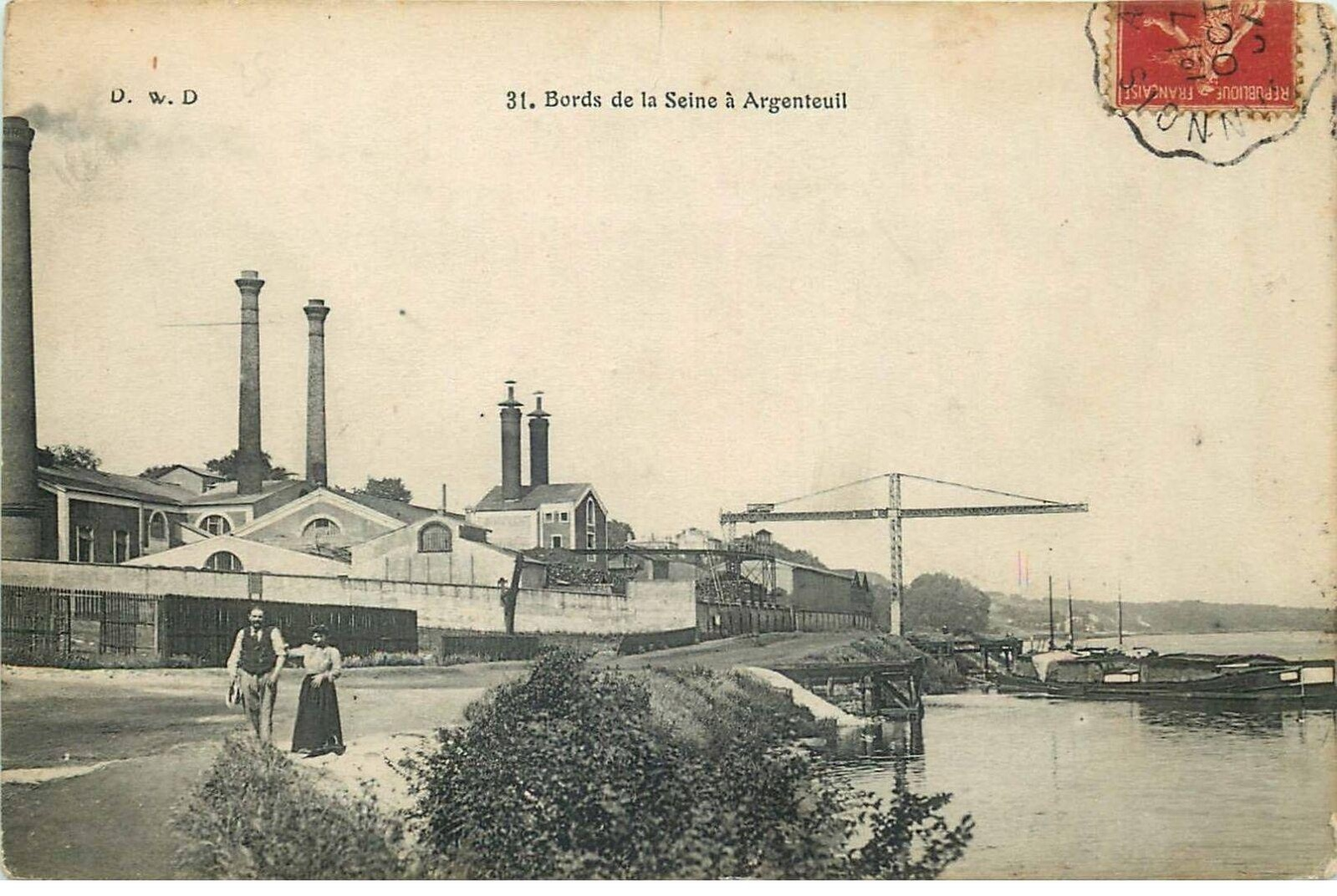
Usines sur les bords de Seine.
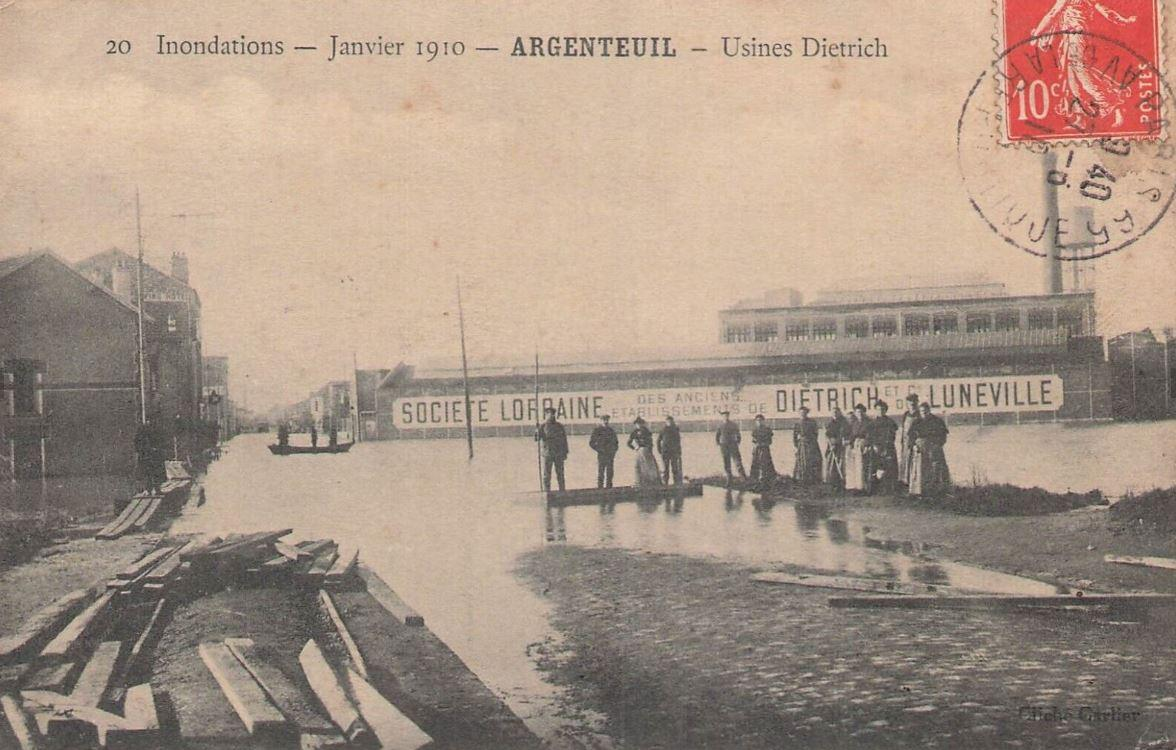
L'usine Dietrich pendant l'inondation de 1910.

Lors de la 1ère guerre mondiale, un raid de dirigeables contre Paris, le 21 mars 1915, Argenteuil est bombardée par un Zeppelin qui est pris à partie par la DCA des forts du Mont-Valérien, de Montmorency, des forts de Saint-Denis et les mitrailleuses du moulin d'Orgemont.
La ville s'étend le long de la Seine et déborde largement de ses anciennes fortifications.
L'industrie influence pour une large part l'urbanisation de la ville, qui se partage entre habitations à bon marché (HBM) et cités-jardins d'une part, et développement anarchique de lotissements peu ou pas équipés d'autre part, en particulier durant les années 1920.
Certains secteurs des quartiers d'Orgemont ou du Val Notre-Dame ne possèdent ni adduction d'eau, ni gaz, ni électricité ni voirie. En réponse à l'anarchie urbanistique, la municipalité réalise la cité-jardin d'Orgemont et les entreprises elles-mêmes, dans un souci d'hygiénisme paternaliste, en érigent d'autres comme celle de Lorraine. Contrairement aux lotissements, les cités-jardins possèdent des maisons bâties sur un même plan, une voirie organisée, des jardins privatifs, le tout autour d'équipements publics facilement accessibles.
En 1921, la ville dénombre environ cent entreprises industrielles et une multitude de petits ateliers.
L'épreuve d'aviron des Jeux olympiques d'été de 1924 se déroulent sur le bassin d'Argenteuil.
Durant l'entre-deux-guerres, l'urbanisation incontrôlée fait sans cesse reculer les cultures viticoles et maraîchères.
La crise des banlieues, le mécontentement qui s'ensuit, et la présence massive à Argenteuil de « mal-lotis » n'est probablement pas étrangère à l'arrivée d'une municipalité communiste lors des élections municipales de 1935, élément de la ceinture rouge de Paris.
D'une cité agricole, la ville devient une cité ouvrière, où la culture populaire figurant l'ouvrier laborieux doté d'un savoir-faire et en lutte pour ses droits sociaux marque profondément les mentalités.
Argenteuil est aussi devenue dès la fin des années 1920 une ville d'immigration ; parmi les communautés étrangères alors les plus nombreuses, on trouve notamment beaucoup d'Italiens, notamment des réfugiés politiques, et de Tchécoslovaques.

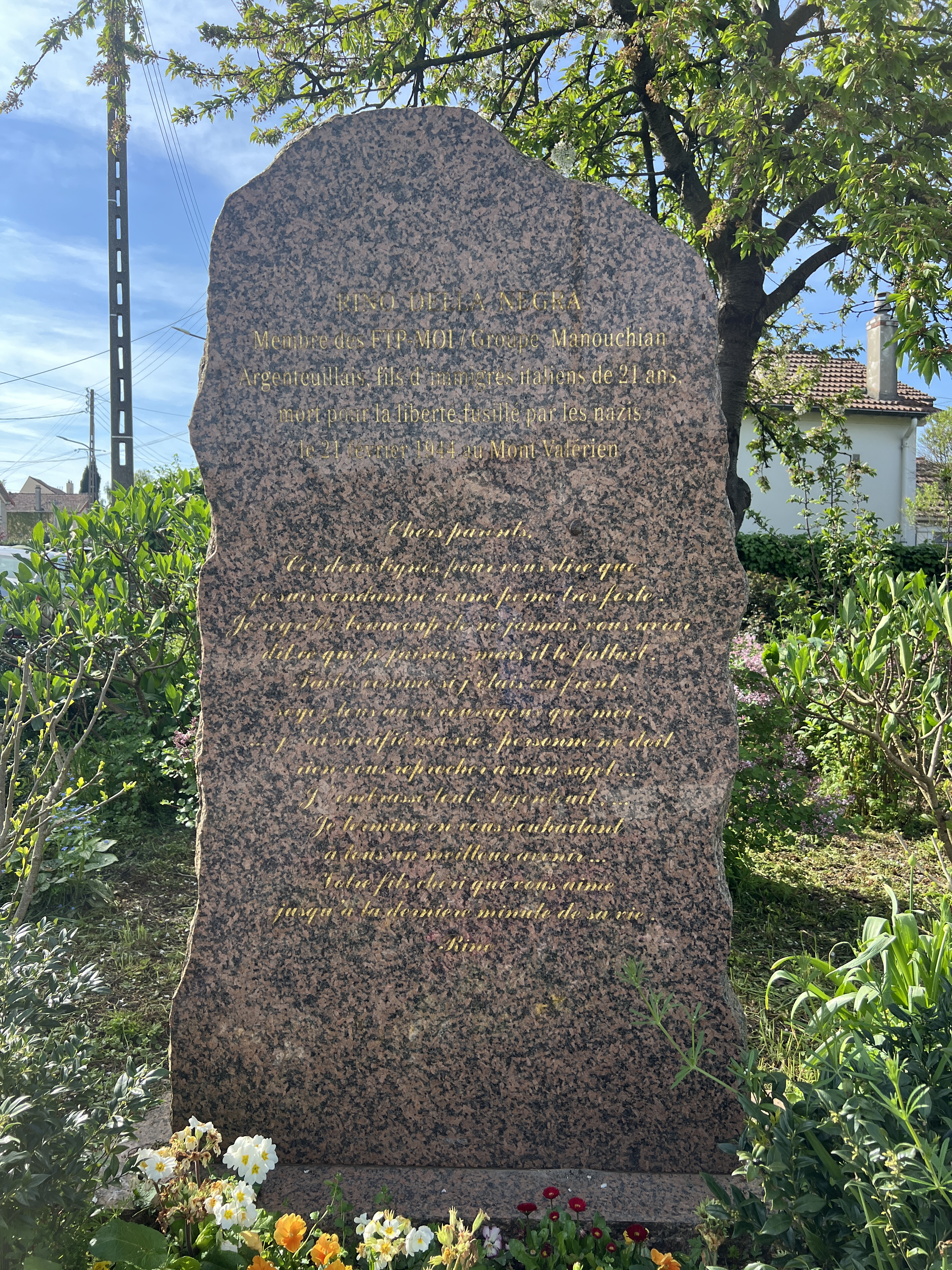
Monument à Rino Della Negra, sportif du Red Star Football Club, Résistant FTP-MOI, fusillé au Mont-Valérien, l'un 24 martyrs du groupe Manouchian, dont une dizaine figuraient sur l'Affiche rouge.

Pendant la Seconde Guerre mondiale, les habitants de la ville subissent un épisode du régime de Vichy du fait de l'existence d'un Centre de rassemblement des étrangers.
Avec la proximité du port de Gennevilliers, la ville subit des bombardements et est sinistrée à 36 %, d'autant plus que les usines d'aviation et de mécanique de précision travaillant pour les Allemands (Jumo, Sagem) et les usines de la rive gauche (centrale électrique, pneumatiques, moteurs d'avions) sont des cibles de choix, mais souvent manquées par les avions alliés au détriment des Argenteuillais.

#### Urbanisation massive d'après-guerre

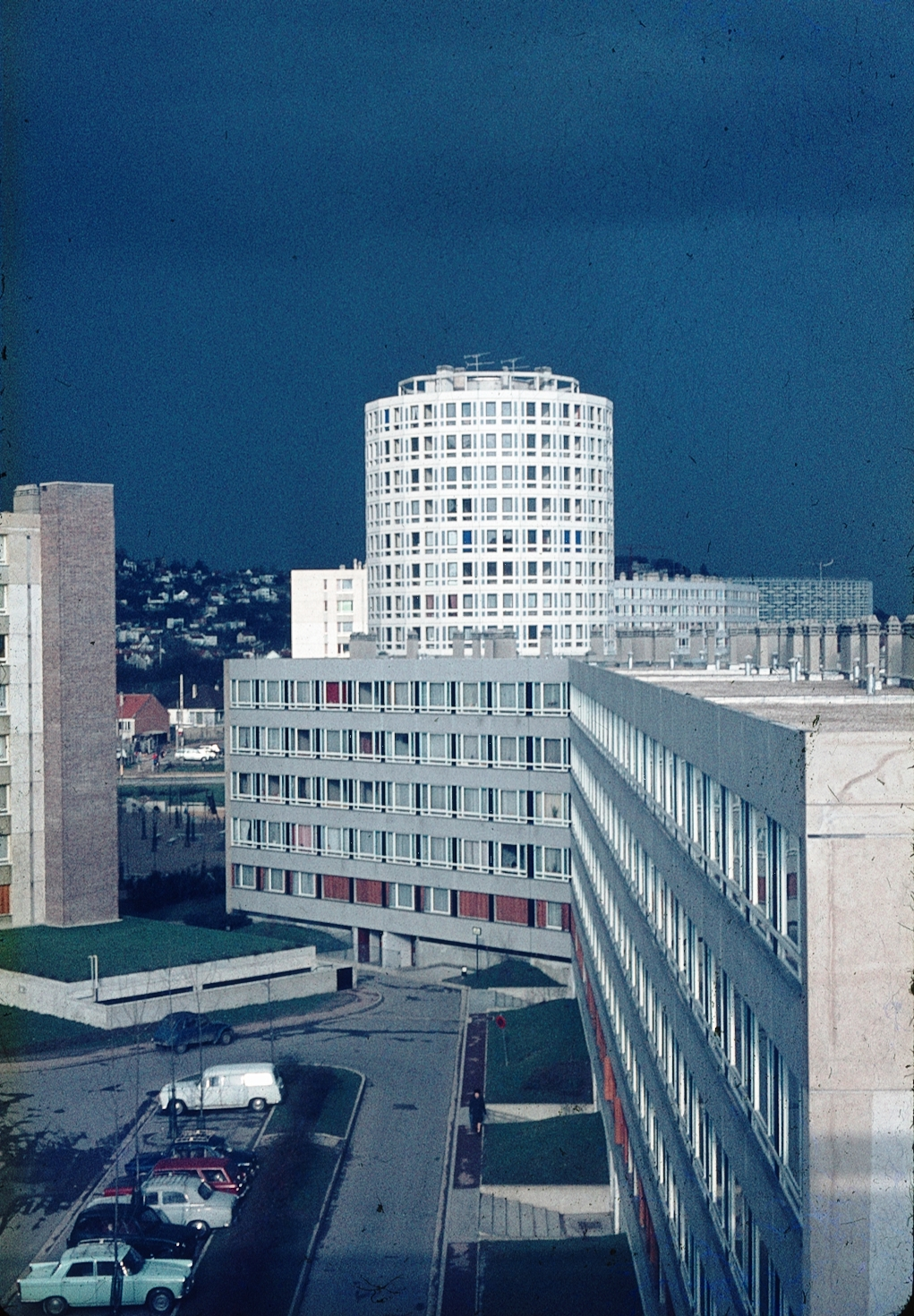
La ZUP du Val-d'Argent nord.

Après guerre, l'évolution urbaine de la ville, dont la municipalité est administrée par une majorité communiste pendant un demi-siècle, est très importante et sa population ne cesse d'augmenter : elle est passée de 13 000 habitants en 1906 à près de 80 000 en 1961. Les besoins en logements sont criants et 5 000 demandes de logements sociaux sont déposés en mairie en 1960.
Durant les années 1950, le centre-ville, très éprouvé par les bombardements, est remodelé selon les conceptions de l'architecte-urbaniste Roland Dubrulle. Il imagine une percée monumentale partant du fleuve et débouchant devant l'hôtel de ville : l'avenue Gabriel-Péri, où trône la monumentale sculpture d'Édouard Pignon au front du centre culturel, est inaugurée en 1970. Il préconise par ailleurs d'édifier « un nouveau quartier de part et d'autre de la voie ferrée jusqu'à la route interurbaine de Seine-et-Oise et l'hôpital ». Cet urbanisme brutal n'hésite pas à faire table rase du passé, l'esplanade Allende est ainsi édifiée à l'emplacement de caves médiévales détruites.
Dès 1956, il est décidé de construire un grand ensemble à Argenteuil. Une ZUP est décidée en 1961 et est construite entre 1965 et 1976 constituant l'actuel quartier du Val d'Argent Nord et Sud.
Il ne subsiste plus à la fin du siècle que quelques vergers ou lieux de culture maraîchère dans le nord de la ville, maigre souvenir de plusieurs siècles de tradition rurale.
Par la volonté brutale des urbanistes d'après-guerre, Argenteuil se trouve éclatée en quartiers sans cohérence urbaine globale, source des futurs maux sociaux. Comme nombre de communes d'Île-de-France, les années 1980 marquent le début d'une immigration extra-européenne qui fait cohabiter plusieurs cultures dans une relative harmonie.
Le 21 décembre 1971, une explosion de gaz dans la tour B, dite La Lucille, rue du Coudray, fait 21 morts, dont deux pompiers, et 128 blessés.

#### Années 2000
Au début du XXIe siècle, Argenteuil cherche à mettre en valeur son histoire et ses spécificités : la Seine, son patrimoine historique, les espaces verts, la vigne, la figue, l'impressionnisme, et bénéficie d'une restructuration et revalorisation urbaine.
Profitant d'une position géographique avantageuse à proximité de Paris et du quartier d'affaires de La Défense ainsi que d'une forte expansion immobilière, la ville a vu ainsi émerger en quelques années de nouveaux quartiers (les Coteaux) situés en hauteur offrant une vue panoramique sur la capitale et sa banlieue ouest attirant principalement une population plutôt aisée.
En 2003, la municipalité de droite entame son grand projet de rénovation urbaine et décide en 2007 de mettre en application le P.L.U. (plan local d'urbanisme) permettant de définir les aménagements et équipements futurs de la ville.
Outre la construction de logements ou l'implantation de nouvelles entreprises, le projet phare est la restructuration du Val d'Argent, classé en zone franche urbaine depuis le 1er janvier 2004, un des plus importants projets de renouvellement urbain de France.
Ce projet de rénovation a pour but d'améliorer l'attractivité du quartier par la démolition des immeubles les plus dégradés, la construction de nouveaux logements, la suppression de la voirie en impasse qui crée une situation d'enclave dans la ville. Le coût de 280 millions d'euros sur cinq ans sera financé à 11 % par la commune, le reste étant pris en charge par d'autres contributeurs, essentiellement l'ANRU et les bailleurs sociaux. Ce vaste projet fait suite à la reconstruction du marché des Champioux, rouvert en novembre 2006, à la remise à neuf de la rue Paul-Vaillant-Couturier en centre-ville et à la modernisation des deux centres de santé municipaux.
Durant cette période, la politique culturelle est annoncée comme un autre axe majeur de développement : un nouveau cinéma a été édifié dans le parc de la mairie, et un projet de centre culturel lancé à l'emplacement de l'ancien cinéma « Le Galilée » a abouti à l'ouverture du « Figuier blanc », complexe pouvant accueillir concerts et autres manifestations en plus de salles de cinéma.
Un centre de musique, la « Cave dîmière », est également ouvert depuis mars 2007, proposant des concerts de jazz notamment.
Depuis 27 août 2006, la branche terminus Argenteuil de la ligne C du RER est remplacée par une desserte entre Paris-Saint-Lazare à Ermont-Eaubonne, dans le cadre du groupe IV de la ligne J du Transilien. Les anciennes missions en direction d'Argenteuil sont redirigées vers Montigny - Beauchamp.

#### Années 2010
À l'automne 2014, l'administration fiscale nationale révèle qu'Argenteuil est la ville qui a le plus collecté de taxe d'habitation en France en moyenne par assujetti.
La situation financière de la ville est catastrophique selon un rapport de la Chambre régionale des comptes. Une mise sous tutelle de la commune par l'État est même évoquée. Les responsabilités politiques sont peu claires, droite et gauche s'étant succédé mutuellement tout au long des années précédentes.
Néanmoins, au début du précédent mandat[Lequel ?], l'apparition d'une taxe de la communauté d'agglomération relative à l'assainissement sans sa suppression équivalente dans l'enveloppe communale pèse lourdement dans cette balance.

#### Années 2020
En 2023, le maire d'Argenteuil, Philippe Doucet, est condamné à une peine de 18 mois de prison avec sursis, 20000 euros d’amende et deux ans d’inéligibilité, pour prise illégale d’intérêt et favoritisme. En 2024, il est condamné à un an de prison avec sursis, 45000 euros de dommages-intérêts à la commune et deux ans d’inéligibilité pour détournement de fonds publics.

## Politique et administration

### Rattachements administratifs et électoraux

#### Rattachements administratifs
Antérieurement à la loi du 10 juillet 1964, la commune faisait partie du département de Seine-et-Oise. La réorganisation de la région parisienne en 1964 fit que la commune appartient désormais au département du Val-d'Oise et est  le chef-lieu de l'arrondissement d'Argenteuil, le plus petit du Val-d'Oise en superficie, et accueille donc une des trois sous-préfectures du département.
De 1793 à 1964, la ville était le chef-lieu d'un unique canton d'Argenteuil, année où sont créés les cantons d'Argenteuil-Nord et d'Argenteuil-Sud.
Lors de la mise en place du département du Val-d'Oise, le canton d'Argenteuil-sud est scindé et sont créés les cantons d'Argenteuil-Centre et de Bezons, la ville étant divisée entre ces divers cantons. Ce découpage est modifié en 1976, avec la création d'un canton d'Argenteuil-Bezons, puis en 1985, et la ville alors divisée entre les trois cantons suivants : le canton d'Argenteuil-Nord, le canton d'Argenteuil-Est et le canton d'Argenteuil-Ouest. Dans le cadre du redécoupage cantonal de 2014 en France, cette circonscription administrative territoriale a disparu, et le canton n'est plus qu'une circonscription électorale.

#### Rattachements électoraux
Pour les élections départementales, la commune est depuis 2014 le bureau centralisateur de trois cantons, : 
- le canton d'Argenteuil-1, constitué de la partie de la ville située au nord d'une ligne définie par l'axe des voies et limites suivantes : depuis la limite territoriale de la commune de Cormeilles-en-Parisis, route de Cormeilles, voie piétonne dans l'axe de l'avenue Georges-Clemenceau, avenue Georges-Clemenceau, rue de la Folie, rue des Celtes, route de Cormeilles, rue de la Folie, rue de la Nonaise, boulevard Marcel-Guillot, rue de Morinval, rue du Mans, ligne droite jusqu'à l'angle des rues du Bel-Air et de Lorraine, jusqu'à la limite territoriale de la commune de Sannois, ainsi que des communes de Saint-Gratien et de  Sannois. ;
- le canton d'Argenteuil-1, constitué de la partie de la ville située dans l'axe des voies et limites suivantes : depuis la limite territoriale de la commune de Cormeilles-en-Parisis, route de Cormeilles, voie piétonne dans l'axe de l'avenue Georges-Clemenceau, avenue Georges-Clemenceau, rue de la Folie, rue des Celtes, route de Cormeilles, rue de la Folie, rue de la Nonaise, boulevard Marcel-Guillot, rue de Morinval, rue du Mans, ligne droite jusqu'à l'angle des rues du Bel-Air et de Lorraine, limite territoriale de la commune de Sannois, limite territoriale de la commune de Saint-Gratien, limite territoriale de la commune d'Epinay-sur-Seine, cours de la Seine, pont d'Argenteuil, depuis la limite territoriale de la commune de Gennevilliers, avenue Gabriel-Péri, boulevard Léon-Feix, boulevard Jeanne-d'Arc, boulevard Gallieni, rue du Lieutenant-Colonel-Prudhon, rue de la Tour-Billy, rue Lhérault-Clouqueur, rue Saint-Vincent-de-Paul, rue des Messiers, avenue Maurice-Utrillo, rue des Beurriers, rue de la Marche, rue d'Ascq, rue de Locarno, rue de Douaumont, rue Emile-Giraut, rue Louis-Lhérault, ligne de la Grande-Ceinture jusqu'au droit de l'impasse du Prunet, impasse du Prunet, rue Lucien-Barbier, rue de la Fosse-aux-Loups, rue des Indes, rue de Salonique, boulevard des Martyrs-de-Châteaubriant, jusqu'à la limite territoriale de la commune de Sartrouville.

- le canton d'Argenteuil-3, constitué du surplus du territoire d'Argenteuil, ainsi que de la commune de Bezons.

Pour l'élection des députés, elle fait partie depuis 2010 de la cinquième circonscription du Val-d'Oise..

### Intercommunalité
La commune a constitué en 2006 avec sa voisine la communauté d'agglomération Argenteuil-Bezons, un établissement public de coopération intercommunale (EPCI) à fiscalité propre et auquel elles avaient transféré un certain nombre de ses compétences, dans les conditions déterminées par le code général des collectivités territoriales. Les deux villes ont ainsi coopéré à de nombreuses opérations et projets :
- La société d'économie mixte Semarg (Rives de Seine développement) ;
- La MIDEC (Mission intercommunale de développement économique du bassin d'Argenteuil-Bezons) ;
- L'Office public intercommunal d'HLM Argenteuil-Bezons (OPIAB) ;
- L'Epafab (établissement public d'action foncière d'Argenteuil-Bezons) ;
- Un réseau de transports inter-urbains ;
- Développement économique ;
- Aménagement urbain de l'espace communautaire ;
- Habitat et de la politique de la ville.

En raison notamment d'un désaccord entre les deux communes lors de l'élection du président de l'intercommunalité à la suite des élections municipales de 2014 dans le Val-d'Oise, qui ont vu le basculement politique d'Argenteuil, le nouveau maire, Georges Mothron, a annoncé en 2014 sa volonté de quitter la communauté d'agglomération,. De ce fait, Argenteuil a souhaité rejoindre la métropole du Grand Paris.
Dans le cadre de la mise en œuvre de la volonté gouvernementale de favoriser le développement du centre de l'agglomération parisienne comme pôle mondial, la métropole du Grand Paris (MGP) est créée, le 1er janvier 2016 ; elle regroupe Paris, les communes de la petite couronne et des communes de la grande couronne, dont Argenteuil,.
Par ailleurs, la Loi portant nouvelle organisation territoriale de la République du 7 août 2015 prévoit également la création de nouvelles structures administratives regroupant les communes membres de la métropole, constituées d'ensembles de plus de 300 000 habitants, et dotées de nombreuses compétences, les établissements publics territoriaux (EPT).
La commune a donc également été intégrée le 1er janvier 2016 à l'établissement public territorial Boucle Nord de Seine,, entraînant la dissolution de la communauté d'agglomération Argenteuil-Bezons le 1er janvier 2016 et malgré l'opposition des autres villes de cet EPT.
L'EPT devait exercer les compétences de l'intercommunalité supprimée, mais, choisissant de n'exercer que ses compétences obligatoires, a restitué à la commune l'ensemble des compétences autres que celles exercées obligatoirement par l'établissement, et notamment la voirie, les transports, les espaces verts ou encore les équipements culturels, ainsi que les 350 agents affectés à ces compétences et l'encours de la dette correspondante, soit près de 75 millions d’euros. De ce fait, Argenteuil supporte en 201 633 M€ de dépenses nouvelles contre 29 M€ de recettes en provenance de l’établissement public territorial”,. En 2018, l'Établissement public territorial Boucle Nord de Seine a inscrit dans son budget les dépenses relatives aux compétences déchets et assainissement (en grande partie), ainsi que l’aménagement du territoire et la rénovation urbaine des quartiers, ainsi que certains aménagements de parkings, de voirie et d’espaces publics au Val-d’Argent-Nord et à Joliot-Curie.

### Élections municipales et communautaires

#### Tendances politiques et résultats
Après plusieurs décennies d'administration à majorité communiste, Argenteuil bascule en 2001 en faveur d'une majorité conduite par l'UMP qui gérera la ville pendant sept années, avant d'être à son tour remplacée par une nouvelle majorité conduite par le parti socialiste en 2008.
De 2001 à 2008, de nombreux chantiers sont engagés par la nouvelle municipalité de droite (rénovation urbaine, voirie, sécurité...), mais plusieurs actions du maire Georges Mothron provoquent la polémique : peu de temps après son élection, le boulevard Lénine et l'avenue Marcel-Cachin qui traversent la ville sont rebaptisés (respectivement, boulevard du Général-Leclerc et avenue Maurice-Utrillo) pour « changer l'image » selon le maire, qui précise que « Maurice Thorez appartient à une époque révolue. Il est temps de passer à autre chose. » ; pour effacer le passé politique de la ville par une véritable « chasse aux sorcières » selon ses opposants. En 2007, Georges Mothron créé de nouveau la polémique en dotant les équipes d'entretien de la ville d'un produit répulsif, le malodore, à diffuser en certains lieux afin d'éloigner les SDF. Les agents municipaux ayant refusé ce travail, il a finalement été confié aux agents d'entretien du centre commercial,.
L'opposition politique de gauche, restée très présente sur la ville entre 2001 et 2008, était traversée par de fortes divisions entre les différents partis : le PCF qui gardait des vues sur la commune, le Parti socialiste souhaitant lui prendre le leadership de l'opposition, les Verts, la Ligue communiste révolutionnaire et Lutte ouvrière.
Pour les élections municipales de 2008, le 26 septembre 2007, les socialistes argenteuillais désignent Philippe Doucet, conseiller général, pour mener une liste composée par le Parti socialiste, le Parti communiste français, Lutte ouvrière, des militants écologistes et des personnalités locales aux élections municipales de mars 2008. La liste de ce dernier remporte les élections avec 335 voix d'avance faisant re-basculer la mairie de droite à gauche.
Au second tour des élections municipales de 2014 à Argenteuil, la liste UMP menée par Georges Mothron obtient la majorité absolue des suffrages exprimés, avec 14 876 voix (50,31 %, 42 conseillers municipaux élus dont 18 communautaires), devançant de 187 voix celle PS menée par le maire sortant Philippe Doucet, qui recueille 14 689 voix (49,68 %, 13 conseillers municipaux élus dont 6 communautaires).
Lors de ce scrutin, 41,26 % des électeurs se sont abstenus,,.
Au second tour des élections municipales de 2020 à Argenteuil, la liste LR-UDI menée par le maire sortant Georges Mothron obtient la majorité des suffrages exprimés, avec 8 096 voix (45,36 %, 40 conseillers municipaux élus dont 2 métropolitains), devançant de mille voix la liste PS menée par l'ancien maire Philippe Doucet, qui obtient 7 096 voix (39,76 %, 11 conseillers municipaux élus dont 1 métropolitain).
 La troisième liste, LFI-GDS-G.s-NPA-PCF, menée par Omar Slaouti, a recueilli 2 655 voix (14,87 %, 4 conseillers municipaux élus), lors d'un scrutin marqué par la pandémie de Covid-19 en France où 65,88 % des électeurs se sont abstenus.

#### Liste des maires
| Période    | Période                        | Identité            | Étiquette    | Qualité |
| ---------- | ------------------------------ | ------------------- | ------------ | --- |
| mai 1945   | mars 1977                      | Victor Dupouy       | PCF          | Ouvrier ajusteur, résistant Maire d'Argenteuil (1935 → 1940) Conseiller général d'Argenteuil (S&O) (1955 → 1967) Conseiller général d'Argenteuil-Nord (1967 → 1976) Vice-président du conseil général de Seine-et-Oise (1955 → ) |
| mars 1977  | juin 1995                      | Robert Montdargent, | PCF          | Journaliste Député du Val-d'Oise (1974-1993) |
| juin 1995  | mars 2001                      | Roger Ouvrard       | PCF          | Ouvrier ajusteur Conseiller général d'Argenteuil-Ouest (1985 → 1998) |
| mars 2001  | mars 2008                      | Georges Mothron     | RPR puis UMP | Technicien supérieur en chimie |
| mars 2008  | avril 2014                     | Philippe Doucet     | PS           | Cadre dans le secteur privé |
| avril 2014 | En cours (au 17 décembre 2024) | Georges Mothron     | UMP → LR     | Technicien supérieur en chimie Président de l'EPT Boucle Nord de Seine (2017 → 2019 et 2021 → 2022) Réélu pour le mandat 2020-2026                                                                                               |

### Autres élections
Lors des élections cantonales de mars 2011, les deux cantons renouvelables d'Argenteuil (nord et ouest) basculent de gauche à droite en faveur de l'UMP malgré un contexte national défavorable. Les trois cantons de la ville sont alors acquis à l'UMP.
À l'élection présidentielle de 2007, le premier tour a vu se démarquer en tête Ségolène Royal avec 34,58 %, suivi par Nicolas Sarkozy avec 25,82 %, François Bayrou avec 16,38 %, Jean-Marie Le Pen avec 9,36 %, enfin Olivier Besancenot avec 4,50 % et Marie-George Buffet avec 3,28 %, aucun autre candidat ne dépassant le seuil des 2 %. 
Le second tour a vu arriver largement en tête Ségolène Royal avec 57,42 % (national : 46,94 %) contre Nicolas Sarkozy avec 42,58 % (résultat national : 53,06 %).
Àu premier tour de l'élection présidentielle de 2012, les quatre premiers candidats retenus par les électeur de la commune sont François Hollande (38,31 % des suffrages exprimés), Nicolas Sarkozy (18,94 %), Jean-Luc Mélenchon (16,46 %) et Marine Le Pen (14,81 %). 
Au second tour, le candidat élu François Hollande obtient 25 276 voix (64,64 %) et Nicolas Sarkozy 13 828 voix (35;36 %) lors d'un scrutin où 23,92 % des électeurs se sont abstenus.
Àu premier tour de l'élection présidentielle de 2017, les quatre premiers candidats retenus par les électeur de la commune sont Jean-Luc Mélenchon (33,89 % des suffrages exprimés), Emmanuel Macron (24,11 %), Marine Le Pen (14,71 %) et François Fillon (12,16 %). 
Au second tour, le candidat élu Emmanuel Macron obtient 25 919 	voix (77,39 %) et Marine Le Pen 7 572 voix lors d'un scrutin où 31,22 % des électeurs se sont abstenus.
Àu premier tour de l'élection présidentielle de 2022, les quatre premiers candidats retenus par les électeur de la commune sont Jean-Luc Mélenchon (49,89 %), Emmanuel Macron (21,13 %), Marine Le Pen (12,57 %) et Éric Zemmour (4,42 %). 
Au second tour, le candidat élu Emmanuel Macron obtient 21 874 voix (73,38 %) et Marine Le Pen 7 936 voix (26,62 %), lors d'un scrutin où 38,24 % des électeurs se sont abstenus.

### Jumelages
| Ville | Ville          | Pays | Pays        | Période                   |
| ----- | -------------- | ---- | ----------- | ------------------------- |
|       | Alexandrie,    |      | Italie      | depuis 1960               |
|       | Clydebank,     |      | Royaume-Uni | depuis 1973               |
|       | Dessau-Roßlau, |      | Allemagne   | depuis le 12 octobre 1959 |
|       | Hunedoara,     |      | Roumanie    | depuis 1974               |

## Équipements et services publics

### Eau et déchets
Argenteuil est alimentée en eau par la station de traitement de Méry-sur-Oise du Syndicat des eaux d'Île-de-France, exploitée par la société Veolia Eau. L'eau potable à Argenteuil est de très bonne qualité bactériologique, contenant peu de nitrates, étant peu fluorée et devenue relativement peu calcaire depuis la mise en place de la nanofiltration en 1999 à l'usine de distribution[réf. nécessaire]. L'eau distribuée est d'origine superficielle, provenant de la filtration des eaux de l'Oise[réf. nécessaire].

### Enseignement
Argenteuil est située dans l'académie de Versailles.
Établissements scolaires
En 2013, la commune administre 28 écoles maternelles et 25 écoles élémentaires communales et dispose de deux écoles élémentaires privées.
Le département gère la même année onze collèges et la région Île-de-France six lycées.
La ville dispose aussi de deux collèges privés[réf. nécessaire].
Établissements spécialisés
On compte[réf. nécessaire] :
- École Intégrée Danielle-Casanova, EIDC (pour les enfants et jeunes déficients auditifs) ;
- Institut médico éducatif, IME.

Enseignement supérieur
On compte de nombreuses formations de BTS dans les établissements de la ville :
- Lycée Fernand-et-Nadia-Léger, lycée Georges-Braque, lycée Jean-Jaurès, lycée Julie-Victoire-Daubié.

Des classes préparatoires aux grandes écoles (CPGE) au lycée Jean-Jaurès :
- PCSI (Physique Chimie et Sciences de l'Ingénieur), ouverte aux meilleurs élèves de terminale scientifique ;
- ATS (Adaptation Technicien Supérieur), ouverte aux meilleurs élèves de BTS et d'IUT.

### Équipements culturels
Argenteuil possède une longue tradition cinématographique.On trouve déjà trace de projections dans la commune dès 1896. La première salle consacrée au cinéma ouvre en 1908, on en compte jusqu'à dix sur le territoire communal dans les années 1950-1960. Le projet d'implantation d'un multiplexe Pathé lors de la mandature de Roger Ouvrard sur les rives de Seine provoque une importante contestation à la fin des années 1990. Une association de défense du cinéma indépendant et des salles d'art et essai a en particulier défendu le cinéma Le Galilée, en gestion municipale depuis 1989. Ce projet a finalement avorté en 2003, dans le contexte de la fusion des groupes Pathé et Gaumont et d'une certaine saturation de l'offre en multiplexes dans le Val-d'Oise.

Le Figuier blanc.

Après sa fermeture, la construction d'un centre culturel sur les lieux de l'ancien cinéma Le Galilée, en centre-ville, a été décidée en 2003. Il est constitué de deux salles de cinéma de 240 et 160 places, et d'une grande salle consacrée au spectacle vivant, de 450 places. Le bâtiment compte par ailleurs une salle de répétition, un atelier et des bureaux. Prévu pour un montant de 8,5 millions d'euros, son coût global a atteint les 15 millions d'euros ; son ouverture, prévue au printemps 2008, a eu lieu en février 2009. Le centre culturel a été baptisé « Le Figuier blanc » en référence au passé agricole de la ville.
Dans l'attente de l'ouverture de ce centre, et afin de ne pas priver les cinéphiles locaux pendant les travaux, la salle de cinéma Jean-Gabin a été ouverte au public en 2006 dans le parc de l'hôtel de ville. Avec 130 places, elle offre une programmation de trois à quatre films par semaine, aussi bien d'auteurs que des grosses production ou des films destinés à la jeunesse. En 2018 ne subsistent ainsi que trois salles de cinéma. Un nouveau projet de multiplexe de  9 salles et 1 700 fauteuils sous l’enseigne « Étoile cinéma » est présentée fin 2017, lors de la mandature de Georges Mothron, dans le cadre du projet Héloïse (qui comprend aussi un supermarché et un parc, ainsi que le remplacement de la salle Jean-Vilar par une salle privée de spectacle de 3 250 personnes ou 720 personnes attablées, divisible en deux parties) mené par le groupe Fiminco, entre le boulevard Héloïse et le quai de Bezons. La municipalité estime en effet que la ville est en déficit d'offre, avec 34 séances pour 1 000 habitants, contre 211 séances pour 1 000 habitants en moyenne dans les communes de 75 000 à 125 000 administrés, et indique que le projet a été autorisé par la commission nationale d’aménagement commercial et devrait faire l'objet d'une demande de permis de construire avant l'été 2018.
Dans l'attente de la réalisation de ce projet, la municipalité a mis en service en 2018 une salle des fêtes provisoire en toile blanche au Val-d'Argent Nord dénommée L'Atrium, prévue initialement pour remplacer le complexe Jean-Vilar, en très mauvais état, mais dont  la démolition est à nouveau reportée, la municipalité n'évoquant plus la date de mise en service effective du projet Héloïse.
La Cave dimière a été aménagée dans le centre historique de la ville afin d'accueillir concerts de jazz et autres évènements musicaux. À l'entrée de la ville, juste après le pont d'Argenteuil, se situe la salle des fêtes Jean-Vilar, reconnue pour sa longévité et pour être la salle de concert la plus célèbre de la ville, et qui accueille de nos jours de nombreux concerts d'artistes nationaux, africains et latins[réf. nécessaire].
La ville possède depuis les années 1970 une offre de lecture publique. En 2022, l'état de l'offre fait état d'un point lecture et de quatre médiathèques, la médiathèque Elsa-Triolet-et-Aragon depuis 1975 dans le parc de l’Hôtel-de-Ville en centre-ville, la médiathèque Robert-Desnos depuis 1985 au Val d'Argent Nord, la médiathèque du Val-Notre-Dame inaugurée en 2018 et la médiathèque Orgemont inaugurée en 2021. Les médiathèques proposent une saison culturelles et sont labellisées Premières Pages . Ce réseau de médiathèques comptent une petite quarantaine de médiathécaires. Le Conseil Municipal a voté en 2020 le passage à la gratuité totale pour tous et pour tous les supports.
Citons également une fresque L'Homme moderne d'Édouard Pignon, « l'hommage à Gabriel Péri » d'Antoine Rohal et  « l'esclavage » de William Castano.

### Postes et télécommunications
- La Poste : Centre Commercial Coté Seine, 50 av. du Maréchal-Foch, niveau 1, 95100 Argenteuil
- La Poste : 22 rue Védrines, 95100 Argenteuil
- La Poste : 104 av. Maurice-Utrillo, 95100 Argenteuil
- La Poste : 179 av. Jean-Jaurès, 95100 Argenteuil
- La Poste : centre commercial Joliot-Curie, lots 30 31, route d'Enghien 95100 Argenteuil

### Santé
La ville dispose d'une Maison-Dieu dès 1290 : c'est la première fondation hospitalière à Argenteuil. En octobre 1694, Louis XIV procure une existence officielle à l'hôpital par lettres patentes. Installé dans l'actuelle rue Pierre-Guienne, il est transféré en 1929 dans de nouveaux locaux au lieu-dit le « Plateau du Perreux ». En 2008, le centre hospitalier Victor-Dupouy d’Argenteuil (CHA) reconstruit, modernisé et agrandi est un établissement de santé public totalisant 823 lits.
Le centre hospitalier possède[Quand ?] des services hospitaliers de court séjour (590 lits), de soins de suite et réadaptation (60 lits) et de lutte contre les maladies mentales et la toxicomanie (129 lits). L'ensemble dispose également d'une maison de retraite, dotée d’une section de cure médicale et d’une unité de long séjour (100 lits).
- Centre hospitalier d'Argenteuil Victor-Dupouy
- Centre municipal de santé Irène-Lézine
- Centre municipal de santé Fernand-Goulène

### Justice, sécurité, secours et défense
En 2007, la ville s'est dotée d'un système de surveillance vidéo dans certains quartiers sensibles de la ville (tels que le quartier de La Poste au Val d'Argent Sud) et a mis en place un espace municipal de sécurité dans les anciens locaux de la Banque de France[réf. nécessaire].
Argenteuil fait partie du ressort du tribunal d'instance de Sannois et de ceux du tribunal de grande instance et du tribunal de commerce de Pontoise. La commune accueille par ailleurs une maison de la justice et du droit (14, rue Alfred-Labrierre),.

## Population et société

### Démographie

#### Évolution démographique
L'évolution du nombre d'habitants est connue à travers les recensements de la population effectués dans la commune depuis 1793. Pour les communes de plus de 10 000 habitants les recensements ont lieu chaque année à la suite d'une enquête par sondage auprès d'un échantillon d'adresses représentant 8 % de leurs logements, contrairement aux autres communes qui ont un recensement réel tous les cinq ans,.

En 2022, la commune comptait 107 135 habitants, en évolution de −3,02 % par rapport à 2016 (Val-d'Oise : +4 %, France hors Mayotte : +2,11 %).
| 1793  | 1800  | 1806  | 1821  | 1831  | 1836  | 1841  | 1846  | 1851  |
| ----- | ----- | ----- | ----- | ----- | ----- | ----- | ----- | ----- |
| 5 356 | 4 609 | 4 249 | 4 423 | 4 542 | 4 536 | 4 377 | 4 586 | 4 767 |

| 1856  | 1861  | 1866  | 1872  | 1876  | 1881   | 1886   | 1891   | 1896   |
| ----- | ----- | ----- | ----- | ----- | ------ | ------ | ------ | ------ |
| 5 857 | 7 269 | 8 176 | 8 389 | 8 990 | 11 849 | 12 809 | 13 339 | 15 116 |

| 1901   | 1906   | 1911   | 1921   | 1926   | 1931   | 1936   | 1946   | 1954   |
| ------ | ------ | ------ | ------ | ------ | ------ | ------ | ------ | ------ |
| 17 375 | 19 829 | 24 282 | 32 173 | 44 538 | 70 657 | 59 314 | 53 543 | 63 316 |

| 1962   | 1968   | 1975    | 1982   | 1990   | 1999   | 2006    | 2011    | 2016    |
| ------ | ------ | ------- | ------ | ------ | ------ | ------- | ------- | ------- |
| 82 321 | 90 480 | 102 530 | 95 347 | 93 096 | 93 961 | 102 683 | 104 282 | 110 468 |

| 2021    | 2022    | - | - | - | - | - | - | - |
| ------- | ------- | - | - | - | - | - | - | - |
| 107 221 | 107 135 | - | - | - | - | - | - | - |

Avec l'arrivée du chemin de fer en 1851, Argenteuil, à l'image des communes voisines, connaît une forte expansion, qui ne fut ralentie que par les guerres.
Autres données : En 1250 : 450 habitants, en 1520 : 3 000 habitants.

#### Pyramide des âges
La population de la commune est relativement jeune. En 2020, le taux de personnes d'un âge inférieur à 30 ans s'élève à 42,2 %, soit un taux supérieur à la moyenne départementale (41 %). Le taux de personnes d'un âge supérieur à 60 ans (17 %) est inférieur au taux départemental (19 %).
En 2020, la commune comptait 53 805 hommes pour 54 762 femmes, soit un taux de 50,44 % de femmes, inférieur au taux départemental (51,31 %).
Les pyramides des âges de la commune et du département s'établissent comme suit :
| Hommes | Classe d’âge | Femmes |
| ------ | ------------ | ------ |
| 0,3    | 90 ou +      | 0,9    |
| 4,3    | 75-89 ans    | 5,1    |
| 11,3   | 60-74 ans    | 12,1   |
| 19,1   | 45-59 ans    | 18,2   |
| 22     | 30-44 ans    | 22,2   |
| 19,9   | 15-29 ans    | 19,2   |
| 23,1   | 0-14 ans     | 22,3   |

| Hommes | Classe d’âge | Femmes |
| ------ | ------------ | ------ |
| 0,4    | 90 ou +      | 1,1    |
| 4,5    | 75-89 ans    | 6      |
| 12,7   | 60-74 ans    | 13,6   |
| 19,2   | 45-59 ans    | 19     |
| 20,8   | 30-44 ans    | 21,1   |
| 19,6   | 15-29 ans    | 18,5   |
| 22,8   | 0-14 ans     | 20,7   |

### Manifestations culturelles et festivités
De nombreux événements culturels ont lieu régulièrement en Argenteuil.
Le festival d'Argenteuil est un événement culturel de plusieurs semaines d'animation, au printemps. Crée au départ pour mettre en avant le travail des associations d'Argenteuil, il constitue surtout aujourd'hui un Festival sollicitant des artistes ou compagnies extérieures à la ville d'Argenteuil. Un événement dont le coût très important suscite la polémique.
Chaque année, ont aussi lieu une grande course pédestre « les 10 kilomètres d'Argenteuil », les vendanges, le feu d'artifice, les brocantes et quelques autres festivités locales (fête du jeu, vallée des fleurs, fête du sport, fête médiévale, fête des cultures du monde, 1er mai et bien sûr 14 juillet)[réf. nécessaire].

### Sports et loisirs
De nombreuses associations sportives, dont certaines très anciennes, animent la vie sportive argenteuillaise[réf. nécessaire] :
- La Saint-Georges d'Argenteuil créée en 1884 : une des deux associations sportives les plus anciennes du Val-d'Oise encore actives[119]. Omnisports FSCF
- L'Union Sportive Argenteuillaise (USA) créée en 1895. Omnisports
- L'O.R.C. Argenteuil (ORCA), fondé en 1905, l'un des rares clubs de rugby centenaires d'Île-de-France
- L'Étoile sportive des Champioux (ESC) créée en 1919. Omnisports FSCF
- Le Club Omnisports Argenteuillais, ex-Club Olympique Municipal d'Argenteuil (COMA) créé en 1941 par fusion de deux clubs travaillistes plus anciens (J.S.A. et C.S.O.). Omnisports FSGT. Ses sections ont donné naissance au début du XXIe siècle à divers clubs unisports.
- Argenteuil Football Club (AFC)
- Judo Club Escales Argenteuil, créé en 1997.
- Argenteuil Basket-Ball (ABB), issu de l'Étoile sportive des Champioux
- Argenteuil Natation
- Argenteuil Sports de Glace (ASG)
- A.S.C Val d'Argenteuil (ASCVA)
- Association Franco-Portugaise d'Argenteuil
- FC Argenteuil
- Le Racing Club de Football d'Argenteuil (RCFA), créé en 2010.
- L'A.C.C. Argenteuil Cricket Club, créé en 2012.
- L'Union Vélocipédique Argenteuillaise (U.V.A)

La ville accueille d'importants évènements dont une compétition annuelle de course de fond : « les 10 km d'Argenteuil ». Cette course à pied passe dans tous les quartiers de la ville. Démarrant du pont d'Argenteuil et se terminant à la mairie, elle attire beaucoup de coureurs franciliens. Des courses pour enfants se déroulent en parallèle.
Outre de très nombreux gymnases de quartier, Argenteuil possède un centre nautique (centre aquatique Youri-Gagarine) ainsi qu'une patinoire et un palais des sports, la Halle Roger-Ouvrard, dédiée à un ancien maire d'Argenteuil, ex-champion d'athlétisme.

### Cultes

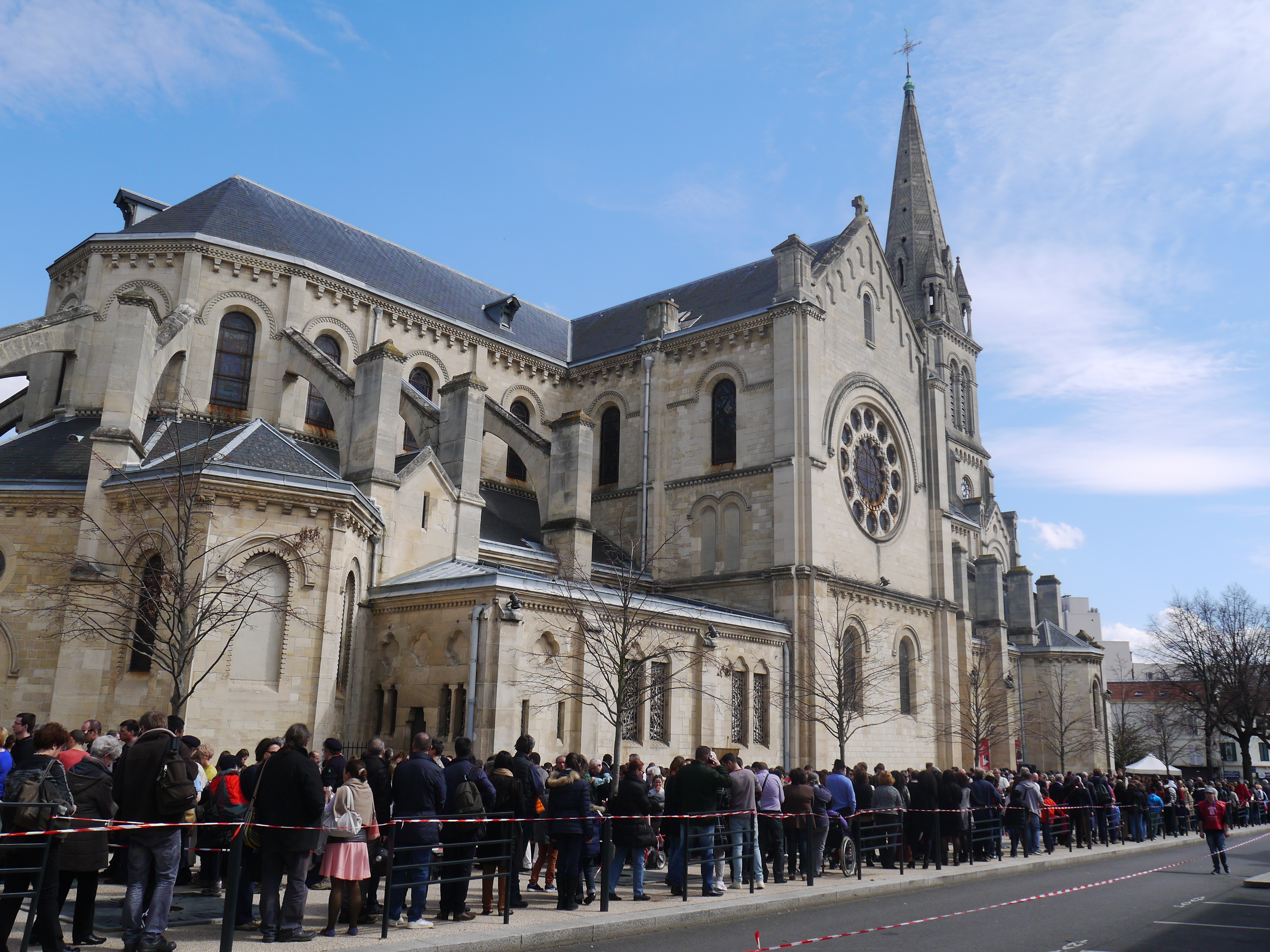
Basilique Saint-Denys d'Argenteuil, lors de l'ostension exceptionnelle en 2016.

Argenteuil est un lieu de pèlerinage catholique ancien instauré autour d'une relique de la Sainte Tunique conservée dans la basilique Saint-Denys. Celle-ci, réputée avoir été donnée par l'empereur Charlemagne au prieuré d'Argenteuil, fait l'objet d'une ostension deux fois par siècle ; les dernières ont eu lieu en 1884, 1934 et 1984. Les pèlerinages publics à la Tunique d'Argenteuil ont recommencé depuis 2005, le premier dimanche de la Passion. Une ostension exceptionnelle a lieu du 25 mars au 10 avril 2016 et en vue de l'établissement d'un centre pérenne de pèlerinage le titre de recteur de la basilique a été rétabli en septembre 2015 par l'évêque de Pontoise, Stanislas Lalanne.
Quatre paroisses de la ville (dont celle du Vieil Argenteuil avec la basilique et celle de Notre-Dame-de-Lourdes) composent avec celle de la ville limitrophe de Bezons le doyenné d'Argenteuil-Bezons. Une paroisse, celle de Saint-Ferdinand d'Argenteuil, est rattachée au doyenné d'Enghien-Montmorency depuis 2017. D'importantes communautés afro-antillaises, capverdiennes et portugaises participent à la vie de ces doyennés du diocèse de Pontoise. Une tradition janséniste est restée présente à Argenteuil jusqu'au début du XXe siècle.
On relève de nombreux lieux de culte protestants. Une église évangélique baptiste rue Henri-Barbusse, une église biblique baptiste rue de Calais, une église de Dieu[Laquelle ?], une église évangélique, une assemblée évangélique de la Fraternité dans la zone industrielle d’Argenteuil et une église évangélique tzigane.
La synagogue est située rue de l’Asperge dans le quartier du Val d'Argent Nord, non loin de la mosquée.
La mosquée Al Ihsan a été inaugurée le 29 juin 2010, dans le quartier du Val d'Argent Nord. Une autre mosquée de grande taille, la mosquée Assalam ouverte en 2019, se situe dans le quartier administratif du Val-Notre-Dame, dans le secteur de la Porte Saint-Germain. Plus de dix lieux de culte musulmans sont référencés dans la ville.

## Économie

### Revenus de la population et fiscalité
En 2010, le revenu fiscal médian par ménage était de 27 459 €, ce qui plaçait Argenteuil au 18 721e rang parmi les 31 525 communes de plus de 39 ménages en métropole.

### Emploi
- En 1999, le taux de chômage de la ville était de 16 % alors que celui de la France était de 12,9 % la même année.
- En 2014, le taux de chômage de la ville était de 8,6 %, avec une population comptant 41,22 % d'actifs, soit 1,8 % d'écart par rapport à la moyenne du pays[130].
- En 2009, le taux de chômage des 15 à 64 ans était de 15,2 %, c'est-à-dire légèrement au-dessus du taux national[131].
- En 2013, le taux de chômage des 15 à 64 ans était de 17,7 %[132], c'est-à-dire supérieur de 7,7 % au taux national[133].

### Entreprises et commerces
Le 6 novembre 2002, le centre commercial « Côté Seine » situé sur l'axe historique ouvre ses portes. Regroupant plus de soixante-dix enseignes et un hypermarché Géant Casino, il a pour but de redonner une nouvelle dynamique commerciale à la ville, même si sa fréquentation bien en deçà des espérances après les trois premiers mois d'ouverture a compromis cet objectif. La fréquentation est toutefois en hausse depuis que le parking, autrefois payant et donc dissuasif, a été rendu gratuit durant 2 h 30 pour tous.
Un grand projet de constructions sur les terrains dit « Pathé » le long du boulevard Héloïse, mêlant enseignes commerciales bas de gamme et jardins suspendus, a été annulé par la municipalité socialiste car il risquait de fragiliser encore davantage le petit commerce de centre-ville.
Depuis quelques années, la municipalité a fait du développement commercial un objectif prioritaire de son action. Ainsi, de nouvelles enseignes nationales rénovent leurs boutiques en centre-ville (Monoprix, McDonald's, Quick) ou s'installent (Columbus, Subway). Il faut noter un développement des enseignes dites communautaires, avec notamment le passage au halal du restaurant Quick.

## Culture locale et patrimoine

### Lieux et monuments
Malgré les destructions de la Révolution française puis de la Seconde Guerre mondiale et l'urbanisation massive d'après guerre, Argenteuil conserve un patrimoine historique varié.

#### Monuments historiques
Argenteuil compte quatre monuments historiques sur son territoire.
- L'allée couverte des Déserts, 68, rue des Déserts (classée monument historique par arrêté du 14 septembre 1943[139])

- La chapelle Saint-Jean-Baptiste, 19, rue Notre-Dame (classée monument historique par arrêté du 17 août 1945[140]) : Elle date du Xe siècle et se situait dans l'enclos de l'abbaye bénédictine primitive. Son usage originel est inconnu, il ne s'agissait pas d'un baptistère. L'hypothèse d'une chapelle sépulcrale semble la plus probable. De plan carré, elle comporte trois nefs recouvertes de six voûtes d'arêtes reprises sur deux colonnes centrales. La nef médiane, s'achève par une absidiole en cul-de-four, restaurée au début des années 1980. L'ensemble est classé monument historique depuis 1945. En 1942, trois rangées de sépultures maçonnées, remontant probablement au VIIIe ou IXe siècle, ont été mises au jour.

- La crypte de l'abbaye Notre-Dame, 19, rue Notre-Dame (inscrite monument historique par arrêté du 14 novembre 1996[141]) : Elle remonte aux XIe et XIIe siècles, et a été mise au jour en 1989 lors de fouilles à l'emplacement du chevet de l'abbatiale. Le voûtement a disparu mais les murs subsistent, avec six bases de piles déterminant trois nefs de quatre travées. À l'extrémité orientale de chaque nef se situe un petit autel accompagné de sa piscine liturgique.

- Le château du Marais datant du XVIIe siècle (inscrit monument historique par arrêté du 12 janvier 1931[142]). Détruit par les troupes allemandes lors de leur départ en 1944, la porte principale du XVIIIe siècle (rue Auguste-Delaune) en est le dernier vestige. Parmi ses hôtes les plus célèbres on relève le neveu de Bossuet, Flesselles, prévôt des marchands tué le 14 juillet 1789, et Mirabeau.

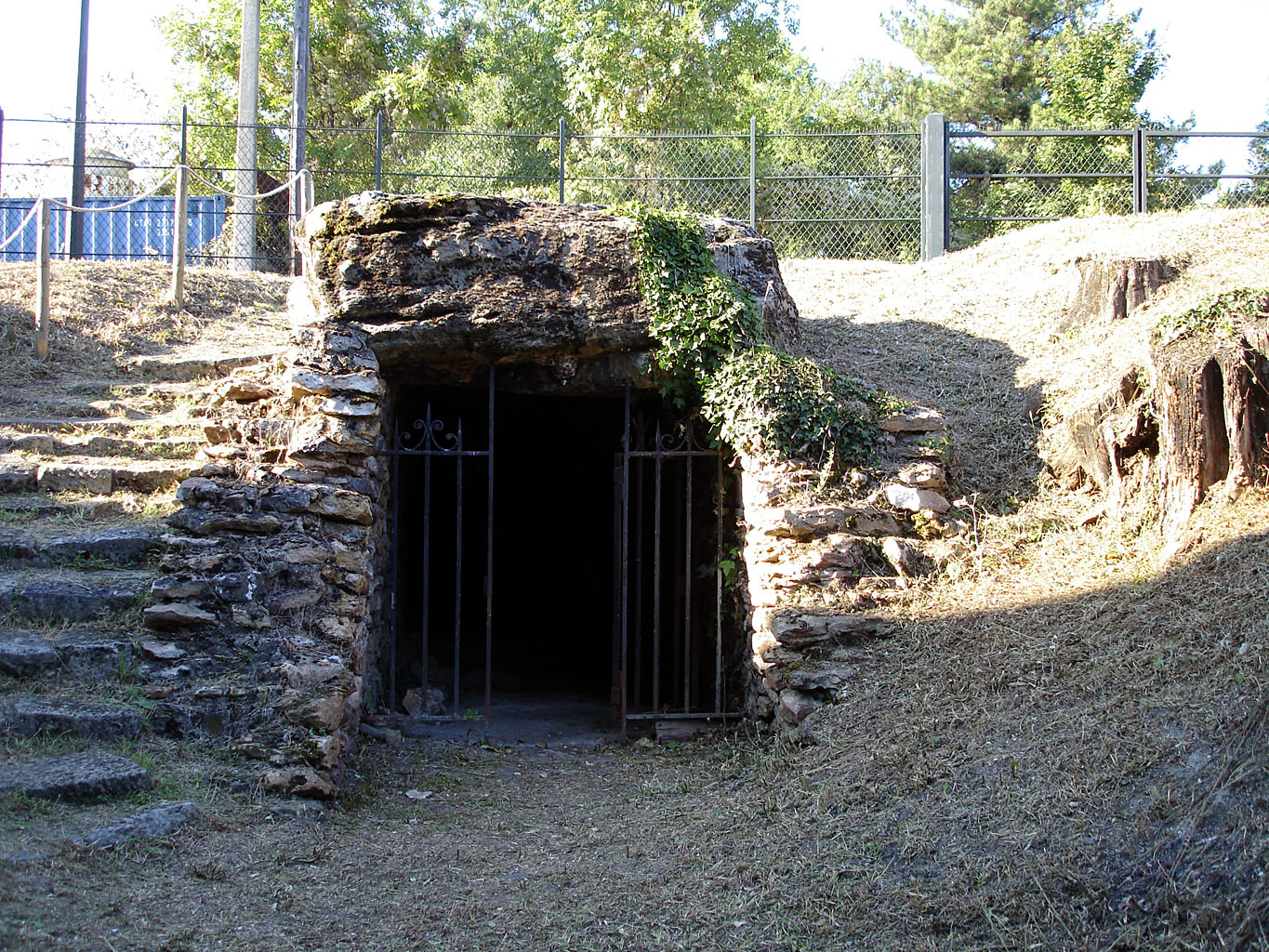
L'allée couverte.
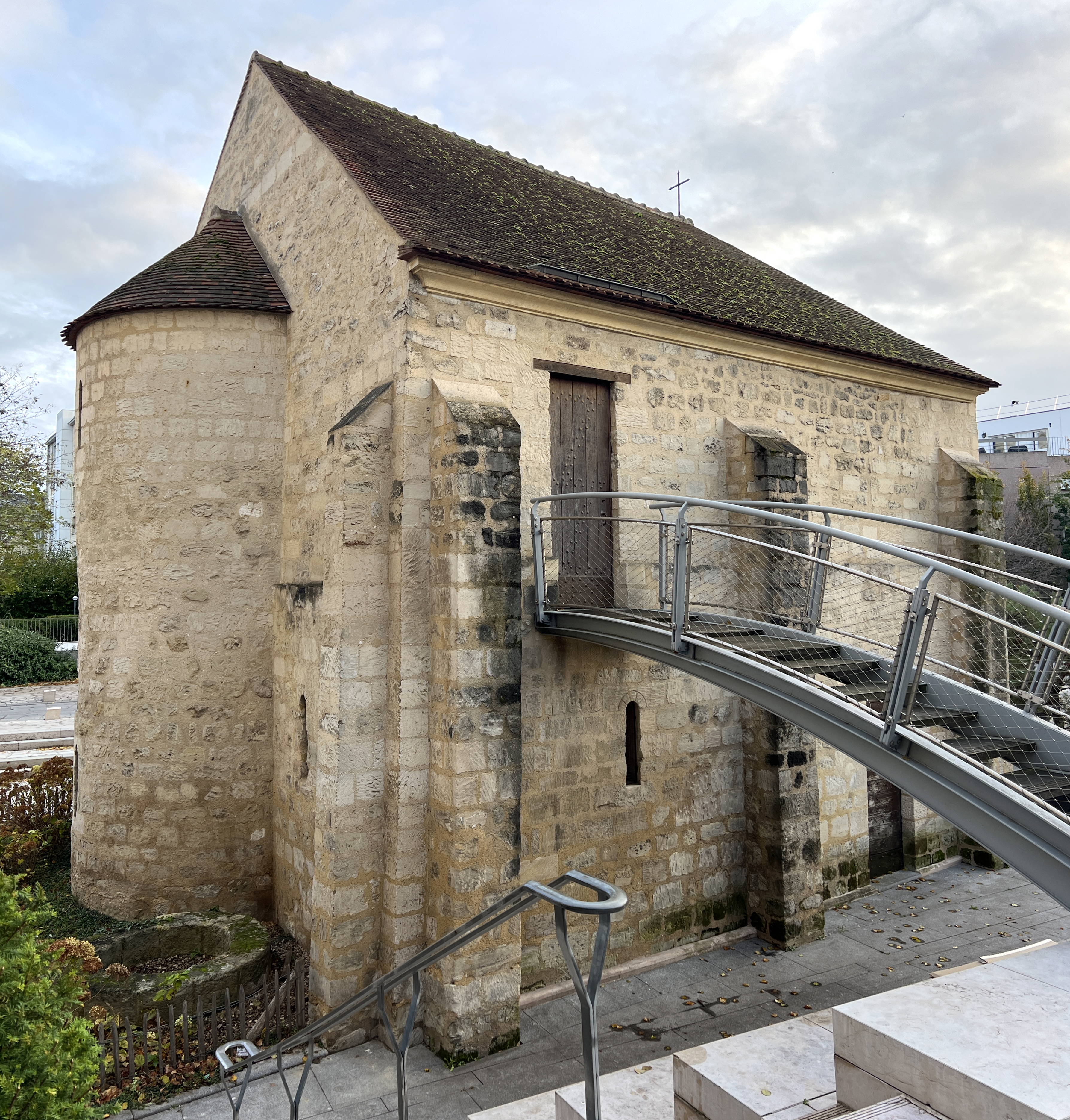
La chapelle Saint-Jean-Baptiste.
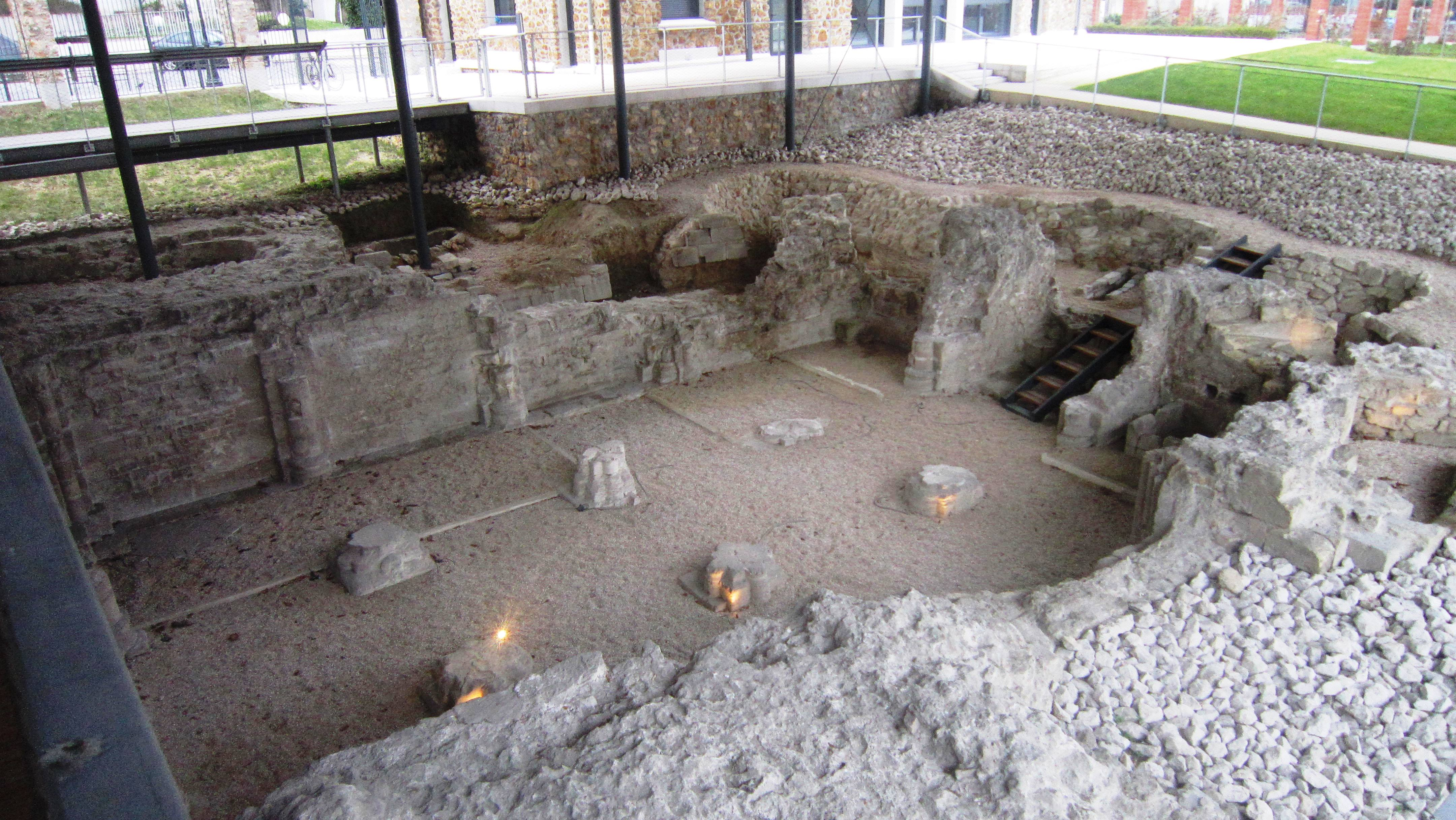
Les vestiges de l'abbaye.
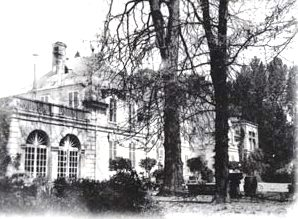
Le château du Marais.

#### Autres éléments du patrimoine

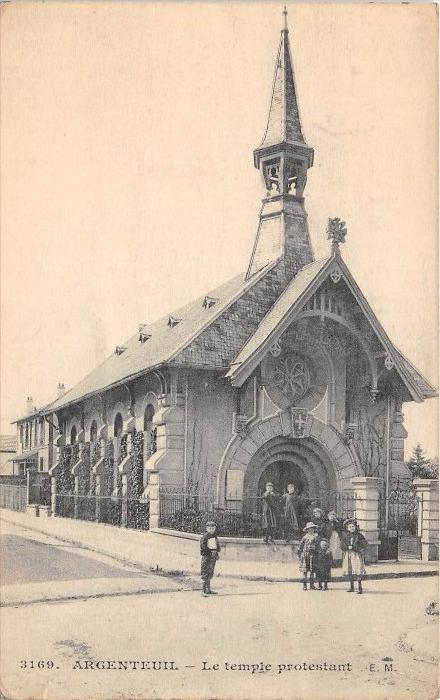
Ancien temple protestant d'Argenteuil.

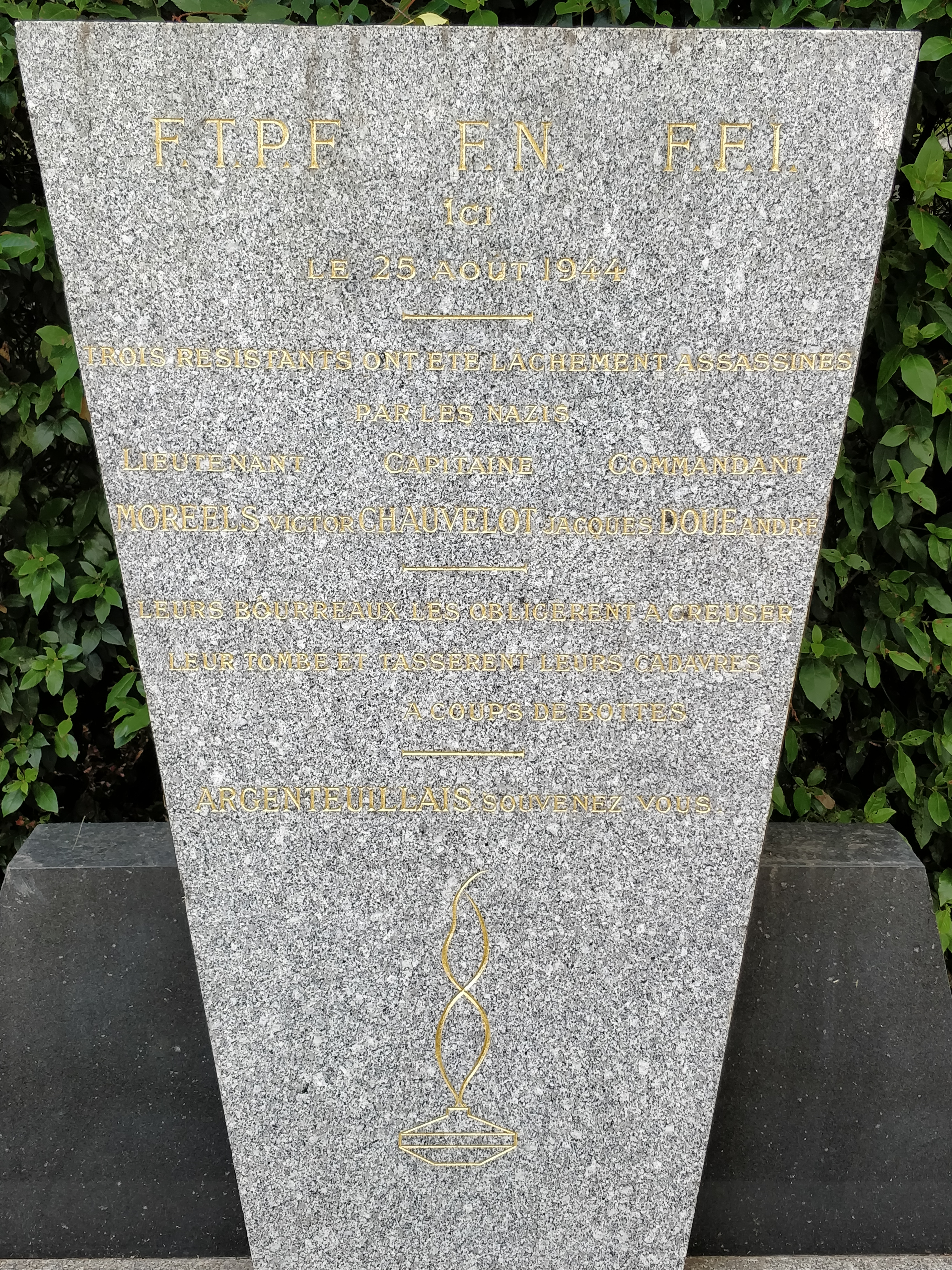
Stèle des 3 fusillés d'Orgemont.

- Cave dîmière, 107, rue Paul-Vaillant-Couturier : Elle date du début du XIIIe siècle. Elle comporte six compartiments voûtés sur croisées d'ogives. En dépit de son nom, aucun document n'atteste son utilisation en tant que lieu d'entreposage des produits la dîme, l'abbaye d'Argenteuil possédant en effet des locaux suffisamment vastes à cet effet. Mais elle a pu servir d'entrepôt à une autre communauté religieuse. Le lieu accueille de nos jours des concerts de jazz et de musiques contemporaines.
- Maison de Claude Monet, 21 boulevard Karl-Marx, anciennement 5 boulevard Saint-Denis : Elle a été reconstruite à la fin du XIXe siècle. La Ville d’Argenteuil en a fait l’acquisition et elle accueille, depuis fin 2004, le siège de la Société historique et archéologique d’Argenteuil et du Parisis[143].
- Tour Billy, 63, avenue du Lieutenant-Colonel-Prudhon : C'est un ancien moulin datant du XVIe siècle. Il est le seul vestige de la dizaine de moulins d'Argenteuil avec celui d'Orgemont.
- Ancien moulin d'Orgemont : il remonte au XVIe siècle et a été transformé en restaurant. Il offre une vue panoramique sur l'ensemble de la banlieue ouest de la capitale.
- Basilique Saint-Denys, place Jean-Eurieult : De style néo-roman, elle a été édifiée de 1862 à 1865 par l'architecte Théodore Ballu à côté de l'emplacement de l'édifice qu'elle remplace. Elle est édifiée à l'emplacement de l'ancien cimetière à la suite d'un legs du maire Grégoire Collas, qui s'oppose à la restauration de l'édifice antérieur très vétuste. Le clocher, imposant, s'élève à cinquante-sept mètres de hauteur. La nef comporte six travées, le transept est éclairé par deux grandes rosaces. Le chevet est composé de trois chapelles rayonnantes. L'édifice abrite la Tunique d'Argenteuil, relique qui fait l'objet d'un pèlerinage depuis le Moyen Âge. L'autel reliquaire en lave peinte date de 1866. Le petit reliquaire néo-roman a été réalisé vers 1900 par la maison Poussielgue-Rusand à l'initiative du curé A. Jacquemot. Il est orné de médaillons émaillés évoquant l'histoire de la relique qu'elle renferme[144].
- Église Saint-Ferdinand d'Argenteuil.
- L'ancien temple protestant, construit de 1893 à 1895 par l'architecte Adolphe Augustin Rey[145]
- La stèle des trois fusillés d'Orgemont, situé au chemin des 3-fusillés d'Orgemont (quartier d'Orgemont), en hommage à Jacques Chauvelot, André Doué et Victor Moreels[146].
- les Buttes du Parisis constituent la limite nord de la ville.

#### Musée
Le musée d'Argenteuil (5, rue Pierre-Guienne), est un musée d'histoire locale situé dans l'ancien hôpital du XVIIIe siècle. Il présente une importante collection d'objets, peintures, dessins et divers documents rassemblés depuis 1922 par la société du Vieil Argenteuil. Les fresques murales de Robert Lesbounit (1904-1989) sont à remarquer.
En 2020, l'ancien musée de la ville rouvre ses portes grâce à un projet de réhabilitation proposé par l'association Akousmatic composée d'associations, d'habitants et d'artistes locaux. L'ancien musée de la ville devient le Musée Sauvage, un tiers-lieu culturel soutenu par la commune qui met à disposition du collectif le bâtiment municipal.
Le Musée Sauvage est un lieu partagé, créé pour les habitant.e.s, artiste, artisan.e.s, entrepreneur.euse.s et associations. Sa gestion est basée sur la collaboration, le prix-libre et l’entraide. Toute personne peut venir y solliciter le prêt ponctuel d’un espace, trouver de l’aide, des compétences ou proposer une idée.
Le collectif programme ainsi tout au long de l’année des ateliers artistiques et manuels, des évènements culturels ou festifs et propose la mise à disposition gratuite d’espaces de réunion, travail ou répétition. Son café associatif accueille les curieux.ses et les habitant.e.s plusieurs jours par semaine.

#### Les buttes du Parisis
Elles s'étirent sur 465 hectares et offrent l'une des plus belles vues sur Paris. Classé « espaces naturels sensibles régionaux », ce site préservé, qui héberge 44 espèces d'oiseaux et 330 variétés de plantes, restera inconstructible dans le futur plan d'urbanisation.

### Argenteuil dans les arts et la culture
Argenteuil a été un haut lieu de l'impressionnisme avec les visites fréquentes ou le séjour de plusieurs peintres, dont Claude Monet qui vécut de 1872 à 1878, Alfred Sisley en 1872, Renoir et surtout Gustave Caillebotte (qui vivait à côté à Gennevilliers) et  à Argenteuil. Georges Braque est, quant à lui, né à Argenteuil.
Édouard Manet est invité par Claude Monet en 1874 et y réalise plusieurs toiles dont En Bateau, Argenteuil, Claude Monet peignant dans son atelier, La Famille Monet dans son jardin et Les Rives de la Seine.

L'Argenteuil de Manet
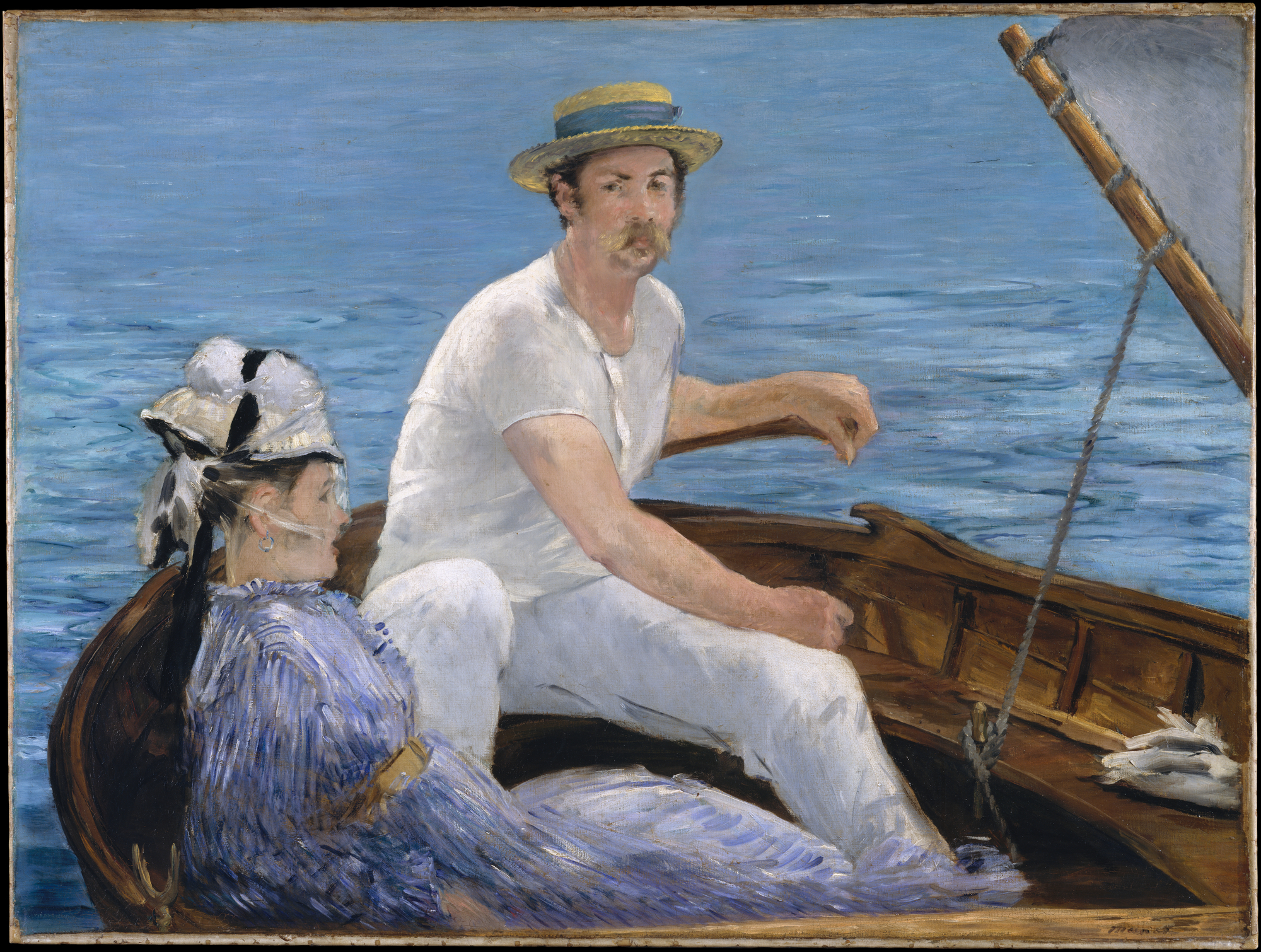
En bateau, 1874 Metropolitan Museum of Art (New York).
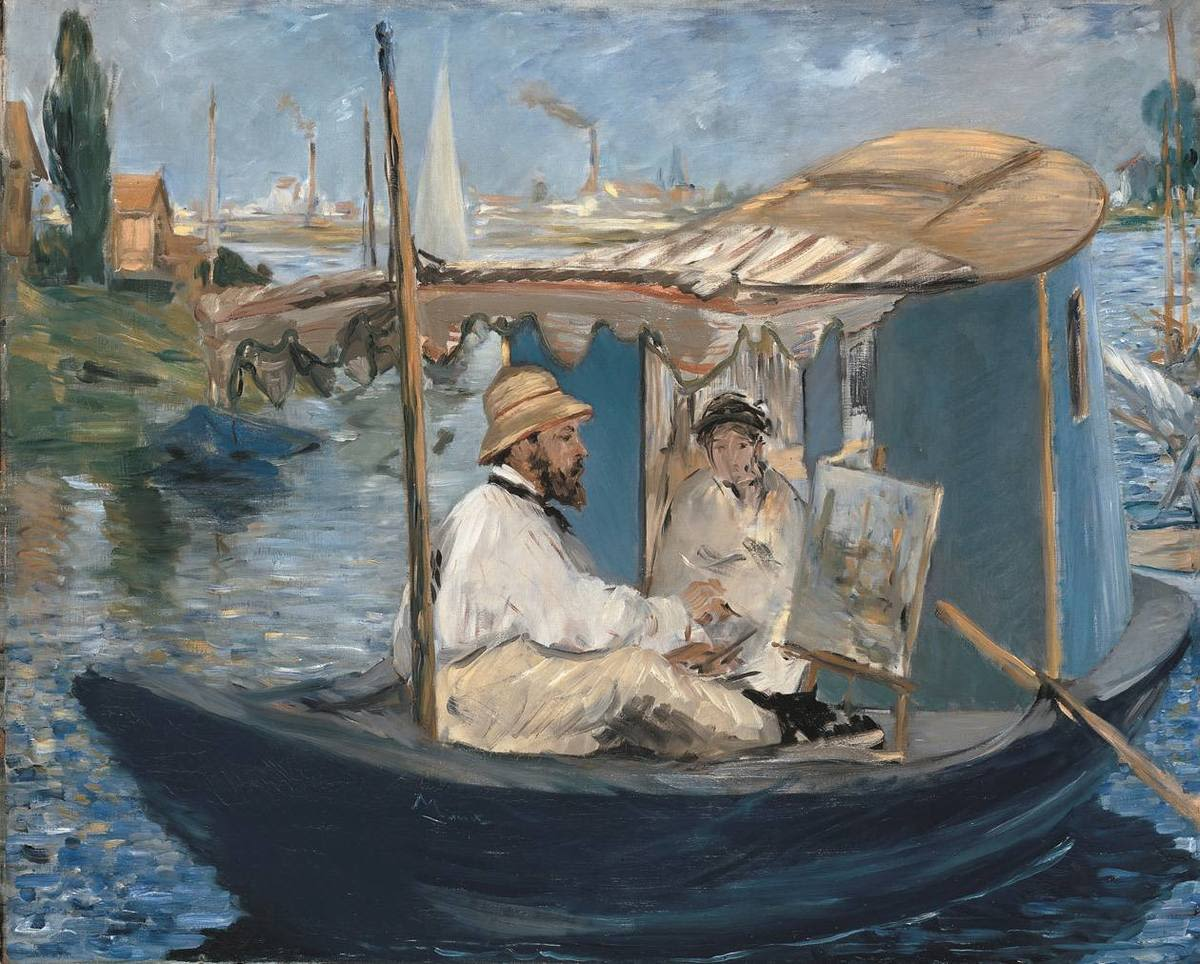
Claude Monet peignant dans son atelier, 1874 Neue Pinakothek (Munich).
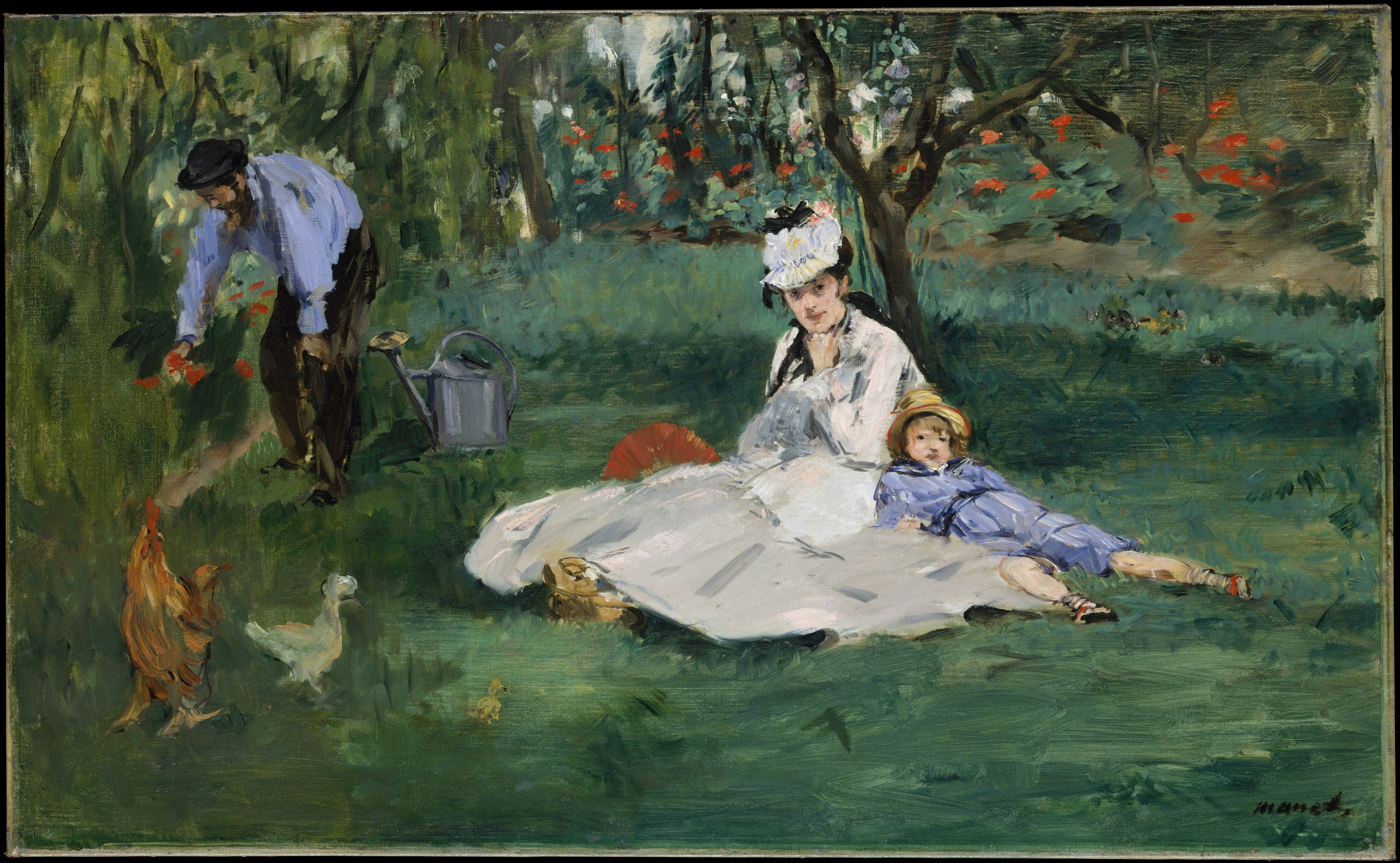
La Famille Monet dans son jardin à Argenteuil, 1874 Metropolitan Museum (New York).
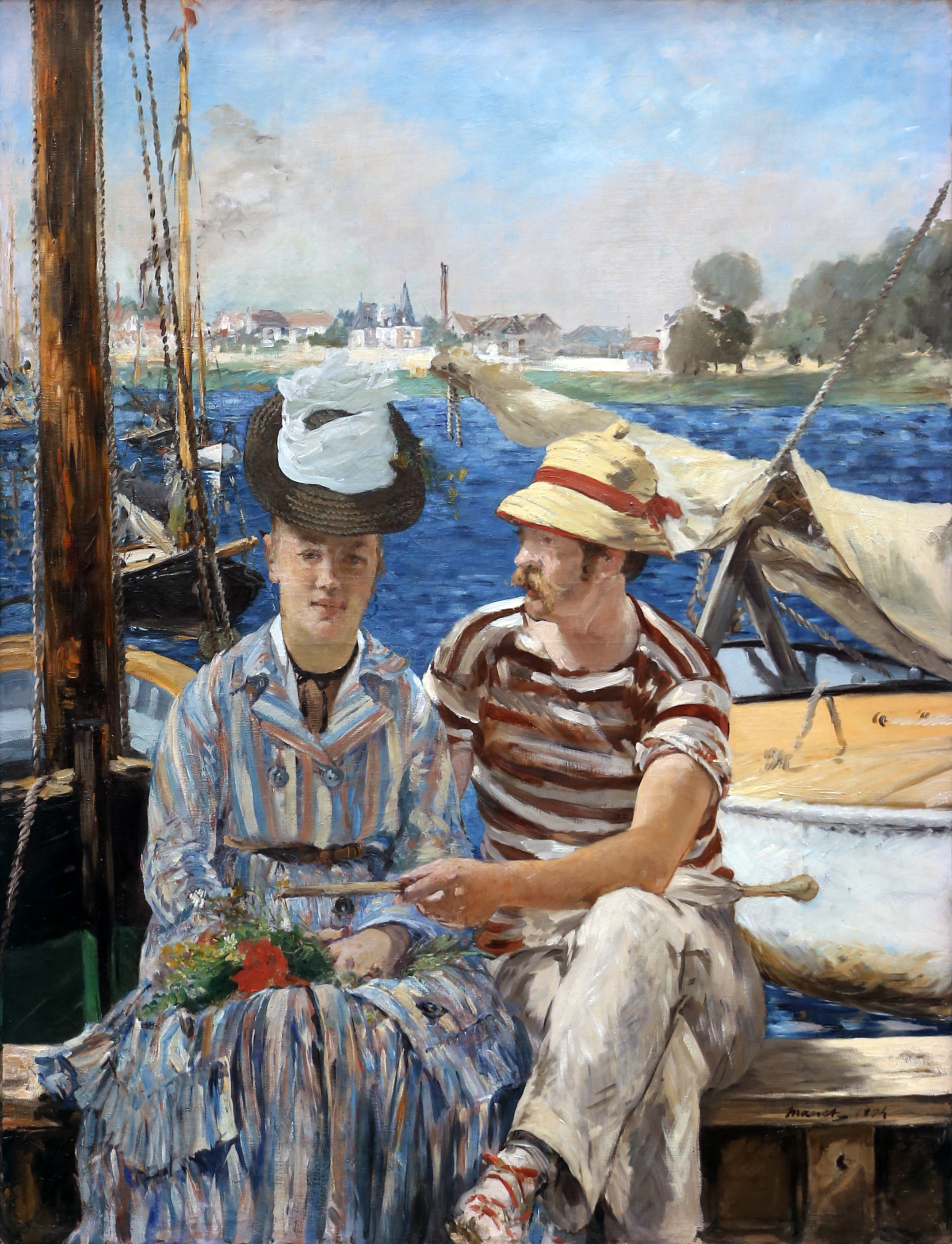
Argenteuil, 1874 Musée des beaux-arts de Tournai.
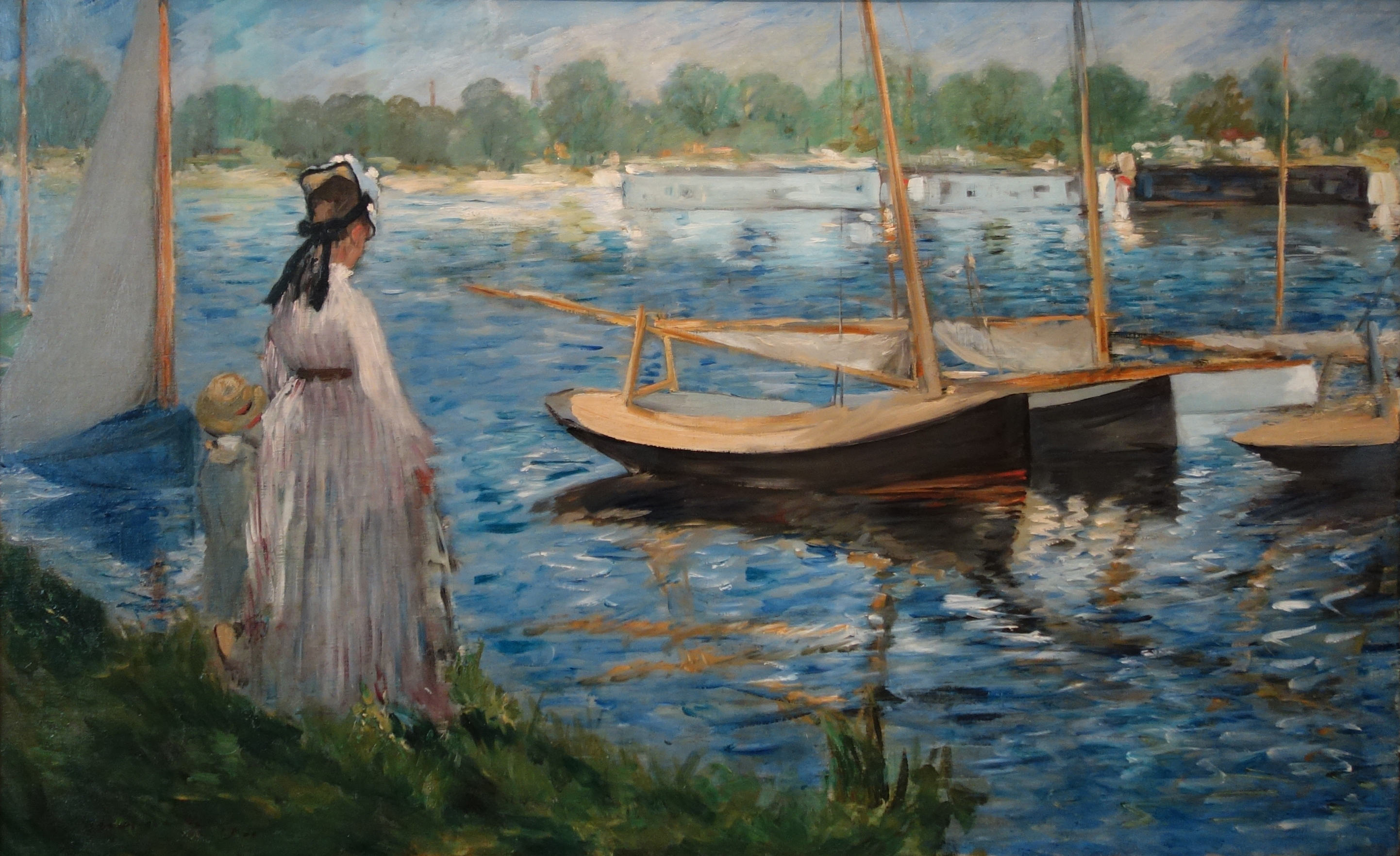
Les Rives de la Seine à Argenteuil, 1874 Institut Courtauld (Londres).
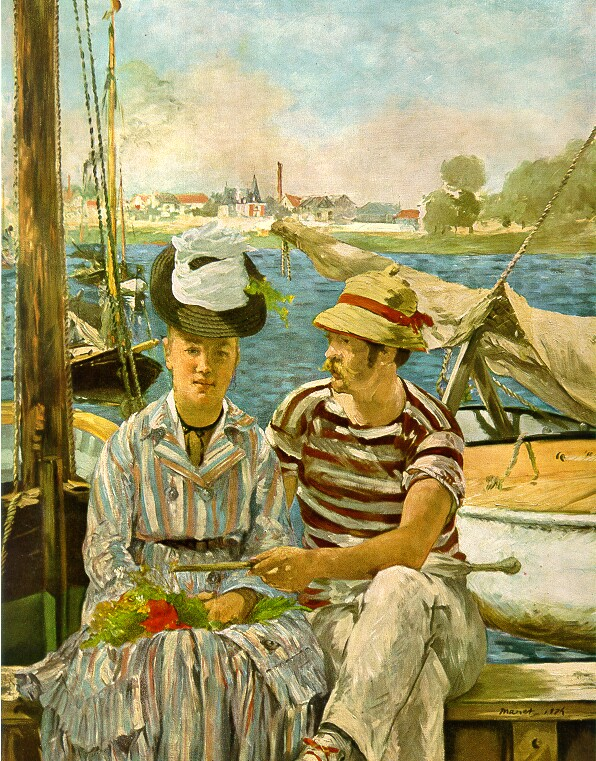
Argenteuil, 1875
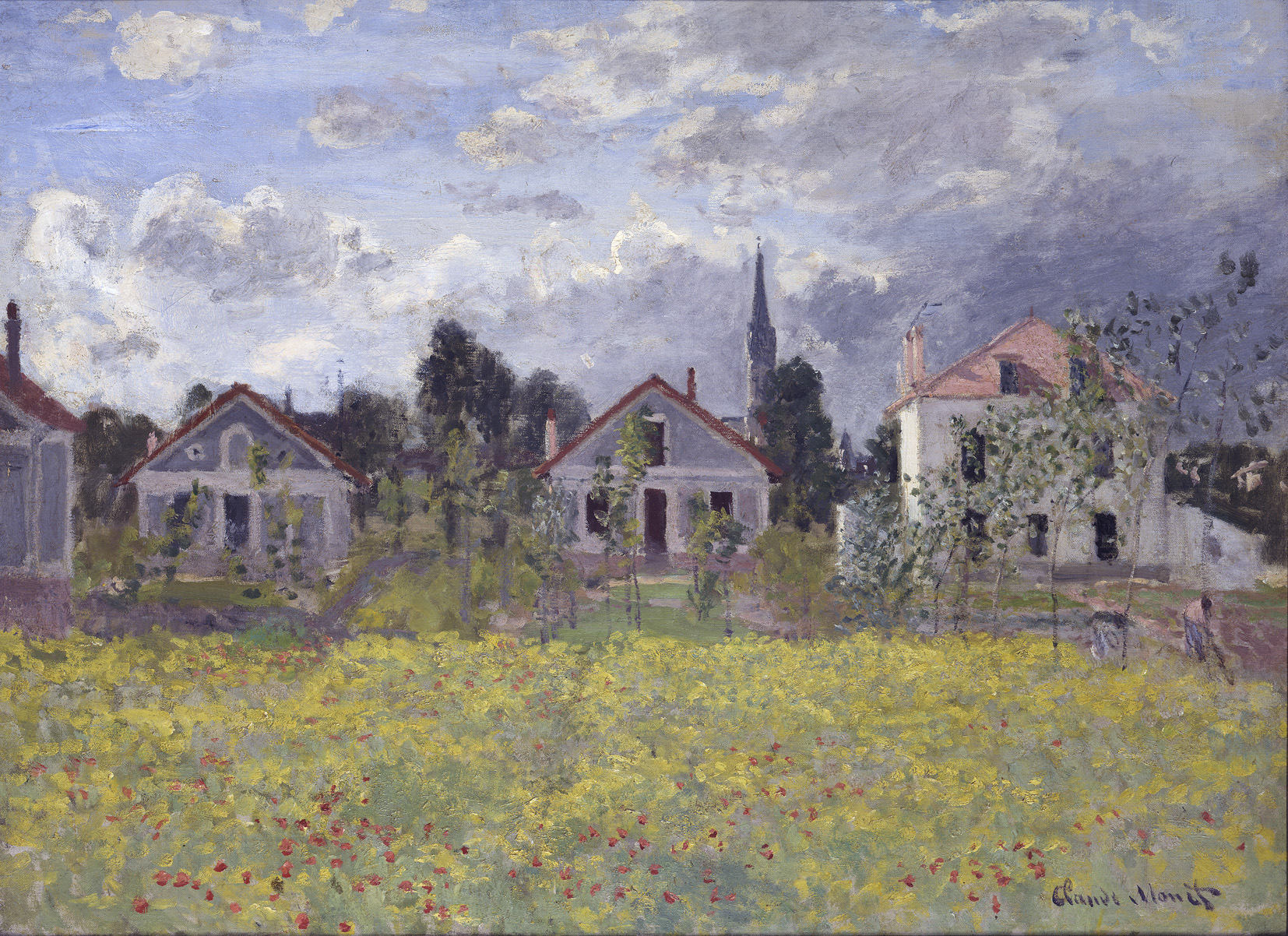
Maisons à Argenteuil

En 1879, les frères Caillebotte achètent, en mai 1881, une propriété au Petit Gennevilliers où ils font construire juste au bord de la Seine une maison en meulière de deux étages, puis une petite maison à un étage avec un atelier pour Gustave, un hangar à bateaux et une longue serre (en 1888).

L'Argenteuil de Caillebotte
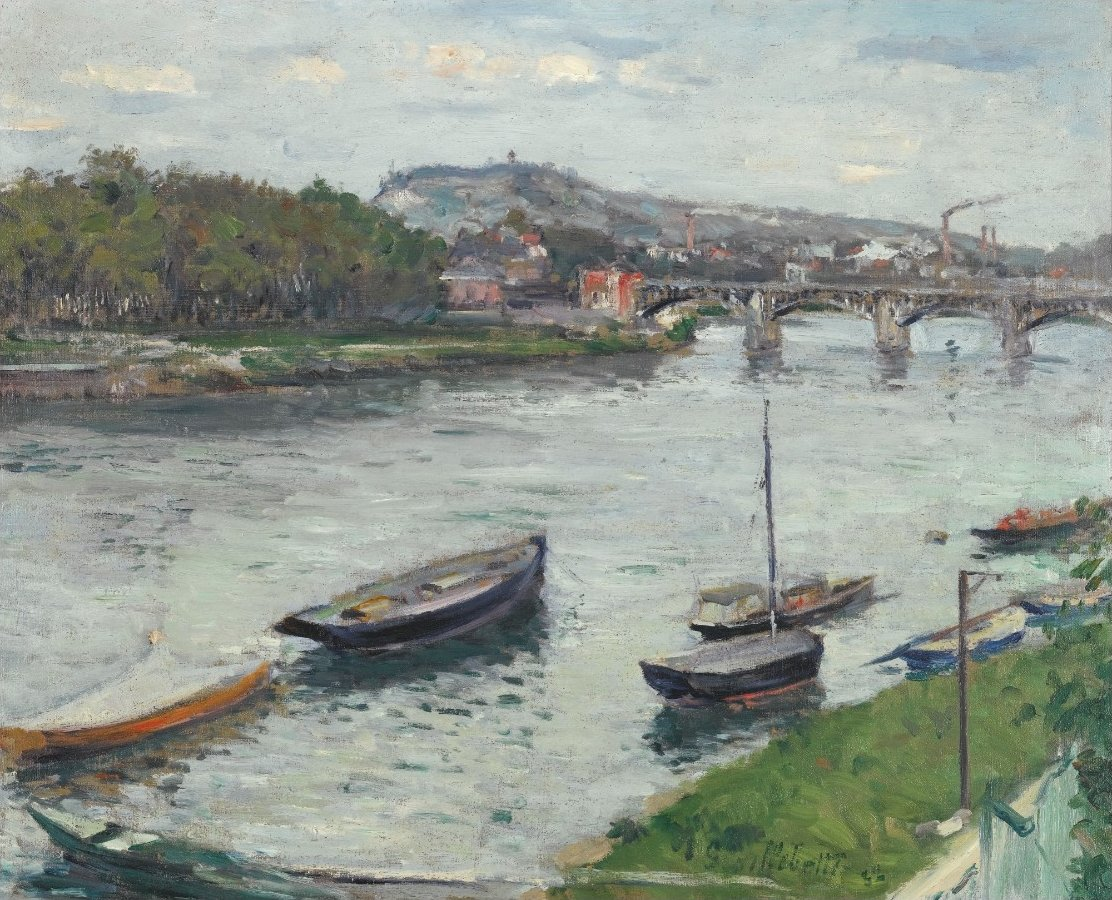
La Berge et le pont d'Argenteuil, 1882 Collection privée, vente 2015.
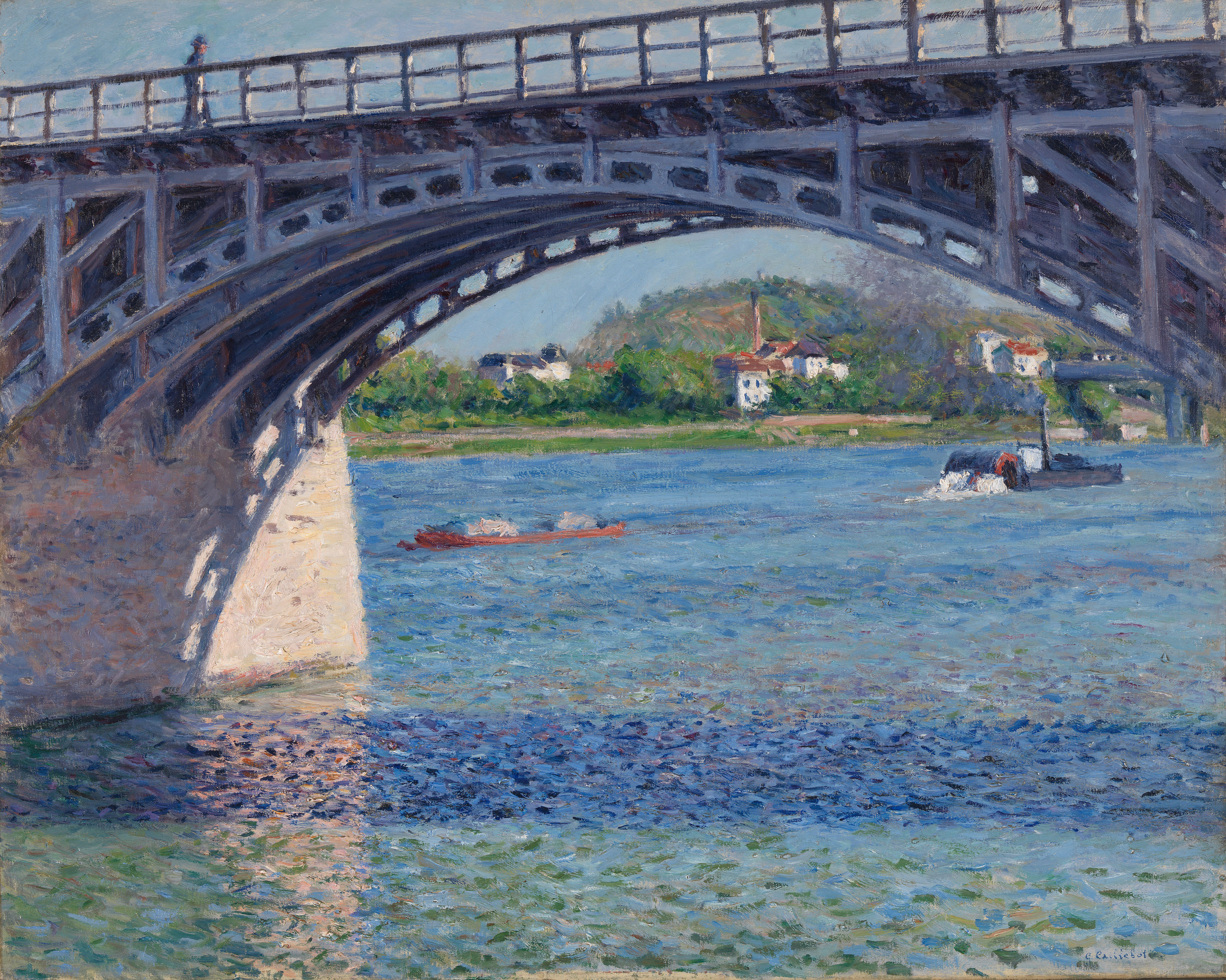
Le Pont d'Argenteuil et la Seine, 1883 Musée Barberini, Potsdam.
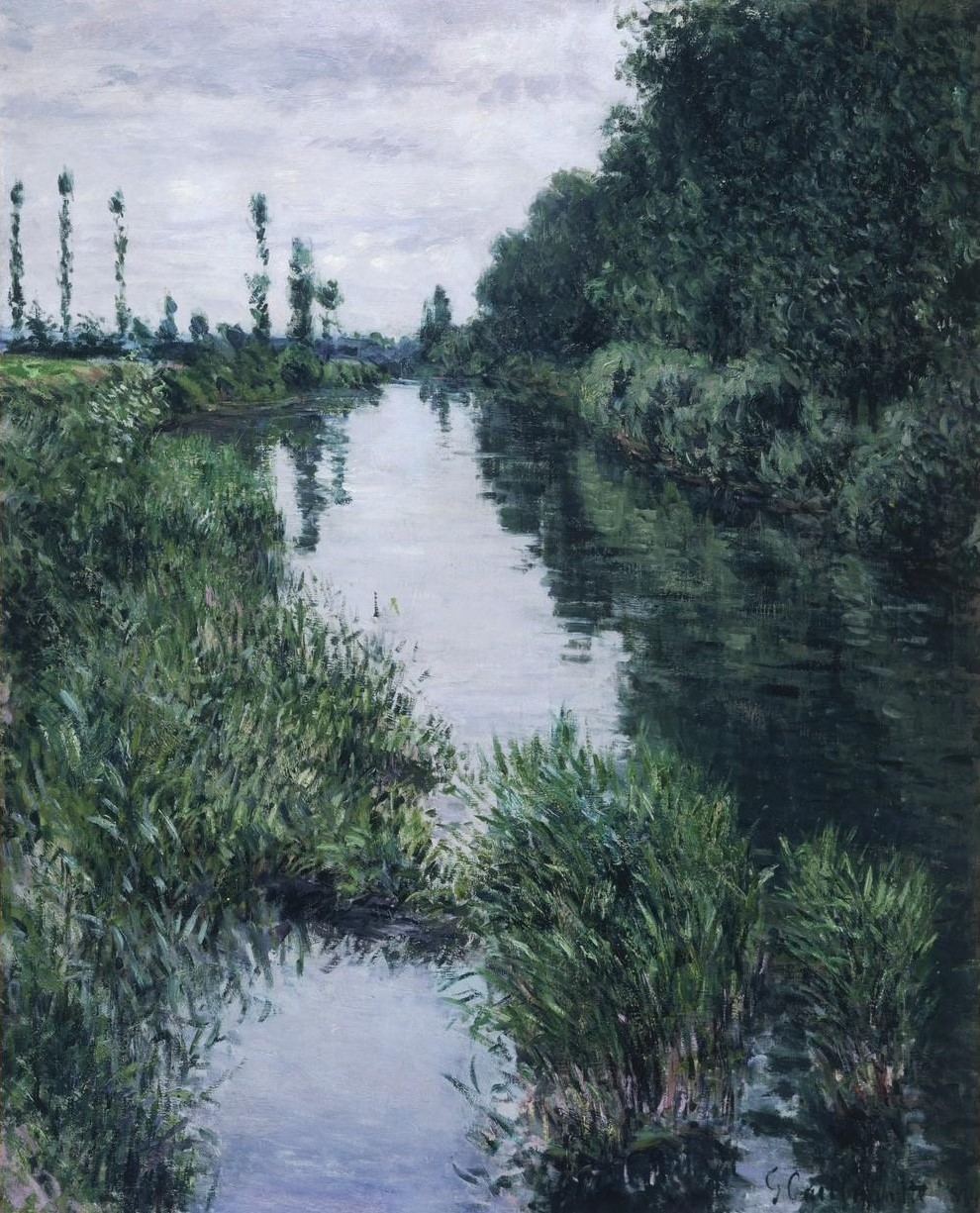
Le Petit bras de la Seine à Argenteuil, 1884 The Phillips Collection, Washington D.C.
Bateau au mouillage sur la Seine, à Argenteuil, 1886-1891 Musée d'art Nelson-Atkins, Kansas City.
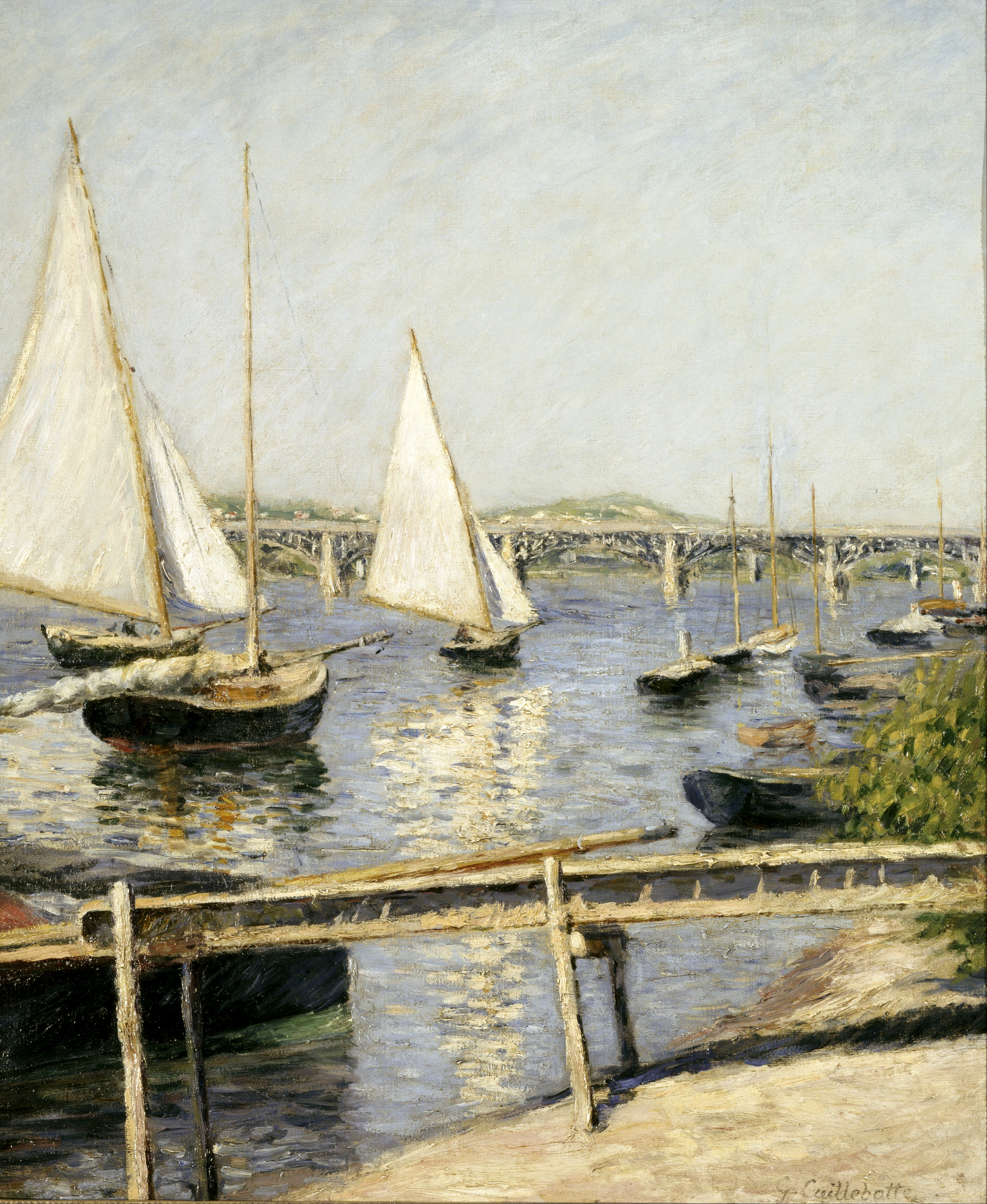
Voiliers à Argenteuil, 1888 vers musée d'Orsay, Paris.
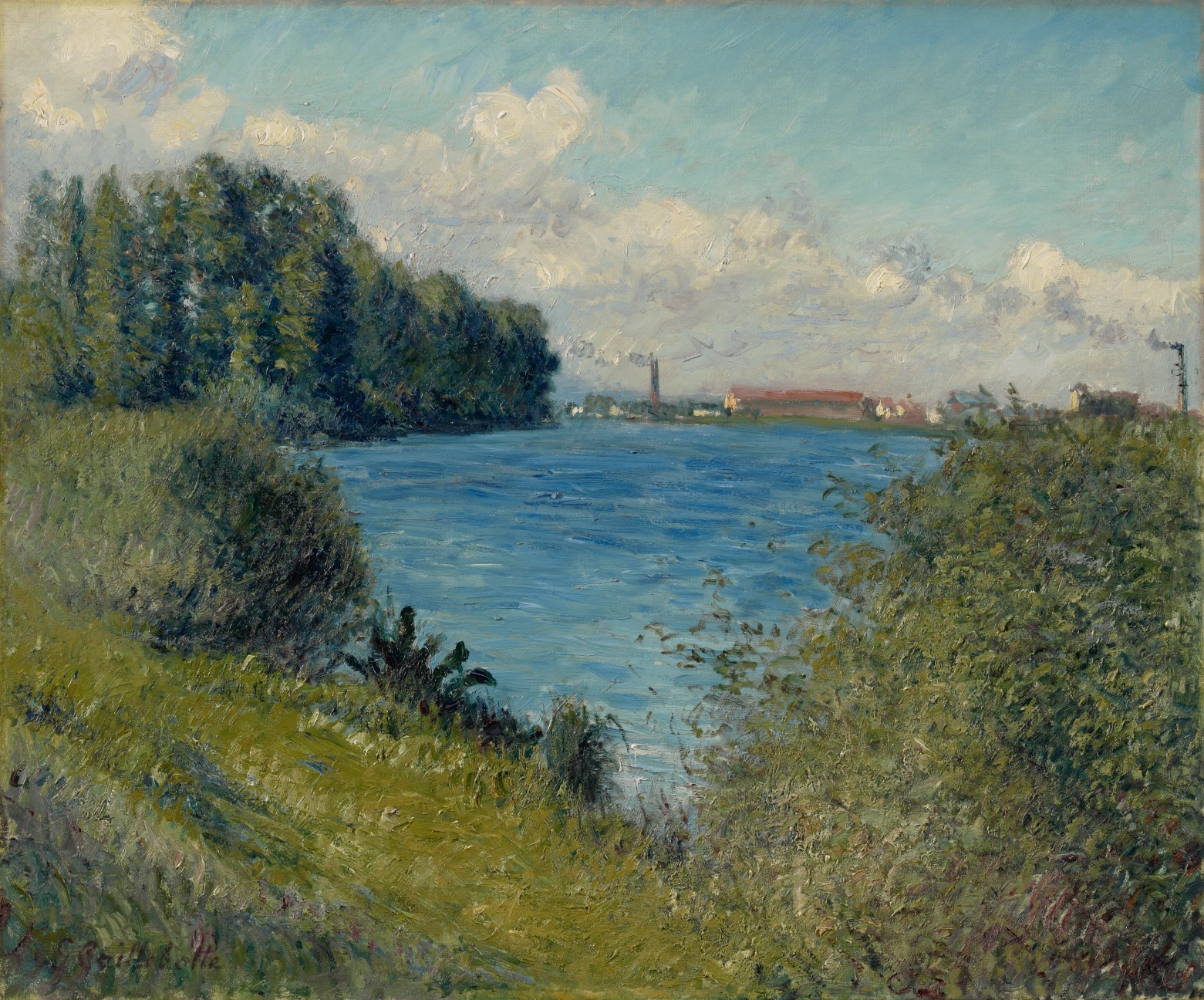
La Seine à Argenteuil, 1892 vers Clark Art Institute, Williamstown.
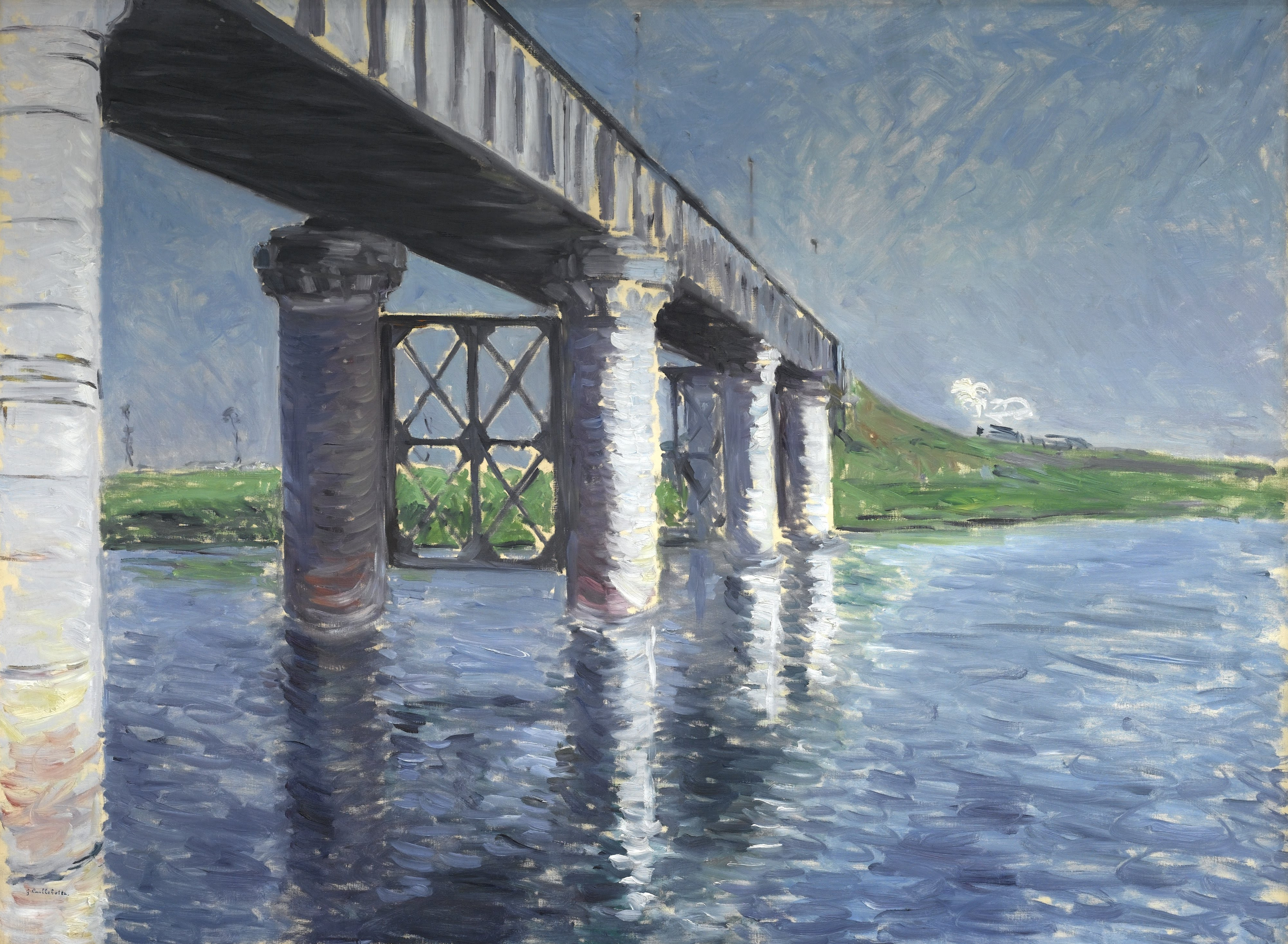
La Seine et le pont du chemin de fer d'Argenteuil, 1885-1887, Brooklyn Museum, New York.

Autres tableaux consacrés à Argenteuil
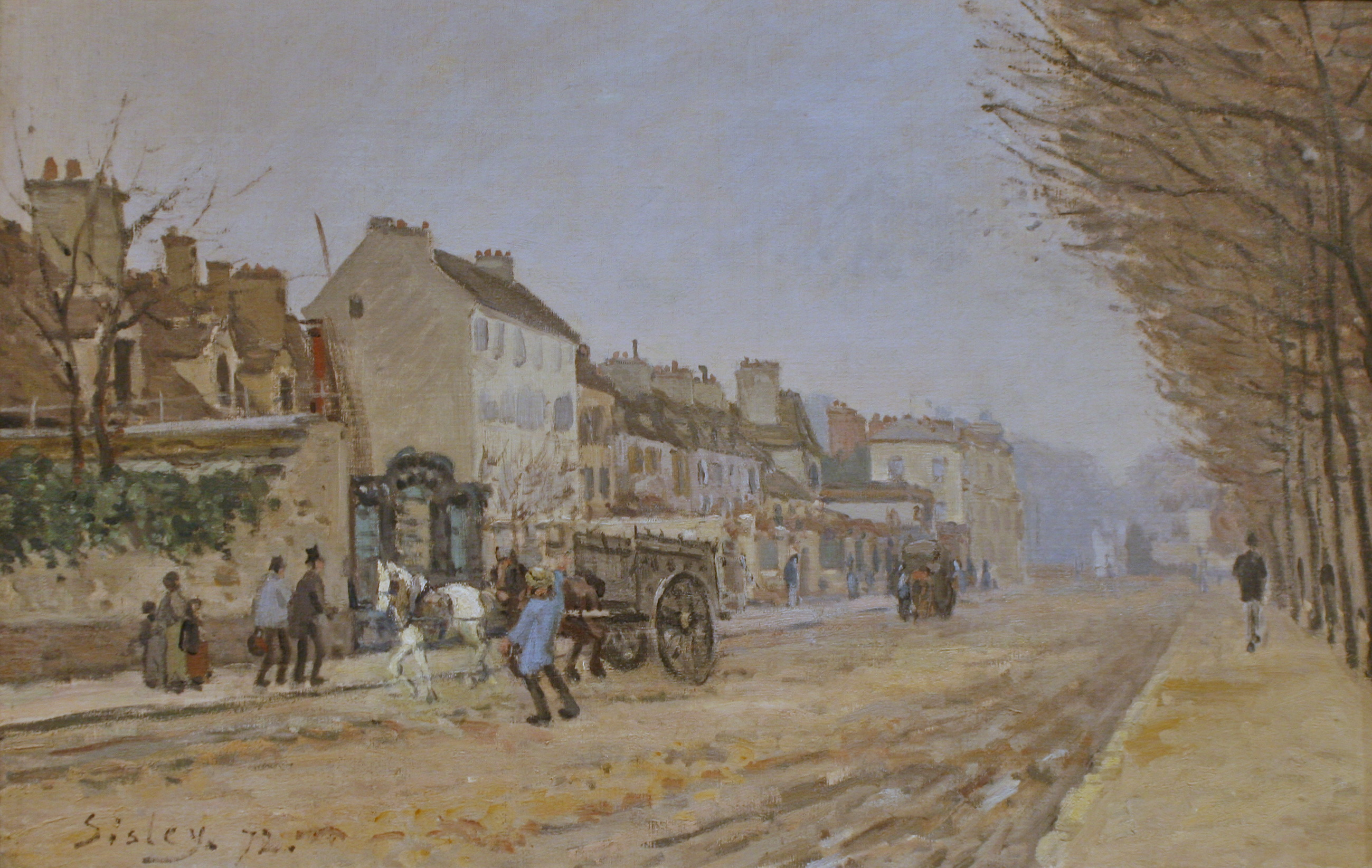
Alfred Sisley : Boulevard Héloïse, Argenteuil
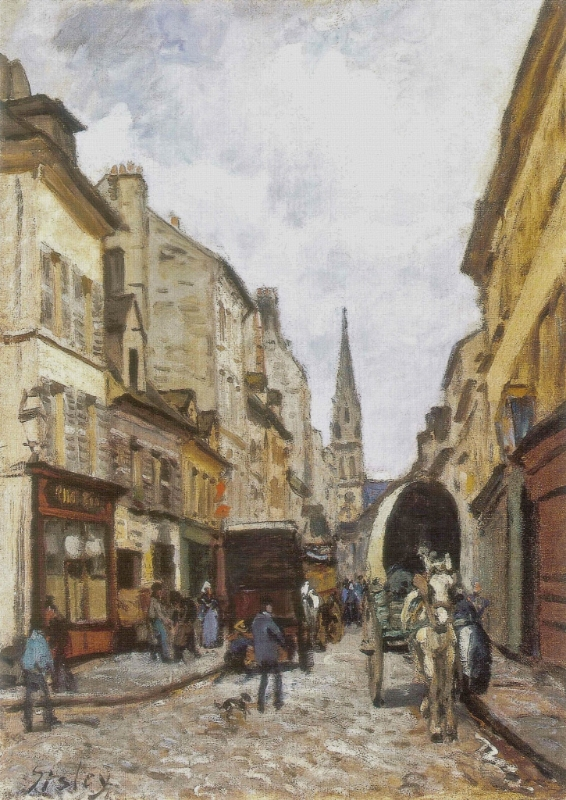
Alfred Sisley ; La Grand-Rue à Argenteuil,1872, Château de Norwich
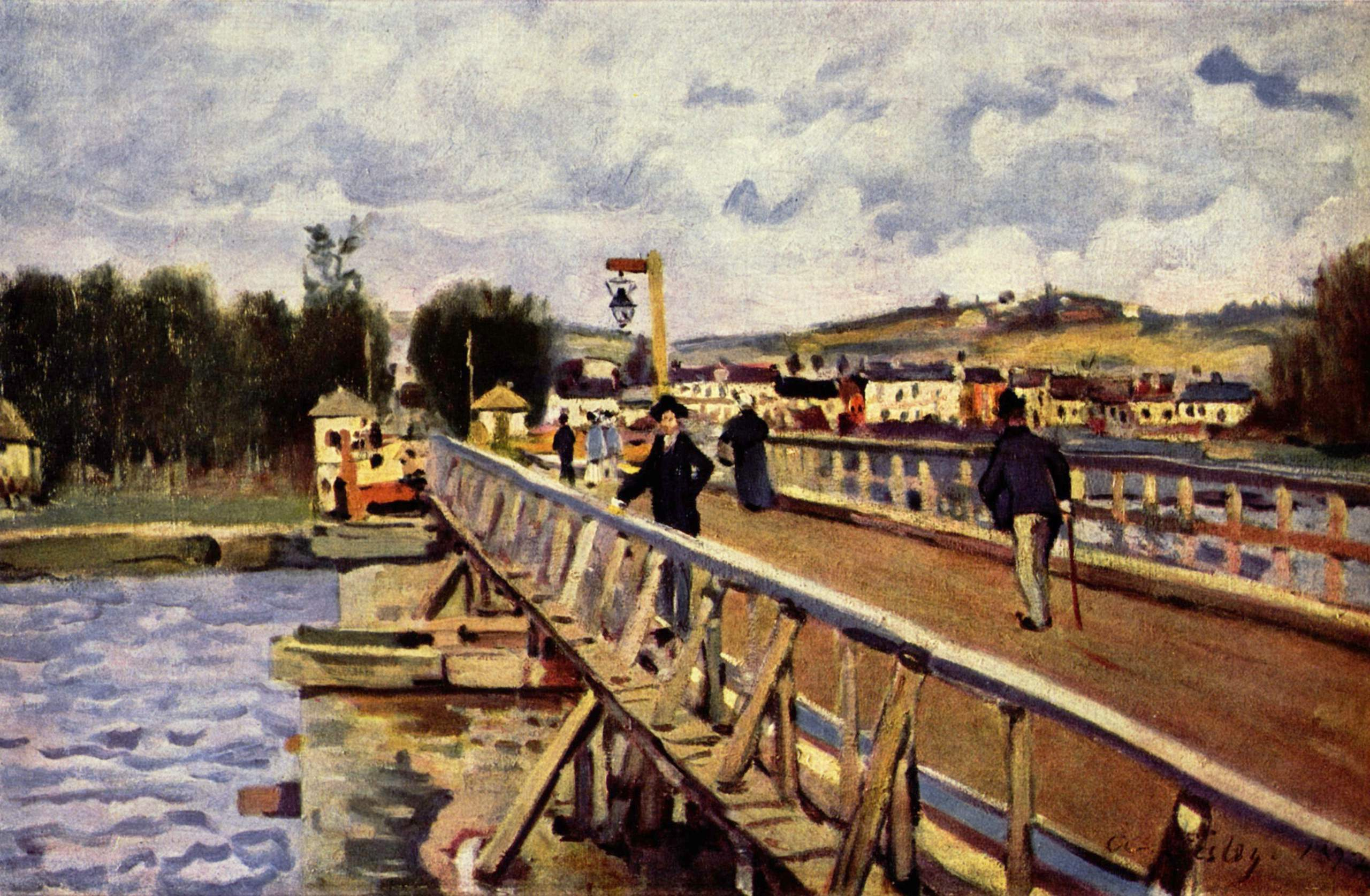
Alfred Sisley, Passerelle d'Argenteuil,1872
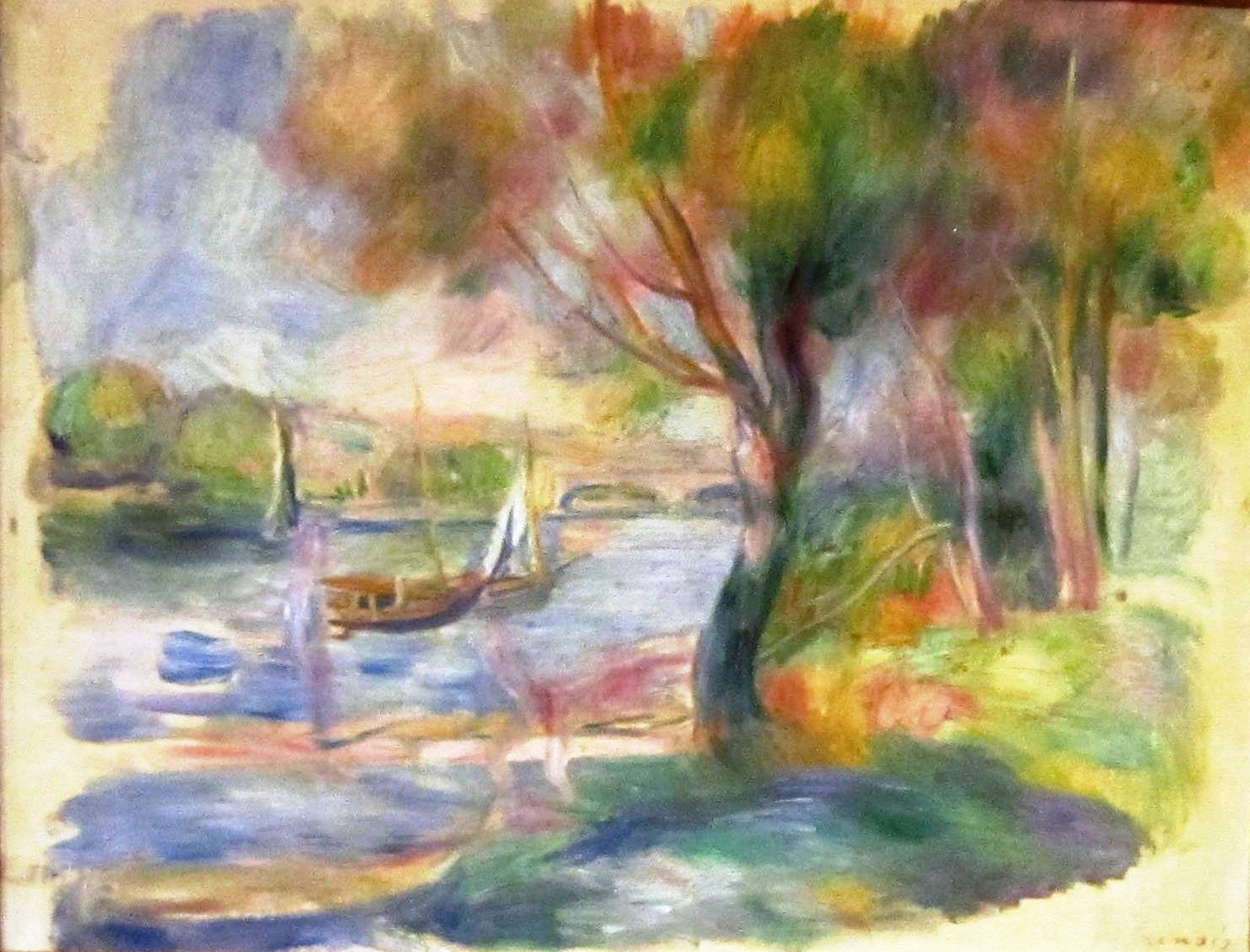
Auguste Renoir : La Seine à Argenteuil

Dans les Simpson, épisode 20 de la Saison 27, quand Homer s'énerve sur le distributeur de billets de la RATP pour acheter un ticket, et qu'il y arrive enfin, Lisa lui indique qu'il a en réalité acheté un billet pour Argenteuil.
Argenteuil est évoqué par plusieurs écrivains : 
- Guy de Maupassant a régulièrement fréquenté la ville et la Seine et y a situé quelques nouvelles dont La Maison Tellier, La Reine Hortense (dans le recueil Clair de lune) ou Mouche. Argenteuil est également cité dans Bel-Ami[154].
- L'écrivain Pierre Gamarra, qui y vécut des années 1950 à sa mort, a consacré à la ville une chanson, la Valse d'Argenteuil, sur une musique de Rudolf Schmidt.

### Gastronomie

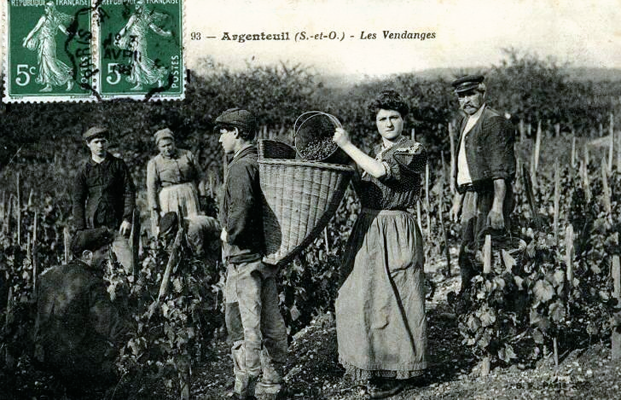
Vendanges d'Argenteuil vers 1900.

Argenteuil a été la première commune viticole d'Île-de-France jusqu'à l'apparition du phylloxéra, puis l'urbanisation massive du XXe siècle. Avec près de mille hectares de son territoire consacrés à la culture du vin : elle était à la veille de la Révolution la plus grande paroisse viticole de France. Les vins d'Argenteuil étaient à la fin du XIXe siècle une production locale économique, produite sans grand soin, sans contrôle de l'alcoolémie (chaptalisation) et à partir des cépages les plus divers. Guy de Maupassant le décrivait ainsi : « Il se comparait lui-même à un homme qui goûterait coup sur coup, les échantillons de tous les vins et ne distinguerait bientôt plus le château Margaux de l’Argenteuil ». Il était surnommé le piccolo (d’où est venu le terme argotique « picoler »). Les pieds de vigne alternaient avec les cultures d'asperges. Les figues blanches d'Argenteuil constituaient l'autre grande production locale.
Depuis 1999, la vigne actuelle d'Argenteuil produit chaque année une cuvée de pinot noir ainsi qu'une de chardonnay. Non loin de là, la vigne de Sannois produit depuis 2006 un vin blanc sec, issu des cépages chardonnay et pinot gris.

### Héraldique
| Armes d'Argenteuil | Les armes d'Argenteuil se blasonnent ainsi : De gueules à la roue dentée d’or chargée d’une fontaine héraldique et engrenant quatre pignons d’or ordonés 1,2 et 1, ceux des flancs rayonnant chacun de quatre éclairs d'argent et celui du chef accosté de deux demi-vols,adossés du même ; au chef d’azur* chargé de la Sainte-Tunique d’argent accostée de deux fleurs de lys d’or. * Il y a là non-respect de la règle de contrariété des couleurs : ces armes sont fautives (azur sur gueules.). Écu timbré de la couronne murale à trois tours crénelée d’or, maçonnée et ouverte de sable. Il est soutenu par deux pampres d’or fruités chacun de trois pièces de gueules et sur lesquels pampres sont posées, mouvant de la pointe, deux bottes d’asperges d’argent liées d’or. La croix de guerre 1939-1945 au naturel appendue à la pointe de l’écu brochant sur la croisée des pampres. La composition de ces armoiries, créées en 1952, est due à l'héraldiste Robert Louis. Le chef reprend les armes de l'ancienne abbaye d'Argenteuil, reproduisant notamment la Sainte Tunique du Christ conservée dans la basilique Saint-Denys. Les engrenages et les ailes symbolisent les activités industrielles et aéronautiques qui se sont développées dans la commune. |

Auparavant, La municipalité a utilisé des armes comportant des macles : 

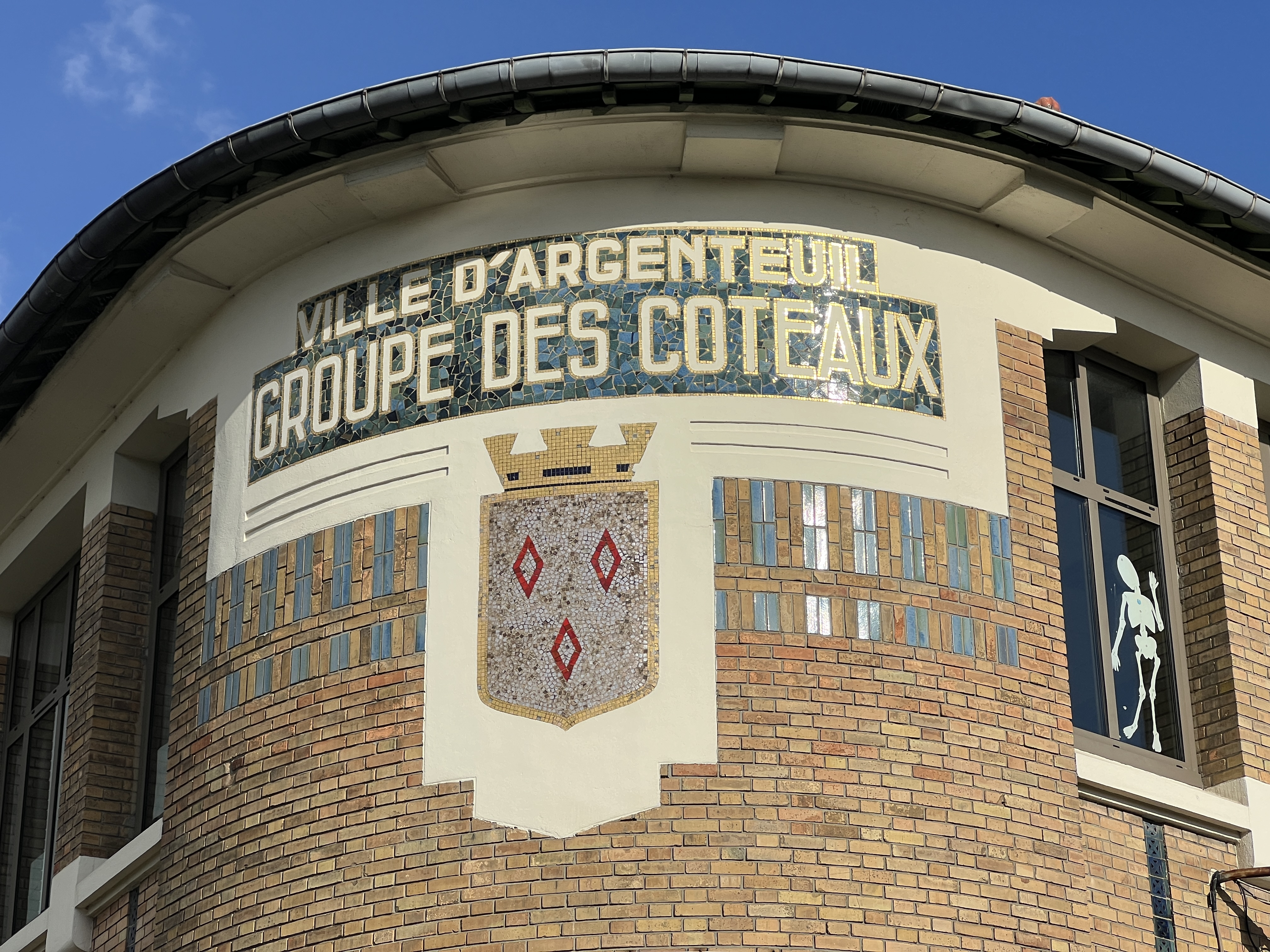
Anciennnes armes de la ville.

## Pour approfondir